# Вечный календарь
Ве́чный календа́рь — календарь на широкий диапазон лет, предназначенный для определения дня недели. Многие из вечных календарей фактически создают сетку календаря на выбранный месяц выбранного года.
Вечные календари могут также использоваться для определения церковных праздников без фиксированной даты.

## История

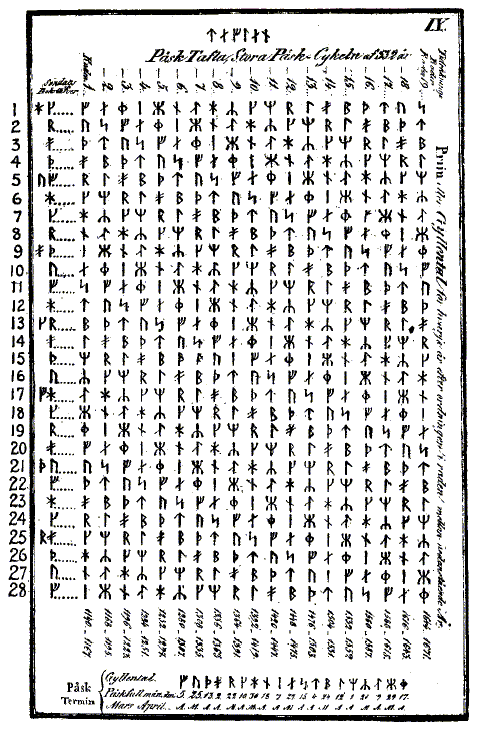
Вечный календарь из Швеции для вычисления дня Пасхи в 1140—1671 по юлианскому календарю. Каждая руна соответствует определённому номеру недели, на которую будет приходиться праздник

Известные сегодня табличные календари приобрели современную форму только после того, как была изобретена печать. Вечные же календари придуманы гораздо раньше — время их создания восходит ещё к домонгольскому времени — вероятно, один из первых подобных календарей был найден на стене Киевской Софии.
В 1902 году на Виленской сельскохозяйственной выставке были представлены вечные календари, которые стали основой для многих конструкций.
Вечные календари в больших объёмах выпускались в СССР. Массовое производство и столь же массовая реализация карманных календарей была начата в 1946 году. Первые экземпляры из картона выпускались в Москве и Ленинграде. Однако первые устройства были настолько недолговечны, что не могли прослужить даже десятую часть покрываемого ими срока.
Второй раз активный выпуск календарей начался в 1960—1970-х годах, когда материал был сменён на алюминий. На этот раз производились календари дискового типа.
В 1970-е годы подобные календари стали массово делаться из картона. Однообразный дизайн и невысокое качество продукции способствовало отсутствию спроса на эти устройства у населения страны и у коллекционеров.
Тогда же на прилавках и в киосках стали появляться табличные варианты. Для экономии места и компактности многие из них не снабжались даже инструкцией.
После распада СССР вечные календари прекратили выпускаться и использоваться. На это повлияло и то, что почти все календари были рассчитаны на период до 2000 года, а также повсеместное распространение компьютеров.

## Устройство
Вечный календарь может быть реализован самыми разнообразными способами, внешне абсолютно непохожими друг на друга. Но в принципе их действия лежит одно — вечные юлианские календари образуют цикл с периодичностью в 28 лет, вечные григорианские календари — 400 лет. Более простые версии вечного григорианского календаря, не включающие в диапазон лет невисокосные годы, заканчивающиеся на 00, используют цикл в 28 лет.

### Вечный календарь-таблица
Придумано множество вечных календарей такого вида, однако почти все они сводятся к одному: имеется 14 календарных сеток (7 возможных дней недели, с которых начинается год × 2 варианта — високосный и невисокосный год), и таблица, помогающая выбрать календарную сетку для нужного года либо определить сдвиг, помогающий правильно преобразовать одну сетку.
Календари этого вида различаются по степени удобства и быстроте использования. Такие календари иногда публиковались в газетах и журналах для вырезания и использования читателями. Наиболее часто применялись два варианта.

#### Варианты табличных вечных календарей

##### Вариант 1 — с 1901 по 2096 год
- Для того, чтобы узнать день недели конкретного дня, требуется:
  1. Найти в первой таблице цифру, соответствующую указанному году и месяцу;
  2. Сложить эту цифру с числом дня;
  3. Найти во второй таблице получившееся значение и посмотреть, какому дню недели оно соответствует.

- Пример: требуется определить, каким днём недели было 22 февраля 2007 года.
  1. Цифра, соответствующая февралю (ф) 2007 в таблице 1, равна 3.
  2. 22+3=25.
  3. Числу 25 в таблице 2 соответствует четверг — это и есть искомый день недели.

- Таблица. Примечание: серым цветом выделены високосные годы. Месяцы обозначены первыми буквами их названий.

| Годы | Годы | Годы | Годы | Годы | Годы | Годы | я | ф | м | а | м | и | и | а | с | о | н | д |
| ---- | ---- | ---- | ---- | ---- | ---- | ---- | - | - | - | - | - | - | - | - | - | - | - | - |
| 1901 | 1929 | 1957 | 1985 | 2013 | 2041 | 2069 | 1 | 4 | 4 | 7 | 2 | 5 | 7 | 3 | 6 | 1 | 4 | 6 |
| 1902 | 1930 | 1958 | 1986 | 2014 | 2042 | 2070 | 2 | 5 | 5 | 1 | 3 | 6 | 1 | 4 | 7 | 2 | 5 | 7 |
| 1903 | 1931 | 1959 | 1987 | 2015 | 2043 | 2071 | 3 | 6 | 6 | 2 | 4 | 7 | 2 | 5 | 1 | 3 | 6 | 1 |
| 1904 | 1932 | 1960 | 1988 | 2016 | 2044 | 2072 | 4 | 7 | 1 | 4 | 6 | 2 | 4 | 7 | 3 | 5 | 1 | 3 |
| 1905 | 1933 | 1961 | 1989 | 2017 | 2045 | 2073 | 6 | 2 | 2 | 5 | 7 | 3 | 5 | 1 | 4 | 6 | 2 | 4 |
| 1906 | 1934 | 1962 | 1990 | 2018 | 2046 | 2074 | 7 | 3 | 3 | 6 | 1 | 4 | 6 | 2 | 5 | 7 | 3 | 5 |
| 1907 | 1935 | 1963 | 1991 | 2019 | 2047 | 2075 | 1 | 4 | 4 | 7 | 2 | 5 | 7 | 3 | 6 | 1 | 4 | 6 |
| 1908 | 1936 | 1964 | 1992 | 2020 | 2048 | 2076 | 2 | 5 | 6 | 2 | 4 | 7 | 2 | 5 | 1 | 3 | 6 | 1 |
| 1909 | 1937 | 1965 | 1993 | 2021 | 2049 | 2077 | 4 | 7 | 7 | 3 | 5 | 1 | 3 | 6 | 2 | 4 | 7 | 2 |
| 1910 | 1938 | 1966 | 1994 | 2022 | 2050 | 2078 | 5 | 1 | 1 | 4 | 6 | 2 | 4 | 7 | 3 | 5 | 1 | 3 |
| 1911 | 1939 | 1967 | 1995 | 2023 | 2051 | 2079 | 6 | 2 | 2 | 5 | 7 | 3 | 5 | 1 | 4 | 6 | 2 | 4 |
| 1912 | 1940 | 1968 | 1996 | 2024 | 2052 | 2080 | 7 | 3 | 4 | 7 | 2 | 5 | 7 | 3 | 6 | 1 | 4 | 6 |
| 1913 | 1941 | 1969 | 1997 | 2025 | 2053 | 2081 | 2 | 5 | 5 | 1 | 3 | 6 | 1 | 4 | 7 | 2 | 5 | 7 |
| 1914 | 1942 | 1970 | 1998 | 2026 | 2054 | 2082 | 3 | 6 | 6 | 2 | 4 | 7 | 2 | 5 | 1 | 3 | 6 | 1 |
| 1915 | 1943 | 1971 | 1999 | 2027 | 2055 | 2083 | 4 | 7 | 7 | 3 | 5 | 1 | 3 | 6 | 2 | 4 | 7 | 2 |
| 1916 | 1944 | 1972 | 2000 | 2028 | 2056 | 2084 | 5 | 1 | 2 | 5 | 7 | 3 | 5 | 1 | 4 | 6 | 2 | 4 |
| 1917 | 1945 | 1973 | 2001 | 2029 | 2057 | 2085 | 7 | 3 | 3 | 6 | 1 | 4 | 6 | 2 | 5 | 7 | 3 | 5 |
| 1918 | 1946 | 1974 | 2002 | 2030 | 2058 | 2086 | 1 | 4 | 4 | 7 | 2 | 5 | 7 | 3 | 6 | 1 | 4 | 6 |
| 1919 | 1947 | 1975 | 2003 | 2031 | 2059 | 2087 | 2 | 5 | 5 | 1 | 3 | 6 | 1 | 4 | 7 | 2 | 5 | 7 |
| 1920 | 1948 | 1976 | 2004 | 2032 | 2060 | 2088 | 3 | 6 | 7 | 3 | 5 | 1 | 3 | 6 | 2 | 4 | 7 | 2 |
| 1921 | 1949 | 1977 | 2005 | 2033 | 2061 | 2089 | 5 | 1 | 1 | 4 | 6 | 2 | 4 | 7 | 3 | 5 | 1 | 3 |
| 1922 | 1950 | 1978 | 2006 | 2034 | 2062 | 2090 | 6 | 2 | 2 | 5 | 7 | 3 | 5 | 1 | 4 | 6 | 2 | 4 |
| 1923 | 1951 | 1979 | 2007 | 2035 | 2063 | 2091 | 7 | 3 | 3 | 6 | 1 | 4 | 6 | 2 | 5 | 7 | 3 | 5 |
| 1924 | 1952 | 1980 | 2008 | 2036 | 2064 | 2092 | 1 | 4 | 5 | 1 | 3 | 6 | 1 | 4 | 7 | 2 | 5 | 7 |
| 1925 | 1953 | 1981 | 2009 | 2037 | 2065 | 2093 | 3 | 6 | 6 | 2 | 4 | 7 | 2 | 5 | 1 | 3 | 6 | 1 |
| 1926 | 1954 | 1982 | 2010 | 2038 | 2066 | 2094 | 4 | 7 | 7 | 3 | 5 | 1 | 3 | 6 | 2 | 4 | 7 | 2 |
| 1927 | 1955 | 1983 | 2011 | 2039 | 2067 | 2095 | 5 | 1 | 1 | 4 | 6 | 2 | 4 | 7 | 3 | 5 | 1 | 3 |
| 1928 | 1956 | 1984 | 2012 | 2040 | 2068 | 2096 | 6 | 2 | 3 | 6 | 1 | 4 | 6 | 2 | 5 | 7 | 3 | 5 |
| Годы | Годы | Годы | Годы | Годы | Годы | Годы | я | ф | м | а | м | и | и | а | с | о | н | д |

| Понедельник | 1 | 8  | 15 | 22 | 29 | 36 |
| Вторник     | 2 | 9  | 16 | 23 | 30 | 37 |
| Среда       | 3 | 10 | 17 | 24 | 31 | 38 |
| Четверг     | 4 | 11 | 18 | 25 | 32 |    |
| Пятница     | 5 | 12 | 19 | 26 | 33 |    |
| Суббота     | 6 | 13 | 20 | 27 | 34 |    |
| Воскресенье | 7 | 14 | 21 | 28 | 35 |    |

##### Вариант 2 — с 15 октября 1582 года

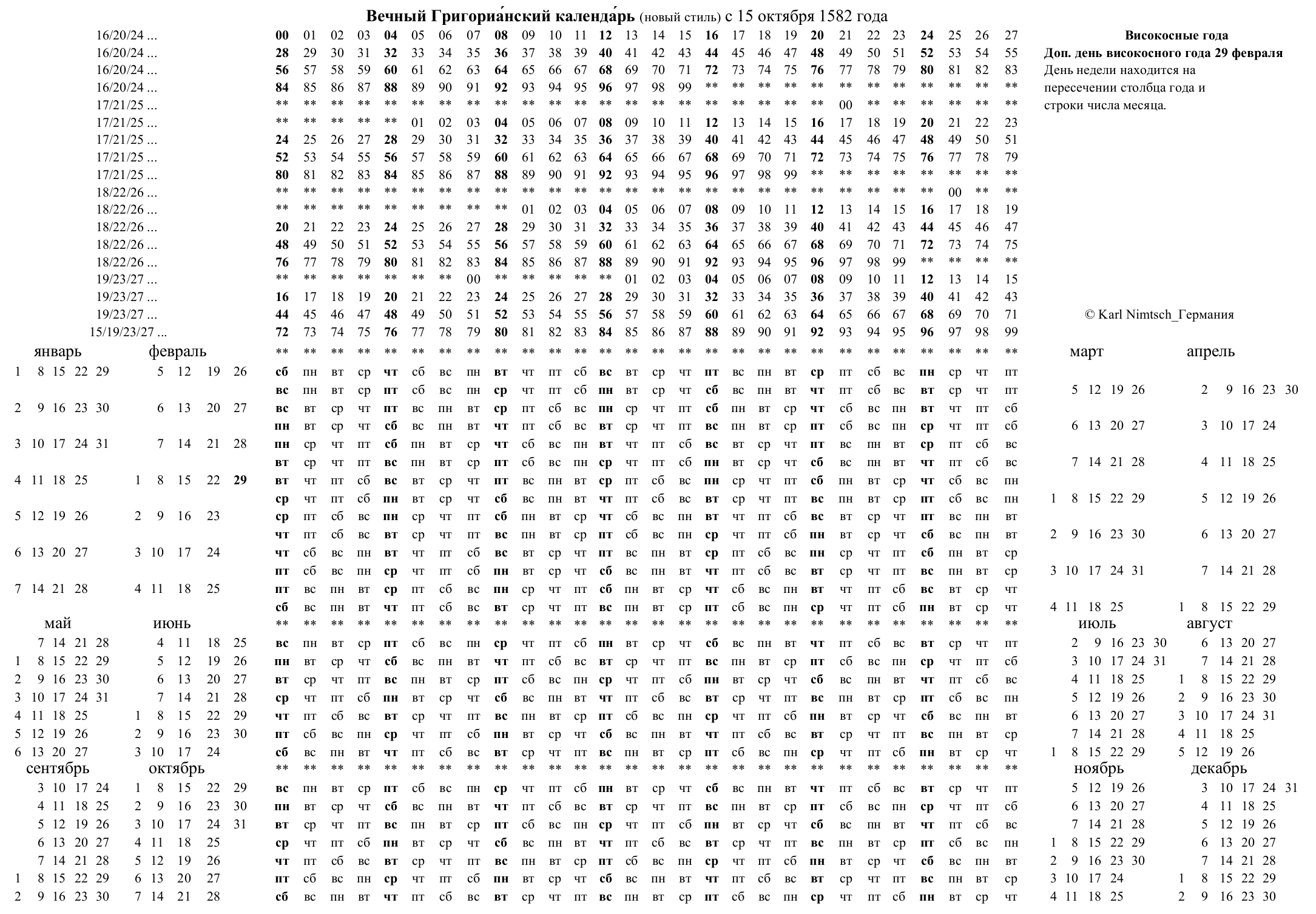
Таблица для вечного григорианского календаря (с 15 октября 1582 года)

- Для того, чтобы узнать день недели, требуется:
  1. В верхнем левом столбце найти первые две цифры года;
  2. В найденной строке найти столбец с последними двумя цифрами номера года;
  3. В месячных календарях (расположены слева и справа) найти строку, соответствующую числу месяца;
  4. На пересечении строки числа месяца и столбца года найти день недели.

- Пример: требуется определить, каким днём недели было 4 февраля 2011 года.
  1. В столбце «Столетия» найти строку с первыми двумя цифрами номера года «20»;
  2. В найденной строке найти столбец с последними двумя цифрами номера года «11»;
  3. В календаре «Февраль» найти строку, соответствующую числу месяца «4»;
  4. На пересечении строки числа месяца и столбца года найти день недели «пятница».

- Примечание: 29 февраля — только в високосные годы (столбцы выделены жирным шрифтом).

##### Вариант 3 — календарь для старого и нового стилей на 28 веков
| Правила В левой части таблицы отыскать строку, содержащую число столетий нужного года по старому или новому стилю, а в верхней части таблицы — столбец с двумя последними цифрами номера года. Запомнить букву на пересечении строки и столбца, это — вруцелето года. В таблице с правой стороны найти нужный месяц. В строке, в которой находится этот месяц, отыскать ту же букву. В левой нижней части, в разделе «числа месяца», найти нужное число. Пересечение строки, в которой находится это число, со столбиком дней недели, расположенным под найденной буквой, и даёт искомый день недели. При этом следует различать январь и февраль в простых и високосных годах: они занимают различные положения в графе месяцев (для простых годов они обозначены «Яп» и «Фп», для високосных — «Яв» и «Фв»). Високосные годы выделены полужирным шрифтом. Год «00» подчёркнут, в старом стиле он всегда високосный, а в новом — только, если число столетий делится на 4. | Правила В левой части таблицы отыскать строку, содержащую число столетий нужного года по старому или новому стилю, а в верхней части таблицы — столбец с двумя последними цифрами номера года. Запомнить букву на пересечении строки и столбца, это — вруцелето года. В таблице с правой стороны найти нужный месяц. В строке, в которой находится этот месяц, отыскать ту же букву. В левой нижней части, в разделе «числа месяца», найти нужное число. Пересечение строки, в которой находится это число, со столбиком дней недели, расположенным под найденной буквой, и даёт искомый день недели. При этом следует различать январь и февраль в простых и високосных годах: они занимают различные положения в графе месяцев (для простых годов они обозначены «Яп» и «Фп», для високосных — «Яв» и «Фв»). Високосные годы выделены полужирным шрифтом. Год «00» подчёркнут, в старом стиле он всегда високосный, а в новом — только, если число столетий делится на 4. | Правила В левой части таблицы отыскать строку, содержащую число столетий нужного года по старому или новому стилю, а в верхней части таблицы — столбец с двумя последними цифрами номера года. Запомнить букву на пересечении строки и столбца, это — вруцелето года. В таблице с правой стороны найти нужный месяц. В строке, в которой находится этот месяц, отыскать ту же букву. В левой нижней части, в разделе «числа месяца», найти нужное число. Пересечение строки, в которой находится это число, со столбиком дней недели, расположенным под найденной буквой, и даёт искомый день недели. При этом следует различать январь и февраль в простых и високосных годах: они занимают различные положения в графе месяцев (для простых годов они обозначены «Яп» и «Фп», для високосных — «Яв» и «Фв»). Високосные годы выделены полужирным шрифтом. Год «00» подчёркнут, в старом стиле он всегда високосный, а в новом — только, если число столетий делится на 4. | Правила В левой части таблицы отыскать строку, содержащую число столетий нужного года по старому или новому стилю, а в верхней части таблицы — столбец с двумя последними цифрами номера года. Запомнить букву на пересечении строки и столбца, это — вруцелето года. В таблице с правой стороны найти нужный месяц. В строке, в которой находится этот месяц, отыскать ту же букву. В левой нижней части, в разделе «числа месяца», найти нужное число. Пересечение строки, в которой находится это число, со столбиком дней недели, расположенным под найденной буквой, и даёт искомый день недели. При этом следует различать январь и февраль в простых и високосных годах: они занимают различные положения в графе месяцев (для простых годов они обозначены «Яп» и «Фп», для високосных — «Яв» и «Фв»). Високосные годы выделены полужирным шрифтом. Год «00» подчёркнут, в старом стиле он всегда високосный, а в новом — только, если число столетий делится на 4. | Правила В левой части таблицы отыскать строку, содержащую число столетий нужного года по старому или новому стилю, а в верхней части таблицы — столбец с двумя последними цифрами номера года. Запомнить букву на пересечении строки и столбца, это — вруцелето года. В таблице с правой стороны найти нужный месяц. В строке, в которой находится этот месяц, отыскать ту же букву. В левой нижней части, в разделе «числа месяца», найти нужное число. Пересечение строки, в которой находится это число, со столбиком дней недели, расположенным под найденной буквой, и даёт искомый день недели. При этом следует различать январь и февраль в простых и високосных годах: они занимают различные положения в графе месяцев (для простых годов они обозначены «Яп» и «Фп», для високосных — «Яв» и «Фв»). Високосные годы выделены полужирным шрифтом. Год «00» подчёркнут, в старом стиле он всегда високосный, а в новом — только, если число столетий делится на 4. | Правила В левой части таблицы отыскать строку, содержащую число столетий нужного года по старому или новому стилю, а в верхней части таблицы — столбец с двумя последними цифрами номера года. Запомнить букву на пересечении строки и столбца, это — вруцелето года. В таблице с правой стороны найти нужный месяц. В строке, в которой находится этот месяц, отыскать ту же букву. В левой нижней части, в разделе «числа месяца», найти нужное число. Пересечение строки, в которой находится это число, со столбиком дней недели, расположенным под найденной буквой, и даёт искомый день недели. При этом следует различать январь и февраль в простых и високосных годах: они занимают различные положения в графе месяцев (для простых годов они обозначены «Яп» и «Фп», для високосных — «Яв» и «Фв»). Високосные годы выделены полужирным шрифтом. Год «00» подчёркнут, в старом стиле он всегда високосный, а в новом — только, если число столетий делится на 4. | Правила В левой части таблицы отыскать строку, содержащую число столетий нужного года по старому или новому стилю, а в верхней части таблицы — столбец с двумя последними цифрами номера года. Запомнить букву на пересечении строки и столбца, это — вруцелето года. В таблице с правой стороны найти нужный месяц. В строке, в которой находится этот месяц, отыскать ту же букву. В левой нижней части, в разделе «числа месяца», найти нужное число. Пересечение строки, в которой находится это число, со столбиком дней недели, расположенным под найденной буквой, и даёт искомый день недели. При этом следует различать январь и февраль в простых и високосных годах: они занимают различные положения в графе месяцев (для простых годов они обозначены «Яп» и «Фп», для високосных — «Яв» и «Фв»). Високосные годы выделены полужирным шрифтом. Год «00» подчёркнут, в старом стиле он всегда високосный, а в новом — только, если число столетий делится на 4. | Последние цифры года | Последние цифры года | Последние цифры года | Последние цифры года | Последние цифры года | Последние цифры года | Последние цифры года | Пример 1 Определить, на какой день недели приходится 31 марта 2006 г. Слева в колонке нового стиля находим число «20», сверху — число «06». На пересечении строки и столбика стоит буква «Ѕ». Находим эту же букву в строке, в которой стоит обозначение «Март». Внизу под ней расположен столбик с днями недели, соответствующий марту, числа которого слева. Итак, 31 марта 2006 г. приходится на пятницу. Пример 2 Определить, на какой день недели приходится 1 января 45 г. до н. э. Прежде всего находим число года астрономического счёта: «−44». Далее представляем его в виде «−100+56». На пересечении столбика «56» со строкой «−1» находим вруцелето «Е». Год 45 до н. э. был високосным. Поэтому в правой части таблицы «месяцы» находим «Яв» и напротив числа «1» в колонке, соответствующей вруцелето «Е», находим день — пятница. Пример 3 1 января 1900 г. ст. ст. Год високосный, вруцелето «Ѕ» («00» подчёркнуто). Месяц — «Яв». Суббота. Пример 4 1 января 1900 г. н. ст. Год простой, вруцелето «З» («00» подчёркнуто). Месяц — «Яп». Понедельник. | Пример 1 Определить, на какой день недели приходится 31 марта 2006 г. Слева в колонке нового стиля находим число «20», сверху — число «06». На пересечении строки и столбика стоит буква «Ѕ». Находим эту же букву в строке, в которой стоит обозначение «Март». Внизу под ней расположен столбик с днями недели, соответствующий марту, числа которого слева. Итак, 31 марта 2006 г. приходится на пятницу. Пример 2 Определить, на какой день недели приходится 1 января 45 г. до н. э. Прежде всего находим число года астрономического счёта: «−44». Далее представляем его в виде «−100+56». На пересечении столбика «56» со строкой «−1» находим вруцелето «Е». Год 45 до н. э. был високосным. Поэтому в правой части таблицы «месяцы» находим «Яв» и напротив числа «1» в колонке, соответствующей вруцелето «Е», находим день — пятница. Пример 3 1 января 1900 г. ст. ст. Год високосный, вруцелето «Ѕ» («00» подчёркнуто). Месяц — «Яв». Суббота. Пример 4 1 января 1900 г. н. ст. Год простой, вруцелето «З» («00» подчёркнуто). Месяц — «Яп». Понедельник. | Пример 1 Определить, на какой день недели приходится 31 марта 2006 г. Слева в колонке нового стиля находим число «20», сверху — число «06». На пересечении строки и столбика стоит буква «Ѕ». Находим эту же букву в строке, в которой стоит обозначение «Март». Внизу под ней расположен столбик с днями недели, соответствующий марту, числа которого слева. Итак, 31 марта 2006 г. приходится на пятницу. Пример 2 Определить, на какой день недели приходится 1 января 45 г. до н. э. Прежде всего находим число года астрономического счёта: «−44». Далее представляем его в виде «−100+56». На пересечении столбика «56» со строкой «−1» находим вруцелето «Е». Год 45 до н. э. был високосным. Поэтому в правой части таблицы «месяцы» находим «Яв» и напротив числа «1» в колонке, соответствующей вруцелето «Е», находим день — пятница. Пример 3 1 января 1900 г. ст. ст. Год високосный, вруцелето «Ѕ» («00» подчёркнуто). Месяц — «Яв». Суббота. Пример 4 1 января 1900 г. н. ст. Год простой, вруцелето «З» («00» подчёркнуто). Месяц — «Яп». Понедельник. | Пример 1 Определить, на какой день недели приходится 31 марта 2006 г. Слева в колонке нового стиля находим число «20», сверху — число «06». На пересечении строки и столбика стоит буква «Ѕ». Находим эту же букву в строке, в которой стоит обозначение «Март». Внизу под ней расположен столбик с днями недели, соответствующий марту, числа которого слева. Итак, 31 марта 2006 г. приходится на пятницу. Пример 2 Определить, на какой день недели приходится 1 января 45 г. до н. э. Прежде всего находим число года астрономического счёта: «−44». Далее представляем его в виде «−100+56». На пересечении столбика «56» со строкой «−1» находим вруцелето «Е». Год 45 до н. э. был високосным. Поэтому в правой части таблицы «месяцы» находим «Яв» и напротив числа «1» в колонке, соответствующей вруцелето «Е», находим день — пятница. Пример 3 1 января 1900 г. ст. ст. Год високосный, вруцелето «Ѕ» («00» подчёркнуто). Месяц — «Яв». Суббота. Пример 4 1 января 1900 г. н. ст. Год простой, вруцелето «З» («00» подчёркнуто). Месяц — «Яп». Понедельник. | Пример 1 Определить, на какой день недели приходится 31 марта 2006 г. Слева в колонке нового стиля находим число «20», сверху — число «06». На пересечении строки и столбика стоит буква «Ѕ». Находим эту же букву в строке, в которой стоит обозначение «Март». Внизу под ней расположен столбик с днями недели, соответствующий марту, числа которого слева. Итак, 31 марта 2006 г. приходится на пятницу. Пример 2 Определить, на какой день недели приходится 1 января 45 г. до н. э. Прежде всего находим число года астрономического счёта: «−44». Далее представляем его в виде «−100+56». На пересечении столбика «56» со строкой «−1» находим вруцелето «Е». Год 45 до н. э. был високосным. Поэтому в правой части таблицы «месяцы» находим «Яв» и напротив числа «1» в колонке, соответствующей вруцелето «Е», находим день — пятница. Пример 3 1 января 1900 г. ст. ст. Год високосный, вруцелето «Ѕ» («00» подчёркнуто). Месяц — «Яв». Суббота. Пример 4 1 января 1900 г. н. ст. Год простой, вруцелето «З» («00» подчёркнуто). Месяц — «Яп». Понедельник. | Пример 1 Определить, на какой день недели приходится 31 марта 2006 г. Слева в колонке нового стиля находим число «20», сверху — число «06». На пересечении строки и столбика стоит буква «Ѕ». Находим эту же букву в строке, в которой стоит обозначение «Март». Внизу под ней расположен столбик с днями недели, соответствующий марту, числа которого слева. Итак, 31 марта 2006 г. приходится на пятницу. Пример 2 Определить, на какой день недели приходится 1 января 45 г. до н. э. Прежде всего находим число года астрономического счёта: «−44». Далее представляем его в виде «−100+56». На пересечении столбика «56» со строкой «−1» находим вруцелето «Е». Год 45 до н. э. был високосным. Поэтому в правой части таблицы «месяцы» находим «Яв» и напротив числа «1» в колонке, соответствующей вруцелето «Е», находим день — пятница. Пример 3 1 января 1900 г. ст. ст. Год високосный, вруцелето «Ѕ» («00» подчёркнуто). Месяц — «Яв». Суббота. Пример 4 1 января 1900 г. н. ст. Год простой, вруцелето «З» («00» подчёркнуто). Месяц — «Яп». Понедельник. |
| Правила В левой части таблицы отыскать строку, содержащую число столетий нужного года по старому или новому стилю, а в верхней части таблицы — столбец с двумя последними цифрами номера года. Запомнить букву на пересечении строки и столбца, это — вруцелето года. В таблице с правой стороны найти нужный месяц. В строке, в которой находится этот месяц, отыскать ту же букву. В левой нижней части, в разделе «числа месяца», найти нужное число. Пересечение строки, в которой находится это число, со столбиком дней недели, расположенным под найденной буквой, и даёт искомый день недели. При этом следует различать январь и февраль в простых и високосных годах: они занимают различные положения в графе месяцев (для простых годов они обозначены «Яп» и «Фп», для високосных — «Яв» и «Фв»). Високосные годы выделены полужирным шрифтом. Год «00» подчёркнут, в старом стиле он всегда високосный, а в новом — только, если число столетий делится на 4. | Правила В левой части таблицы отыскать строку, содержащую число столетий нужного года по старому или новому стилю, а в верхней части таблицы — столбец с двумя последними цифрами номера года. Запомнить букву на пересечении строки и столбца, это — вруцелето года. В таблице с правой стороны найти нужный месяц. В строке, в которой находится этот месяц, отыскать ту же букву. В левой нижней части, в разделе «числа месяца», найти нужное число. Пересечение строки, в которой находится это число, со столбиком дней недели, расположенным под найденной буквой, и даёт искомый день недели. При этом следует различать январь и февраль в простых и високосных годах: они занимают различные положения в графе месяцев (для простых годов они обозначены «Яп» и «Фп», для високосных — «Яв» и «Фв»). Високосные годы выделены полужирным шрифтом. Год «00» подчёркнут, в старом стиле он всегда високосный, а в новом — только, если число столетий делится на 4. | Правила В левой части таблицы отыскать строку, содержащую число столетий нужного года по старому или новому стилю, а в верхней части таблицы — столбец с двумя последними цифрами номера года. Запомнить букву на пересечении строки и столбца, это — вруцелето года. В таблице с правой стороны найти нужный месяц. В строке, в которой находится этот месяц, отыскать ту же букву. В левой нижней части, в разделе «числа месяца», найти нужное число. Пересечение строки, в которой находится это число, со столбиком дней недели, расположенным под найденной буквой, и даёт искомый день недели. При этом следует различать январь и февраль в простых и високосных годах: они занимают различные положения в графе месяцев (для простых годов они обозначены «Яп» и «Фп», для високосных — «Яв» и «Фв»). Високосные годы выделены полужирным шрифтом. Год «00» подчёркнут, в старом стиле он всегда високосный, а в новом — только, если число столетий делится на 4. | Правила В левой части таблицы отыскать строку, содержащую число столетий нужного года по старому или новому стилю, а в верхней части таблицы — столбец с двумя последними цифрами номера года. Запомнить букву на пересечении строки и столбца, это — вруцелето года. В таблице с правой стороны найти нужный месяц. В строке, в которой находится этот месяц, отыскать ту же букву. В левой нижней части, в разделе «числа месяца», найти нужное число. Пересечение строки, в которой находится это число, со столбиком дней недели, расположенным под найденной буквой, и даёт искомый день недели. При этом следует различать январь и февраль в простых и високосных годах: они занимают различные положения в графе месяцев (для простых годов они обозначены «Яп» и «Фп», для високосных — «Яв» и «Фв»). Високосные годы выделены полужирным шрифтом. Год «00» подчёркнут, в старом стиле он всегда високосный, а в новом — только, если число столетий делится на 4. | Правила В левой части таблицы отыскать строку, содержащую число столетий нужного года по старому или новому стилю, а в верхней части таблицы — столбец с двумя последними цифрами номера года. Запомнить букву на пересечении строки и столбца, это — вруцелето года. В таблице с правой стороны найти нужный месяц. В строке, в которой находится этот месяц, отыскать ту же букву. В левой нижней части, в разделе «числа месяца», найти нужное число. Пересечение строки, в которой находится это число, со столбиком дней недели, расположенным под найденной буквой, и даёт искомый день недели. При этом следует различать январь и февраль в простых и високосных годах: они занимают различные положения в графе месяцев (для простых годов они обозначены «Яп» и «Фп», для високосных — «Яв» и «Фв»). Високосные годы выделены полужирным шрифтом. Год «00» подчёркнут, в старом стиле он всегда високосный, а в новом — только, если число столетий делится на 4. | Правила В левой части таблицы отыскать строку, содержащую число столетий нужного года по старому или новому стилю, а в верхней части таблицы — столбец с двумя последними цифрами номера года. Запомнить букву на пересечении строки и столбца, это — вруцелето года. В таблице с правой стороны найти нужный месяц. В строке, в которой находится этот месяц, отыскать ту же букву. В левой нижней части, в разделе «числа месяца», найти нужное число. Пересечение строки, в которой находится это число, со столбиком дней недели, расположенным под найденной буквой, и даёт искомый день недели. При этом следует различать январь и февраль в простых и високосных годах: они занимают различные положения в графе месяцев (для простых годов они обозначены «Яп» и «Фп», для високосных — «Яв» и «Фв»). Високосные годы выделены полужирным шрифтом. Год «00» подчёркнут, в старом стиле он всегда високосный, а в новом — только, если число столетий делится на 4. | Правила В левой части таблицы отыскать строку, содержащую число столетий нужного года по старому или новому стилю, а в верхней части таблицы — столбец с двумя последними цифрами номера года. Запомнить букву на пересечении строки и столбца, это — вруцелето года. В таблице с правой стороны найти нужный месяц. В строке, в которой находится этот месяц, отыскать ту же букву. В левой нижней части, в разделе «числа месяца», найти нужное число. Пересечение строки, в которой находится это число, со столбиком дней недели, расположенным под найденной буквой, и даёт искомый день недели. При этом следует различать январь и февраль в простых и високосных годах: они занимают различные положения в графе месяцев (для простых годов они обозначены «Яп» и «Фп», для високосных — «Яв» и «Фв»). Високосные годы выделены полужирным шрифтом. Год «00» подчёркнут, в старом стиле он всегда високосный, а в новом — только, если число столетий делится на 4. | 00                   | 01                   | 02                   | 03                   |                      | 04                   | 05                   | Пример 1 Определить, на какой день недели приходится 31 марта 2006 г. Слева в колонке нового стиля находим число «20», сверху — число «06». На пересечении строки и столбика стоит буква «Ѕ». Находим эту же букву в строке, в которой стоит обозначение «Март». Внизу под ней расположен столбик с днями недели, соответствующий марту, числа которого слева. Итак, 31 марта 2006 г. приходится на пятницу. Пример 2 Определить, на какой день недели приходится 1 января 45 г. до н. э. Прежде всего находим число года астрономического счёта: «−44». Далее представляем его в виде «−100+56». На пересечении столбика «56» со строкой «−1» находим вруцелето «Е». Год 45 до н. э. был високосным. Поэтому в правой части таблицы «месяцы» находим «Яв» и напротив числа «1» в колонке, соответствующей вруцелето «Е», находим день — пятница. Пример 3 1 января 1900 г. ст. ст. Год високосный, вруцелето «Ѕ» («00» подчёркнуто). Месяц — «Яв». Суббота. Пример 4 1 января 1900 г. н. ст. Год простой, вруцелето «З» («00» подчёркнуто). Месяц — «Яп». Понедельник. | Пример 1 Определить, на какой день недели приходится 31 марта 2006 г. Слева в колонке нового стиля находим число «20», сверху — число «06». На пересечении строки и столбика стоит буква «Ѕ». Находим эту же букву в строке, в которой стоит обозначение «Март». Внизу под ней расположен столбик с днями недели, соответствующий марту, числа которого слева. Итак, 31 марта 2006 г. приходится на пятницу. Пример 2 Определить, на какой день недели приходится 1 января 45 г. до н. э. Прежде всего находим число года астрономического счёта: «−44». Далее представляем его в виде «−100+56». На пересечении столбика «56» со строкой «−1» находим вруцелето «Е». Год 45 до н. э. был високосным. Поэтому в правой части таблицы «месяцы» находим «Яв» и напротив числа «1» в колонке, соответствующей вруцелето «Е», находим день — пятница. Пример 3 1 января 1900 г. ст. ст. Год високосный, вруцелето «Ѕ» («00» подчёркнуто). Месяц — «Яв». Суббота. Пример 4 1 января 1900 г. н. ст. Год простой, вруцелето «З» («00» подчёркнуто). Месяц — «Яп». Понедельник. | Пример 1 Определить, на какой день недели приходится 31 марта 2006 г. Слева в колонке нового стиля находим число «20», сверху — число «06». На пересечении строки и столбика стоит буква «Ѕ». Находим эту же букву в строке, в которой стоит обозначение «Март». Внизу под ней расположен столбик с днями недели, соответствующий марту, числа которого слева. Итак, 31 марта 2006 г. приходится на пятницу. Пример 2 Определить, на какой день недели приходится 1 января 45 г. до н. э. Прежде всего находим число года астрономического счёта: «−44». Далее представляем его в виде «−100+56». На пересечении столбика «56» со строкой «−1» находим вруцелето «Е». Год 45 до н. э. был високосным. Поэтому в правой части таблицы «месяцы» находим «Яв» и напротив числа «1» в колонке, соответствующей вруцелето «Е», находим день — пятница. Пример 3 1 января 1900 г. ст. ст. Год високосный, вруцелето «Ѕ» («00» подчёркнуто). Месяц — «Яв». Суббота. Пример 4 1 января 1900 г. н. ст. Год простой, вруцелето «З» («00» подчёркнуто). Месяц — «Яп». Понедельник. | Пример 1 Определить, на какой день недели приходится 31 марта 2006 г. Слева в колонке нового стиля находим число «20», сверху — число «06». На пересечении строки и столбика стоит буква «Ѕ». Находим эту же букву в строке, в которой стоит обозначение «Март». Внизу под ней расположен столбик с днями недели, соответствующий марту, числа которого слева. Итак, 31 марта 2006 г. приходится на пятницу. Пример 2 Определить, на какой день недели приходится 1 января 45 г. до н. э. Прежде всего находим число года астрономического счёта: «−44». Далее представляем его в виде «−100+56». На пересечении столбика «56» со строкой «−1» находим вруцелето «Е». Год 45 до н. э. был високосным. Поэтому в правой части таблицы «месяцы» находим «Яв» и напротив числа «1» в колонке, соответствующей вруцелето «Е», находим день — пятница. Пример 3 1 января 1900 г. ст. ст. Год високосный, вруцелето «Ѕ» («00» подчёркнуто). Месяц — «Яв». Суббота. Пример 4 1 января 1900 г. н. ст. Год простой, вруцелето «З» («00» подчёркнуто). Месяц — «Яп». Понедельник. | Пример 1 Определить, на какой день недели приходится 31 марта 2006 г. Слева в колонке нового стиля находим число «20», сверху — число «06». На пересечении строки и столбика стоит буква «Ѕ». Находим эту же букву в строке, в которой стоит обозначение «Март». Внизу под ней расположен столбик с днями недели, соответствующий марту, числа которого слева. Итак, 31 марта 2006 г. приходится на пятницу. Пример 2 Определить, на какой день недели приходится 1 января 45 г. до н. э. Прежде всего находим число года астрономического счёта: «−44». Далее представляем его в виде «−100+56». На пересечении столбика «56» со строкой «−1» находим вруцелето «Е». Год 45 до н. э. был високосным. Поэтому в правой части таблицы «месяцы» находим «Яв» и напротив числа «1» в колонке, соответствующей вруцелето «Е», находим день — пятница. Пример 3 1 января 1900 г. ст. ст. Год високосный, вруцелето «Ѕ» («00» подчёркнуто). Месяц — «Яв». Суббота. Пример 4 1 января 1900 г. н. ст. Год простой, вруцелето «З» («00» подчёркнуто). Месяц — «Яп». Понедельник. | Пример 1 Определить, на какой день недели приходится 31 марта 2006 г. Слева в колонке нового стиля находим число «20», сверху — число «06». На пересечении строки и столбика стоит буква «Ѕ». Находим эту же букву в строке, в которой стоит обозначение «Март». Внизу под ней расположен столбик с днями недели, соответствующий марту, числа которого слева. Итак, 31 марта 2006 г. приходится на пятницу. Пример 2 Определить, на какой день недели приходится 1 января 45 г. до н. э. Прежде всего находим число года астрономического счёта: «−44». Далее представляем его в виде «−100+56». На пересечении столбика «56» со строкой «−1» находим вруцелето «Е». Год 45 до н. э. был високосным. Поэтому в правой части таблицы «месяцы» находим «Яв» и напротив числа «1» в колонке, соответствующей вруцелето «Е», находим день — пятница. Пример 3 1 января 1900 г. ст. ст. Год високосный, вруцелето «Ѕ» («00» подчёркнуто). Месяц — «Яв». Суббота. Пример 4 1 января 1900 г. н. ст. Год простой, вруцелето «З» («00» подчёркнуто). Месяц — «Яп». Понедельник. |
| Правила В левой части таблицы отыскать строку, содержащую число столетий нужного года по старому или новому стилю, а в верхней части таблицы — столбец с двумя последними цифрами номера года. Запомнить букву на пересечении строки и столбца, это — вруцелето года. В таблице с правой стороны найти нужный месяц. В строке, в которой находится этот месяц, отыскать ту же букву. В левой нижней части, в разделе «числа месяца», найти нужное число. Пересечение строки, в которой находится это число, со столбиком дней недели, расположенным под найденной буквой, и даёт искомый день недели. При этом следует различать январь и февраль в простых и високосных годах: они занимают различные положения в графе месяцев (для простых годов они обозначены «Яп» и «Фп», для високосных — «Яв» и «Фв»). Високосные годы выделены полужирным шрифтом. Год «00» подчёркнут, в старом стиле он всегда високосный, а в новом — только, если число столетий делится на 4. | Правила В левой части таблицы отыскать строку, содержащую число столетий нужного года по старому или новому стилю, а в верхней части таблицы — столбец с двумя последними цифрами номера года. Запомнить букву на пересечении строки и столбца, это — вруцелето года. В таблице с правой стороны найти нужный месяц. В строке, в которой находится этот месяц, отыскать ту же букву. В левой нижней части, в разделе «числа месяца», найти нужное число. Пересечение строки, в которой находится это число, со столбиком дней недели, расположенным под найденной буквой, и даёт искомый день недели. При этом следует различать январь и февраль в простых и високосных годах: они занимают различные положения в графе месяцев (для простых годов они обозначены «Яп» и «Фп», для високосных — «Яв» и «Фв»). Високосные годы выделены полужирным шрифтом. Год «00» подчёркнут, в старом стиле он всегда високосный, а в новом — только, если число столетий делится на 4. | Правила В левой части таблицы отыскать строку, содержащую число столетий нужного года по старому или новому стилю, а в верхней части таблицы — столбец с двумя последними цифрами номера года. Запомнить букву на пересечении строки и столбца, это — вруцелето года. В таблице с правой стороны найти нужный месяц. В строке, в которой находится этот месяц, отыскать ту же букву. В левой нижней части, в разделе «числа месяца», найти нужное число. Пересечение строки, в которой находится это число, со столбиком дней недели, расположенным под найденной буквой, и даёт искомый день недели. При этом следует различать январь и февраль в простых и високосных годах: они занимают различные положения в графе месяцев (для простых годов они обозначены «Яп» и «Фп», для високосных — «Яв» и «Фв»). Високосные годы выделены полужирным шрифтом. Год «00» подчёркнут, в старом стиле он всегда високосный, а в новом — только, если число столетий делится на 4. | Правила В левой части таблицы отыскать строку, содержащую число столетий нужного года по старому или новому стилю, а в верхней части таблицы — столбец с двумя последними цифрами номера года. Запомнить букву на пересечении строки и столбца, это — вруцелето года. В таблице с правой стороны найти нужный месяц. В строке, в которой находится этот месяц, отыскать ту же букву. В левой нижней части, в разделе «числа месяца», найти нужное число. Пересечение строки, в которой находится это число, со столбиком дней недели, расположенным под найденной буквой, и даёт искомый день недели. При этом следует различать январь и февраль в простых и високосных годах: они занимают различные положения в графе месяцев (для простых годов они обозначены «Яп» и «Фп», для високосных — «Яв» и «Фв»). Високосные годы выделены полужирным шрифтом. Год «00» подчёркнут, в старом стиле он всегда високосный, а в новом — только, если число столетий делится на 4. | Правила В левой части таблицы отыскать строку, содержащую число столетий нужного года по старому или новому стилю, а в верхней части таблицы — столбец с двумя последними цифрами номера года. Запомнить букву на пересечении строки и столбца, это — вруцелето года. В таблице с правой стороны найти нужный месяц. В строке, в которой находится этот месяц, отыскать ту же букву. В левой нижней части, в разделе «числа месяца», найти нужное число. Пересечение строки, в которой находится это число, со столбиком дней недели, расположенным под найденной буквой, и даёт искомый день недели. При этом следует различать январь и февраль в простых и високосных годах: они занимают различные положения в графе месяцев (для простых годов они обозначены «Яп» и «Фп», для високосных — «Яв» и «Фв»). Високосные годы выделены полужирным шрифтом. Год «00» подчёркнут, в старом стиле он всегда високосный, а в новом — только, если число столетий делится на 4. | Правила В левой части таблицы отыскать строку, содержащую число столетий нужного года по старому или новому стилю, а в верхней части таблицы — столбец с двумя последними цифрами номера года. Запомнить букву на пересечении строки и столбца, это — вруцелето года. В таблице с правой стороны найти нужный месяц. В строке, в которой находится этот месяц, отыскать ту же букву. В левой нижней части, в разделе «числа месяца», найти нужное число. Пересечение строки, в которой находится это число, со столбиком дней недели, расположенным под найденной буквой, и даёт искомый день недели. При этом следует различать январь и февраль в простых и високосных годах: они занимают различные положения в графе месяцев (для простых годов они обозначены «Яп» и «Фп», для високосных — «Яв» и «Фв»). Високосные годы выделены полужирным шрифтом. Год «00» подчёркнут, в старом стиле он всегда високосный, а в новом — только, если число столетий делится на 4. | Правила В левой части таблицы отыскать строку, содержащую число столетий нужного года по старому или новому стилю, а в верхней части таблицы — столбец с двумя последними цифрами номера года. Запомнить букву на пересечении строки и столбца, это — вруцелето года. В таблице с правой стороны найти нужный месяц. В строке, в которой находится этот месяц, отыскать ту же букву. В левой нижней части, в разделе «числа месяца», найти нужное число. Пересечение строки, в которой находится это число, со столбиком дней недели, расположенным под найденной буквой, и даёт искомый день недели. При этом следует различать январь и февраль в простых и високосных годах: они занимают различные положения в графе месяцев (для простых годов они обозначены «Яп» и «Фп», для високосных — «Яв» и «Фв»). Високосные годы выделены полужирным шрифтом. Год «00» подчёркнут, в старом стиле он всегда високосный, а в новом — только, если число столетий делится на 4. | 06                   | 07                   |                      | 08                   | 09                   | 10                   | 11                   | Пример 1 Определить, на какой день недели приходится 31 марта 2006 г. Слева в колонке нового стиля находим число «20», сверху — число «06». На пересечении строки и столбика стоит буква «Ѕ». Находим эту же букву в строке, в которой стоит обозначение «Март». Внизу под ней расположен столбик с днями недели, соответствующий марту, числа которого слева. Итак, 31 марта 2006 г. приходится на пятницу. Пример 2 Определить, на какой день недели приходится 1 января 45 г. до н. э. Прежде всего находим число года астрономического счёта: «−44». Далее представляем его в виде «−100+56». На пересечении столбика «56» со строкой «−1» находим вруцелето «Е». Год 45 до н. э. был високосным. Поэтому в правой части таблицы «месяцы» находим «Яв» и напротив числа «1» в колонке, соответствующей вруцелето «Е», находим день — пятница. Пример 3 1 января 1900 г. ст. ст. Год високосный, вруцелето «Ѕ» («00» подчёркнуто). Месяц — «Яв». Суббота. Пример 4 1 января 1900 г. н. ст. Год простой, вруцелето «З» («00» подчёркнуто). Месяц — «Яп». Понедельник. | Пример 1 Определить, на какой день недели приходится 31 марта 2006 г. Слева в колонке нового стиля находим число «20», сверху — число «06». На пересечении строки и столбика стоит буква «Ѕ». Находим эту же букву в строке, в которой стоит обозначение «Март». Внизу под ней расположен столбик с днями недели, соответствующий марту, числа которого слева. Итак, 31 марта 2006 г. приходится на пятницу. Пример 2 Определить, на какой день недели приходится 1 января 45 г. до н. э. Прежде всего находим число года астрономического счёта: «−44». Далее представляем его в виде «−100+56». На пересечении столбика «56» со строкой «−1» находим вруцелето «Е». Год 45 до н. э. был високосным. Поэтому в правой части таблицы «месяцы» находим «Яв» и напротив числа «1» в колонке, соответствующей вруцелето «Е», находим день — пятница. Пример 3 1 января 1900 г. ст. ст. Год високосный, вруцелето «Ѕ» («00» подчёркнуто). Месяц — «Яв». Суббота. Пример 4 1 января 1900 г. н. ст. Год простой, вруцелето «З» («00» подчёркнуто). Месяц — «Яп». Понедельник. | Пример 1 Определить, на какой день недели приходится 31 марта 2006 г. Слева в колонке нового стиля находим число «20», сверху — число «06». На пересечении строки и столбика стоит буква «Ѕ». Находим эту же букву в строке, в которой стоит обозначение «Март». Внизу под ней расположен столбик с днями недели, соответствующий марту, числа которого слева. Итак, 31 марта 2006 г. приходится на пятницу. Пример 2 Определить, на какой день недели приходится 1 января 45 г. до н. э. Прежде всего находим число года астрономического счёта: «−44». Далее представляем его в виде «−100+56». На пересечении столбика «56» со строкой «−1» находим вруцелето «Е». Год 45 до н. э. был високосным. Поэтому в правой части таблицы «месяцы» находим «Яв» и напротив числа «1» в колонке, соответствующей вруцелето «Е», находим день — пятница. Пример 3 1 января 1900 г. ст. ст. Год високосный, вруцелето «Ѕ» («00» подчёркнуто). Месяц — «Яв». Суббота. Пример 4 1 января 1900 г. н. ст. Год простой, вруцелето «З» («00» подчёркнуто). Месяц — «Яп». Понедельник. | Пример 1 Определить, на какой день недели приходится 31 марта 2006 г. Слева в колонке нового стиля находим число «20», сверху — число «06». На пересечении строки и столбика стоит буква «Ѕ». Находим эту же букву в строке, в которой стоит обозначение «Март». Внизу под ней расположен столбик с днями недели, соответствующий марту, числа которого слева. Итак, 31 марта 2006 г. приходится на пятницу. Пример 2 Определить, на какой день недели приходится 1 января 45 г. до н. э. Прежде всего находим число года астрономического счёта: «−44». Далее представляем его в виде «−100+56». На пересечении столбика «56» со строкой «−1» находим вруцелето «Е». Год 45 до н. э. был високосным. Поэтому в правой части таблицы «месяцы» находим «Яв» и напротив числа «1» в колонке, соответствующей вруцелето «Е», находим день — пятница. Пример 3 1 января 1900 г. ст. ст. Год високосный, вруцелето «Ѕ» («00» подчёркнуто). Месяц — «Яв». Суббота. Пример 4 1 января 1900 г. н. ст. Год простой, вруцелето «З» («00» подчёркнуто). Месяц — «Яп». Понедельник. | Пример 1 Определить, на какой день недели приходится 31 марта 2006 г. Слева в колонке нового стиля находим число «20», сверху — число «06». На пересечении строки и столбика стоит буква «Ѕ». Находим эту же букву в строке, в которой стоит обозначение «Март». Внизу под ней расположен столбик с днями недели, соответствующий марту, числа которого слева. Итак, 31 марта 2006 г. приходится на пятницу. Пример 2 Определить, на какой день недели приходится 1 января 45 г. до н. э. Прежде всего находим число года астрономического счёта: «−44». Далее представляем его в виде «−100+56». На пересечении столбика «56» со строкой «−1» находим вруцелето «Е». Год 45 до н. э. был високосным. Поэтому в правой части таблицы «месяцы» находим «Яв» и напротив числа «1» в колонке, соответствующей вруцелето «Е», находим день — пятница. Пример 3 1 января 1900 г. ст. ст. Год високосный, вруцелето «Ѕ» («00» подчёркнуто). Месяц — «Яв». Суббота. Пример 4 1 января 1900 г. н. ст. Год простой, вруцелето «З» («00» подчёркнуто). Месяц — «Яп». Понедельник. | Пример 1 Определить, на какой день недели приходится 31 марта 2006 г. Слева в колонке нового стиля находим число «20», сверху — число «06». На пересечении строки и столбика стоит буква «Ѕ». Находим эту же букву в строке, в которой стоит обозначение «Март». Внизу под ней расположен столбик с днями недели, соответствующий марту, числа которого слева. Итак, 31 марта 2006 г. приходится на пятницу. Пример 2 Определить, на какой день недели приходится 1 января 45 г. до н. э. Прежде всего находим число года астрономического счёта: «−44». Далее представляем его в виде «−100+56». На пересечении столбика «56» со строкой «−1» находим вруцелето «Е». Год 45 до н. э. был високосным. Поэтому в правой части таблицы «месяцы» находим «Яв» и напротив числа «1» в колонке, соответствующей вруцелето «Е», находим день — пятница. Пример 3 1 января 1900 г. ст. ст. Год високосный, вруцелето «Ѕ» («00» подчёркнуто). Месяц — «Яв». Суббота. Пример 4 1 января 1900 г. н. ст. Год простой, вруцелето «З» («00» подчёркнуто). Месяц — «Яп». Понедельник. |
| Правила В левой части таблицы отыскать строку, содержащую число столетий нужного года по старому или новому стилю, а в верхней части таблицы — столбец с двумя последними цифрами номера года. Запомнить букву на пересечении строки и столбца, это — вруцелето года. В таблице с правой стороны найти нужный месяц. В строке, в которой находится этот месяц, отыскать ту же букву. В левой нижней части, в разделе «числа месяца», найти нужное число. Пересечение строки, в которой находится это число, со столбиком дней недели, расположенным под найденной буквой, и даёт искомый день недели. При этом следует различать январь и февраль в простых и високосных годах: они занимают различные положения в графе месяцев (для простых годов они обозначены «Яп» и «Фп», для високосных — «Яв» и «Фв»). Високосные годы выделены полужирным шрифтом. Год «00» подчёркнут, в старом стиле он всегда високосный, а в новом — только, если число столетий делится на 4. | Правила В левой части таблицы отыскать строку, содержащую число столетий нужного года по старому или новому стилю, а в верхней части таблицы — столбец с двумя последними цифрами номера года. Запомнить букву на пересечении строки и столбца, это — вруцелето года. В таблице с правой стороны найти нужный месяц. В строке, в которой находится этот месяц, отыскать ту же букву. В левой нижней части, в разделе «числа месяца», найти нужное число. Пересечение строки, в которой находится это число, со столбиком дней недели, расположенным под найденной буквой, и даёт искомый день недели. При этом следует различать январь и февраль в простых и високосных годах: они занимают различные положения в графе месяцев (для простых годов они обозначены «Яп» и «Фп», для високосных — «Яв» и «Фв»). Високосные годы выделены полужирным шрифтом. Год «00» подчёркнут, в старом стиле он всегда високосный, а в новом — только, если число столетий делится на 4. | Правила В левой части таблицы отыскать строку, содержащую число столетий нужного года по старому или новому стилю, а в верхней части таблицы — столбец с двумя последними цифрами номера года. Запомнить букву на пересечении строки и столбца, это — вруцелето года. В таблице с правой стороны найти нужный месяц. В строке, в которой находится этот месяц, отыскать ту же букву. В левой нижней части, в разделе «числа месяца», найти нужное число. Пересечение строки, в которой находится это число, со столбиком дней недели, расположенным под найденной буквой, и даёт искомый день недели. При этом следует различать январь и февраль в простых и високосных годах: они занимают различные положения в графе месяцев (для простых годов они обозначены «Яп» и «Фп», для високосных — «Яв» и «Фв»). Високосные годы выделены полужирным шрифтом. Год «00» подчёркнут, в старом стиле он всегда високосный, а в новом — только, если число столетий делится на 4. | Правила В левой части таблицы отыскать строку, содержащую число столетий нужного года по старому или новому стилю, а в верхней части таблицы — столбец с двумя последними цифрами номера года. Запомнить букву на пересечении строки и столбца, это — вруцелето года. В таблице с правой стороны найти нужный месяц. В строке, в которой находится этот месяц, отыскать ту же букву. В левой нижней части, в разделе «числа месяца», найти нужное число. Пересечение строки, в которой находится это число, со столбиком дней недели, расположенным под найденной буквой, и даёт искомый день недели. При этом следует различать январь и февраль в простых и високосных годах: они занимают различные положения в графе месяцев (для простых годов они обозначены «Яп» и «Фп», для високосных — «Яв» и «Фв»). Високосные годы выделены полужирным шрифтом. Год «00» подчёркнут, в старом стиле он всегда високосный, а в новом — только, если число столетий делится на 4. | Правила В левой части таблицы отыскать строку, содержащую число столетий нужного года по старому или новому стилю, а в верхней части таблицы — столбец с двумя последними цифрами номера года. Запомнить букву на пересечении строки и столбца, это — вруцелето года. В таблице с правой стороны найти нужный месяц. В строке, в которой находится этот месяц, отыскать ту же букву. В левой нижней части, в разделе «числа месяца», найти нужное число. Пересечение строки, в которой находится это число, со столбиком дней недели, расположенным под найденной буквой, и даёт искомый день недели. При этом следует различать январь и февраль в простых и високосных годах: они занимают различные положения в графе месяцев (для простых годов они обозначены «Яп» и «Фп», для високосных — «Яв» и «Фв»). Високосные годы выделены полужирным шрифтом. Год «00» подчёркнут, в старом стиле он всегда високосный, а в новом — только, если число столетий делится на 4. | Правила В левой части таблицы отыскать строку, содержащую число столетий нужного года по старому или новому стилю, а в верхней части таблицы — столбец с двумя последними цифрами номера года. Запомнить букву на пересечении строки и столбца, это — вруцелето года. В таблице с правой стороны найти нужный месяц. В строке, в которой находится этот месяц, отыскать ту же букву. В левой нижней части, в разделе «числа месяца», найти нужное число. Пересечение строки, в которой находится это число, со столбиком дней недели, расположенным под найденной буквой, и даёт искомый день недели. При этом следует различать январь и февраль в простых и високосных годах: они занимают различные положения в графе месяцев (для простых годов они обозначены «Яп» и «Фп», для високосных — «Яв» и «Фв»). Високосные годы выделены полужирным шрифтом. Год «00» подчёркнут, в старом стиле он всегда високосный, а в новом — только, если число столетий делится на 4. | Правила В левой части таблицы отыскать строку, содержащую число столетий нужного года по старому или новому стилю, а в верхней части таблицы — столбец с двумя последними цифрами номера года. Запомнить букву на пересечении строки и столбца, это — вруцелето года. В таблице с правой стороны найти нужный месяц. В строке, в которой находится этот месяц, отыскать ту же букву. В левой нижней части, в разделе «числа месяца», найти нужное число. Пересечение строки, в которой находится это число, со столбиком дней недели, расположенным под найденной буквой, и даёт искомый день недели. При этом следует различать январь и февраль в простых и високосных годах: они занимают различные положения в графе месяцев (для простых годов они обозначены «Яп» и «Фп», для високосных — «Яв» и «Фв»). Високосные годы выделены полужирным шрифтом. Год «00» подчёркнут, в старом стиле он всегда високосный, а в новом — только, если число столетий делится на 4. |                      | 12                   | 13                   | 14                   | 15                   |                      | 16                   | Пример 1 Определить, на какой день недели приходится 31 марта 2006 г. Слева в колонке нового стиля находим число «20», сверху — число «06». На пересечении строки и столбика стоит буква «Ѕ». Находим эту же букву в строке, в которой стоит обозначение «Март». Внизу под ней расположен столбик с днями недели, соответствующий марту, числа которого слева. Итак, 31 марта 2006 г. приходится на пятницу. Пример 2 Определить, на какой день недели приходится 1 января 45 г. до н. э. Прежде всего находим число года астрономического счёта: «−44». Далее представляем его в виде «−100+56». На пересечении столбика «56» со строкой «−1» находим вруцелето «Е». Год 45 до н. э. был високосным. Поэтому в правой части таблицы «месяцы» находим «Яв» и напротив числа «1» в колонке, соответствующей вруцелето «Е», находим день — пятница. Пример 3 1 января 1900 г. ст. ст. Год високосный, вруцелето «Ѕ» («00» подчёркнуто). Месяц — «Яв». Суббота. Пример 4 1 января 1900 г. н. ст. Год простой, вруцелето «З» («00» подчёркнуто). Месяц — «Яп». Понедельник. | Пример 1 Определить, на какой день недели приходится 31 марта 2006 г. Слева в колонке нового стиля находим число «20», сверху — число «06». На пересечении строки и столбика стоит буква «Ѕ». Находим эту же букву в строке, в которой стоит обозначение «Март». Внизу под ней расположен столбик с днями недели, соответствующий марту, числа которого слева. Итак, 31 марта 2006 г. приходится на пятницу. Пример 2 Определить, на какой день недели приходится 1 января 45 г. до н. э. Прежде всего находим число года астрономического счёта: «−44». Далее представляем его в виде «−100+56». На пересечении столбика «56» со строкой «−1» находим вруцелето «Е». Год 45 до н. э. был високосным. Поэтому в правой части таблицы «месяцы» находим «Яв» и напротив числа «1» в колонке, соответствующей вруцелето «Е», находим день — пятница. Пример 3 1 января 1900 г. ст. ст. Год високосный, вруцелето «Ѕ» («00» подчёркнуто). Месяц — «Яв». Суббота. Пример 4 1 января 1900 г. н. ст. Год простой, вруцелето «З» («00» подчёркнуто). Месяц — «Яп». Понедельник. | Пример 1 Определить, на какой день недели приходится 31 марта 2006 г. Слева в колонке нового стиля находим число «20», сверху — число «06». На пересечении строки и столбика стоит буква «Ѕ». Находим эту же букву в строке, в которой стоит обозначение «Март». Внизу под ней расположен столбик с днями недели, соответствующий марту, числа которого слева. Итак, 31 марта 2006 г. приходится на пятницу. Пример 2 Определить, на какой день недели приходится 1 января 45 г. до н. э. Прежде всего находим число года астрономического счёта: «−44». Далее представляем его в виде «−100+56». На пересечении столбика «56» со строкой «−1» находим вруцелето «Е». Год 45 до н. э. был високосным. Поэтому в правой части таблицы «месяцы» находим «Яв» и напротив числа «1» в колонке, соответствующей вруцелето «Е», находим день — пятница. Пример 3 1 января 1900 г. ст. ст. Год високосный, вруцелето «Ѕ» («00» подчёркнуто). Месяц — «Яв». Суббота. Пример 4 1 января 1900 г. н. ст. Год простой, вруцелето «З» («00» подчёркнуто). Месяц — «Яп». Понедельник. | Пример 1 Определить, на какой день недели приходится 31 марта 2006 г. Слева в колонке нового стиля находим число «20», сверху — число «06». На пересечении строки и столбика стоит буква «Ѕ». Находим эту же букву в строке, в которой стоит обозначение «Март». Внизу под ней расположен столбик с днями недели, соответствующий марту, числа которого слева. Итак, 31 марта 2006 г. приходится на пятницу. Пример 2 Определить, на какой день недели приходится 1 января 45 г. до н. э. Прежде всего находим число года астрономического счёта: «−44». Далее представляем его в виде «−100+56». На пересечении столбика «56» со строкой «−1» находим вруцелето «Е». Год 45 до н. э. был високосным. Поэтому в правой части таблицы «месяцы» находим «Яв» и напротив числа «1» в колонке, соответствующей вруцелето «Е», находим день — пятница. Пример 3 1 января 1900 г. ст. ст. Год високосный, вруцелето «Ѕ» («00» подчёркнуто). Месяц — «Яв». Суббота. Пример 4 1 января 1900 г. н. ст. Год простой, вруцелето «З» («00» подчёркнуто). Месяц — «Яп». Понедельник. | Пример 1 Определить, на какой день недели приходится 31 марта 2006 г. Слева в колонке нового стиля находим число «20», сверху — число «06». На пересечении строки и столбика стоит буква «Ѕ». Находим эту же букву в строке, в которой стоит обозначение «Март». Внизу под ней расположен столбик с днями недели, соответствующий марту, числа которого слева. Итак, 31 марта 2006 г. приходится на пятницу. Пример 2 Определить, на какой день недели приходится 1 января 45 г. до н. э. Прежде всего находим число года астрономического счёта: «−44». Далее представляем его в виде «−100+56». На пересечении столбика «56» со строкой «−1» находим вруцелето «Е». Год 45 до н. э. был високосным. Поэтому в правой части таблицы «месяцы» находим «Яв» и напротив числа «1» в колонке, соответствующей вруцелето «Е», находим день — пятница. Пример 3 1 января 1900 г. ст. ст. Год високосный, вруцелето «Ѕ» («00» подчёркнуто). Месяц — «Яв». Суббота. Пример 4 1 января 1900 г. н. ст. Год простой, вруцелето «З» («00» подчёркнуто). Месяц — «Яп». Понедельник. | Пример 1 Определить, на какой день недели приходится 31 марта 2006 г. Слева в колонке нового стиля находим число «20», сверху — число «06». На пересечении строки и столбика стоит буква «Ѕ». Находим эту же букву в строке, в которой стоит обозначение «Март». Внизу под ней расположен столбик с днями недели, соответствующий марту, числа которого слева. Итак, 31 марта 2006 г. приходится на пятницу. Пример 2 Определить, на какой день недели приходится 1 января 45 г. до н. э. Прежде всего находим число года астрономического счёта: «−44». Далее представляем его в виде «−100+56». На пересечении столбика «56» со строкой «−1» находим вруцелето «Е». Год 45 до н. э. был високосным. Поэтому в правой части таблицы «месяцы» находим «Яв» и напротив числа «1» в колонке, соответствующей вруцелето «Е», находим день — пятница. Пример 3 1 января 1900 г. ст. ст. Год високосный, вруцелето «Ѕ» («00» подчёркнуто). Месяц — «Яв». Суббота. Пример 4 1 января 1900 г. н. ст. Год простой, вруцелето «З» («00» подчёркнуто). Месяц — «Яп». Понедельник. |
| Правила В левой части таблицы отыскать строку, содержащую число столетий нужного года по старому или новому стилю, а в верхней части таблицы — столбец с двумя последними цифрами номера года. Запомнить букву на пересечении строки и столбца, это — вруцелето года. В таблице с правой стороны найти нужный месяц. В строке, в которой находится этот месяц, отыскать ту же букву. В левой нижней части, в разделе «числа месяца», найти нужное число. Пересечение строки, в которой находится это число, со столбиком дней недели, расположенным под найденной буквой, и даёт искомый день недели. При этом следует различать январь и февраль в простых и високосных годах: они занимают различные положения в графе месяцев (для простых годов они обозначены «Яп» и «Фп», для високосных — «Яв» и «Фв»). Високосные годы выделены полужирным шрифтом. Год «00» подчёркнут, в старом стиле он всегда високосный, а в новом — только, если число столетий делится на 4. | Правила В левой части таблицы отыскать строку, содержащую число столетий нужного года по старому или новому стилю, а в верхней части таблицы — столбец с двумя последними цифрами номера года. Запомнить букву на пересечении строки и столбца, это — вруцелето года. В таблице с правой стороны найти нужный месяц. В строке, в которой находится этот месяц, отыскать ту же букву. В левой нижней части, в разделе «числа месяца», найти нужное число. Пересечение строки, в которой находится это число, со столбиком дней недели, расположенным под найденной буквой, и даёт искомый день недели. При этом следует различать январь и февраль в простых и високосных годах: они занимают различные положения в графе месяцев (для простых годов они обозначены «Яп» и «Фп», для високосных — «Яв» и «Фв»). Високосные годы выделены полужирным шрифтом. Год «00» подчёркнут, в старом стиле он всегда високосный, а в новом — только, если число столетий делится на 4. | Правила В левой части таблицы отыскать строку, содержащую число столетий нужного года по старому или новому стилю, а в верхней части таблицы — столбец с двумя последними цифрами номера года. Запомнить букву на пересечении строки и столбца, это — вруцелето года. В таблице с правой стороны найти нужный месяц. В строке, в которой находится этот месяц, отыскать ту же букву. В левой нижней части, в разделе «числа месяца», найти нужное число. Пересечение строки, в которой находится это число, со столбиком дней недели, расположенным под найденной буквой, и даёт искомый день недели. При этом следует различать январь и февраль в простых и високосных годах: они занимают различные положения в графе месяцев (для простых годов они обозначены «Яп» и «Фп», для високосных — «Яв» и «Фв»). Високосные годы выделены полужирным шрифтом. Год «00» подчёркнут, в старом стиле он всегда високосный, а в новом — только, если число столетий делится на 4. | Правила В левой части таблицы отыскать строку, содержащую число столетий нужного года по старому или новому стилю, а в верхней части таблицы — столбец с двумя последними цифрами номера года. Запомнить букву на пересечении строки и столбца, это — вруцелето года. В таблице с правой стороны найти нужный месяц. В строке, в которой находится этот месяц, отыскать ту же букву. В левой нижней части, в разделе «числа месяца», найти нужное число. Пересечение строки, в которой находится это число, со столбиком дней недели, расположенным под найденной буквой, и даёт искомый день недели. При этом следует различать январь и февраль в простых и високосных годах: они занимают различные положения в графе месяцев (для простых годов они обозначены «Яп» и «Фп», для високосных — «Яв» и «Фв»). Високосные годы выделены полужирным шрифтом. Год «00» подчёркнут, в старом стиле он всегда високосный, а в новом — только, если число столетий делится на 4. | Правила В левой части таблицы отыскать строку, содержащую число столетий нужного года по старому или новому стилю, а в верхней части таблицы — столбец с двумя последними цифрами номера года. Запомнить букву на пересечении строки и столбца, это — вруцелето года. В таблице с правой стороны найти нужный месяц. В строке, в которой находится этот месяц, отыскать ту же букву. В левой нижней части, в разделе «числа месяца», найти нужное число. Пересечение строки, в которой находится это число, со столбиком дней недели, расположенным под найденной буквой, и даёт искомый день недели. При этом следует различать январь и февраль в простых и високосных годах: они занимают различные положения в графе месяцев (для простых годов они обозначены «Яп» и «Фп», для високосных — «Яв» и «Фв»). Високосные годы выделены полужирным шрифтом. Год «00» подчёркнут, в старом стиле он всегда високосный, а в новом — только, если число столетий делится на 4. | Правила В левой части таблицы отыскать строку, содержащую число столетий нужного года по старому или новому стилю, а в верхней части таблицы — столбец с двумя последними цифрами номера года. Запомнить букву на пересечении строки и столбца, это — вруцелето года. В таблице с правой стороны найти нужный месяц. В строке, в которой находится этот месяц, отыскать ту же букву. В левой нижней части, в разделе «числа месяца», найти нужное число. Пересечение строки, в которой находится это число, со столбиком дней недели, расположенным под найденной буквой, и даёт искомый день недели. При этом следует различать январь и февраль в простых и високосных годах: они занимают различные положения в графе месяцев (для простых годов они обозначены «Яп» и «Фп», для високосных — «Яв» и «Фв»). Високосные годы выделены полужирным шрифтом. Год «00» подчёркнут, в старом стиле он всегда високосный, а в новом — только, если число столетий делится на 4. | Правила В левой части таблицы отыскать строку, содержащую число столетий нужного года по старому или новому стилю, а в верхней части таблицы — столбец с двумя последними цифрами номера года. Запомнить букву на пересечении строки и столбца, это — вруцелето года. В таблице с правой стороны найти нужный месяц. В строке, в которой находится этот месяц, отыскать ту же букву. В левой нижней части, в разделе «числа месяца», найти нужное число. Пересечение строки, в которой находится это число, со столбиком дней недели, расположенным под найденной буквой, и даёт искомый день недели. При этом следует различать январь и февраль в простых и високосных годах: они занимают различные положения в графе месяцев (для простых годов они обозначены «Яп» и «Фп», для високосных — «Яв» и «Фв»). Високосные годы выделены полужирным шрифтом. Год «00» подчёркнут, в старом стиле он всегда високосный, а в новом — только, если число столетий делится на 4. | 17                   | 18                   | 19                   |                      | 20                   | 21                   | 22                   | Пример 1 Определить, на какой день недели приходится 31 марта 2006 г. Слева в колонке нового стиля находим число «20», сверху — число «06». На пересечении строки и столбика стоит буква «Ѕ». Находим эту же букву в строке, в которой стоит обозначение «Март». Внизу под ней расположен столбик с днями недели, соответствующий марту, числа которого слева. Итак, 31 марта 2006 г. приходится на пятницу. Пример 2 Определить, на какой день недели приходится 1 января 45 г. до н. э. Прежде всего находим число года астрономического счёта: «−44». Далее представляем его в виде «−100+56». На пересечении столбика «56» со строкой «−1» находим вруцелето «Е». Год 45 до н. э. был високосным. Поэтому в правой части таблицы «месяцы» находим «Яв» и напротив числа «1» в колонке, соответствующей вруцелето «Е», находим день — пятница. Пример 3 1 января 1900 г. ст. ст. Год високосный, вруцелето «Ѕ» («00» подчёркнуто). Месяц — «Яв». Суббота. Пример 4 1 января 1900 г. н. ст. Год простой, вруцелето «З» («00» подчёркнуто). Месяц — «Яп». Понедельник. | Пример 1 Определить, на какой день недели приходится 31 марта 2006 г. Слева в колонке нового стиля находим число «20», сверху — число «06». На пересечении строки и столбика стоит буква «Ѕ». Находим эту же букву в строке, в которой стоит обозначение «Март». Внизу под ней расположен столбик с днями недели, соответствующий марту, числа которого слева. Итак, 31 марта 2006 г. приходится на пятницу. Пример 2 Определить, на какой день недели приходится 1 января 45 г. до н. э. Прежде всего находим число года астрономического счёта: «−44». Далее представляем его в виде «−100+56». На пересечении столбика «56» со строкой «−1» находим вруцелето «Е». Год 45 до н. э. был високосным. Поэтому в правой части таблицы «месяцы» находим «Яв» и напротив числа «1» в колонке, соответствующей вруцелето «Е», находим день — пятница. Пример 3 1 января 1900 г. ст. ст. Год високосный, вруцелето «Ѕ» («00» подчёркнуто). Месяц — «Яв». Суббота. Пример 4 1 января 1900 г. н. ст. Год простой, вруцелето «З» («00» подчёркнуто). Месяц — «Яп». Понедельник. | Пример 1 Определить, на какой день недели приходится 31 марта 2006 г. Слева в колонке нового стиля находим число «20», сверху — число «06». На пересечении строки и столбика стоит буква «Ѕ». Находим эту же букву в строке, в которой стоит обозначение «Март». Внизу под ней расположен столбик с днями недели, соответствующий марту, числа которого слева. Итак, 31 марта 2006 г. приходится на пятницу. Пример 2 Определить, на какой день недели приходится 1 января 45 г. до н. э. Прежде всего находим число года астрономического счёта: «−44». Далее представляем его в виде «−100+56». На пересечении столбика «56» со строкой «−1» находим вруцелето «Е». Год 45 до н. э. был високосным. Поэтому в правой части таблицы «месяцы» находим «Яв» и напротив числа «1» в колонке, соответствующей вруцелето «Е», находим день — пятница. Пример 3 1 января 1900 г. ст. ст. Год високосный, вруцелето «Ѕ» («00» подчёркнуто). Месяц — «Яв». Суббота. Пример 4 1 января 1900 г. н. ст. Год простой, вруцелето «З» («00» подчёркнуто). Месяц — «Яп». Понедельник. | Пример 1 Определить, на какой день недели приходится 31 марта 2006 г. Слева в колонке нового стиля находим число «20», сверху — число «06». На пересечении строки и столбика стоит буква «Ѕ». Находим эту же букву в строке, в которой стоит обозначение «Март». Внизу под ней расположен столбик с днями недели, соответствующий марту, числа которого слева. Итак, 31 марта 2006 г. приходится на пятницу. Пример 2 Определить, на какой день недели приходится 1 января 45 г. до н. э. Прежде всего находим число года астрономического счёта: «−44». Далее представляем его в виде «−100+56». На пересечении столбика «56» со строкой «−1» находим вруцелето «Е». Год 45 до н. э. был високосным. Поэтому в правой части таблицы «месяцы» находим «Яв» и напротив числа «1» в колонке, соответствующей вруцелето «Е», находим день — пятница. Пример 3 1 января 1900 г. ст. ст. Год високосный, вруцелето «Ѕ» («00» подчёркнуто). Месяц — «Яв». Суббота. Пример 4 1 января 1900 г. н. ст. Год простой, вруцелето «З» («00» подчёркнуто). Месяц — «Яп». Понедельник. | Пример 1 Определить, на какой день недели приходится 31 марта 2006 г. Слева в колонке нового стиля находим число «20», сверху — число «06». На пересечении строки и столбика стоит буква «Ѕ». Находим эту же букву в строке, в которой стоит обозначение «Март». Внизу под ней расположен столбик с днями недели, соответствующий марту, числа которого слева. Итак, 31 марта 2006 г. приходится на пятницу. Пример 2 Определить, на какой день недели приходится 1 января 45 г. до н. э. Прежде всего находим число года астрономического счёта: «−44». Далее представляем его в виде «−100+56». На пересечении столбика «56» со строкой «−1» находим вруцелето «Е». Год 45 до н. э. был високосным. Поэтому в правой части таблицы «месяцы» находим «Яв» и напротив числа «1» в колонке, соответствующей вруцелето «Е», находим день — пятница. Пример 3 1 января 1900 г. ст. ст. Год високосный, вруцелето «Ѕ» («00» подчёркнуто). Месяц — «Яв». Суббота. Пример 4 1 января 1900 г. н. ст. Год простой, вруцелето «З» («00» подчёркнуто). Месяц — «Яп». Понедельник. | Пример 1 Определить, на какой день недели приходится 31 марта 2006 г. Слева в колонке нового стиля находим число «20», сверху — число «06». На пересечении строки и столбика стоит буква «Ѕ». Находим эту же букву в строке, в которой стоит обозначение «Март». Внизу под ней расположен столбик с днями недели, соответствующий марту, числа которого слева. Итак, 31 марта 2006 г. приходится на пятницу. Пример 2 Определить, на какой день недели приходится 1 января 45 г. до н. э. Прежде всего находим число года астрономического счёта: «−44». Далее представляем его в виде «−100+56». На пересечении столбика «56» со строкой «−1» находим вруцелето «Е». Год 45 до н. э. был високосным. Поэтому в правой части таблицы «месяцы» находим «Яв» и напротив числа «1» в колонке, соответствующей вруцелето «Е», находим день — пятница. Пример 3 1 января 1900 г. ст. ст. Год високосный, вруцелето «Ѕ» («00» подчёркнуто). Месяц — «Яв». Суббота. Пример 4 1 января 1900 г. н. ст. Год простой, вруцелето «З» («00» подчёркнуто). Месяц — «Яп». Понедельник. |
| Правила В левой части таблицы отыскать строку, содержащую число столетий нужного года по старому или новому стилю, а в верхней части таблицы — столбец с двумя последними цифрами номера года. Запомнить букву на пересечении строки и столбца, это — вруцелето года. В таблице с правой стороны найти нужный месяц. В строке, в которой находится этот месяц, отыскать ту же букву. В левой нижней части, в разделе «числа месяца», найти нужное число. Пересечение строки, в которой находится это число, со столбиком дней недели, расположенным под найденной буквой, и даёт искомый день недели. При этом следует различать январь и февраль в простых и високосных годах: они занимают различные положения в графе месяцев (для простых годов они обозначены «Яп» и «Фп», для високосных — «Яв» и «Фв»). Високосные годы выделены полужирным шрифтом. Год «00» подчёркнут, в старом стиле он всегда високосный, а в новом — только, если число столетий делится на 4. | Правила В левой части таблицы отыскать строку, содержащую число столетий нужного года по старому или новому стилю, а в верхней части таблицы — столбец с двумя последними цифрами номера года. Запомнить букву на пересечении строки и столбца, это — вруцелето года. В таблице с правой стороны найти нужный месяц. В строке, в которой находится этот месяц, отыскать ту же букву. В левой нижней части, в разделе «числа месяца», найти нужное число. Пересечение строки, в которой находится это число, со столбиком дней недели, расположенным под найденной буквой, и даёт искомый день недели. При этом следует различать январь и февраль в простых и високосных годах: они занимают различные положения в графе месяцев (для простых годов они обозначены «Яп» и «Фп», для високосных — «Яв» и «Фв»). Високосные годы выделены полужирным шрифтом. Год «00» подчёркнут, в старом стиле он всегда високосный, а в новом — только, если число столетий делится на 4. | Правила В левой части таблицы отыскать строку, содержащую число столетий нужного года по старому или новому стилю, а в верхней части таблицы — столбец с двумя последними цифрами номера года. Запомнить букву на пересечении строки и столбца, это — вруцелето года. В таблице с правой стороны найти нужный месяц. В строке, в которой находится этот месяц, отыскать ту же букву. В левой нижней части, в разделе «числа месяца», найти нужное число. Пересечение строки, в которой находится это число, со столбиком дней недели, расположенным под найденной буквой, и даёт искомый день недели. При этом следует различать январь и февраль в простых и високосных годах: они занимают различные положения в графе месяцев (для простых годов они обозначены «Яп» и «Фп», для високосных — «Яв» и «Фв»). Високосные годы выделены полужирным шрифтом. Год «00» подчёркнут, в старом стиле он всегда високосный, а в новом — только, если число столетий делится на 4. | Правила В левой части таблицы отыскать строку, содержащую число столетий нужного года по старому или новому стилю, а в верхней части таблицы — столбец с двумя последними цифрами номера года. Запомнить букву на пересечении строки и столбца, это — вруцелето года. В таблице с правой стороны найти нужный месяц. В строке, в которой находится этот месяц, отыскать ту же букву. В левой нижней части, в разделе «числа месяца», найти нужное число. Пересечение строки, в которой находится это число, со столбиком дней недели, расположенным под найденной буквой, и даёт искомый день недели. При этом следует различать январь и февраль в простых и високосных годах: они занимают различные положения в графе месяцев (для простых годов они обозначены «Яп» и «Фп», для високосных — «Яв» и «Фв»). Високосные годы выделены полужирным шрифтом. Год «00» подчёркнут, в старом стиле он всегда високосный, а в новом — только, если число столетий делится на 4. | Правила В левой части таблицы отыскать строку, содержащую число столетий нужного года по старому или новому стилю, а в верхней части таблицы — столбец с двумя последними цифрами номера года. Запомнить букву на пересечении строки и столбца, это — вруцелето года. В таблице с правой стороны найти нужный месяц. В строке, в которой находится этот месяц, отыскать ту же букву. В левой нижней части, в разделе «числа месяца», найти нужное число. Пересечение строки, в которой находится это число, со столбиком дней недели, расположенным под найденной буквой, и даёт искомый день недели. При этом следует различать январь и февраль в простых и високосных годах: они занимают различные положения в графе месяцев (для простых годов они обозначены «Яп» и «Фп», для високосных — «Яв» и «Фв»). Високосные годы выделены полужирным шрифтом. Год «00» подчёркнут, в старом стиле он всегда високосный, а в новом — только, если число столетий делится на 4. | Правила В левой части таблицы отыскать строку, содержащую число столетий нужного года по старому или новому стилю, а в верхней части таблицы — столбец с двумя последними цифрами номера года. Запомнить букву на пересечении строки и столбца, это — вруцелето года. В таблице с правой стороны найти нужный месяц. В строке, в которой находится этот месяц, отыскать ту же букву. В левой нижней части, в разделе «числа месяца», найти нужное число. Пересечение строки, в которой находится это число, со столбиком дней недели, расположенным под найденной буквой, и даёт искомый день недели. При этом следует различать январь и февраль в простых и високосных годах: они занимают различные положения в графе месяцев (для простых годов они обозначены «Яп» и «Фп», для високосных — «Яв» и «Фв»). Високосные годы выделены полужирным шрифтом. Год «00» подчёркнут, в старом стиле он всегда високосный, а в новом — только, если число столетий делится на 4. | Правила В левой части таблицы отыскать строку, содержащую число столетий нужного года по старому или новому стилю, а в верхней части таблицы — столбец с двумя последними цифрами номера года. Запомнить букву на пересечении строки и столбца, это — вруцелето года. В таблице с правой стороны найти нужный месяц. В строке, в которой находится этот месяц, отыскать ту же букву. В левой нижней части, в разделе «числа месяца», найти нужное число. Пересечение строки, в которой находится это число, со столбиком дней недели, расположенным под найденной буквой, и даёт искомый день недели. При этом следует различать январь и февраль в простых и високосных годах: они занимают различные положения в графе месяцев (для простых годов они обозначены «Яп» и «Фп», для високосных — «Яв» и «Фв»). Високосные годы выделены полужирным шрифтом. Год «00» подчёркнут, в старом стиле он всегда високосный, а в новом — только, если число столетий делится на 4. | 23                   |                      | 24                   | 25                   | 26                   | 27                   |                      | Пример 1 Определить, на какой день недели приходится 31 марта 2006 г. Слева в колонке нового стиля находим число «20», сверху — число «06». На пересечении строки и столбика стоит буква «Ѕ». Находим эту же букву в строке, в которой стоит обозначение «Март». Внизу под ней расположен столбик с днями недели, соответствующий марту, числа которого слева. Итак, 31 марта 2006 г. приходится на пятницу. Пример 2 Определить, на какой день недели приходится 1 января 45 г. до н. э. Прежде всего находим число года астрономического счёта: «−44». Далее представляем его в виде «−100+56». На пересечении столбика «56» со строкой «−1» находим вруцелето «Е». Год 45 до н. э. был високосным. Поэтому в правой части таблицы «месяцы» находим «Яв» и напротив числа «1» в колонке, соответствующей вруцелето «Е», находим день — пятница. Пример 3 1 января 1900 г. ст. ст. Год високосный, вруцелето «Ѕ» («00» подчёркнуто). Месяц — «Яв». Суббота. Пример 4 1 января 1900 г. н. ст. Год простой, вруцелето «З» («00» подчёркнуто). Месяц — «Яп». Понедельник. | Пример 1 Определить, на какой день недели приходится 31 марта 2006 г. Слева в колонке нового стиля находим число «20», сверху — число «06». На пересечении строки и столбика стоит буква «Ѕ». Находим эту же букву в строке, в которой стоит обозначение «Март». Внизу под ней расположен столбик с днями недели, соответствующий марту, числа которого слева. Итак, 31 марта 2006 г. приходится на пятницу. Пример 2 Определить, на какой день недели приходится 1 января 45 г. до н. э. Прежде всего находим число года астрономического счёта: «−44». Далее представляем его в виде «−100+56». На пересечении столбика «56» со строкой «−1» находим вруцелето «Е». Год 45 до н. э. был високосным. Поэтому в правой части таблицы «месяцы» находим «Яв» и напротив числа «1» в колонке, соответствующей вруцелето «Е», находим день — пятница. Пример 3 1 января 1900 г. ст. ст. Год високосный, вруцелето «Ѕ» («00» подчёркнуто). Месяц — «Яв». Суббота. Пример 4 1 января 1900 г. н. ст. Год простой, вруцелето «З» («00» подчёркнуто). Месяц — «Яп». Понедельник. | Пример 1 Определить, на какой день недели приходится 31 марта 2006 г. Слева в колонке нового стиля находим число «20», сверху — число «06». На пересечении строки и столбика стоит буква «Ѕ». Находим эту же букву в строке, в которой стоит обозначение «Март». Внизу под ней расположен столбик с днями недели, соответствующий марту, числа которого слева. Итак, 31 марта 2006 г. приходится на пятницу. Пример 2 Определить, на какой день недели приходится 1 января 45 г. до н. э. Прежде всего находим число года астрономического счёта: «−44». Далее представляем его в виде «−100+56». На пересечении столбика «56» со строкой «−1» находим вруцелето «Е». Год 45 до н. э. был високосным. Поэтому в правой части таблицы «месяцы» находим «Яв» и напротив числа «1» в колонке, соответствующей вруцелето «Е», находим день — пятница. Пример 3 1 января 1900 г. ст. ст. Год високосный, вруцелето «Ѕ» («00» подчёркнуто). Месяц — «Яв». Суббота. Пример 4 1 января 1900 г. н. ст. Год простой, вруцелето «З» («00» подчёркнуто). Месяц — «Яп». Понедельник. | Пример 1 Определить, на какой день недели приходится 31 марта 2006 г. Слева в колонке нового стиля находим число «20», сверху — число «06». На пересечении строки и столбика стоит буква «Ѕ». Находим эту же букву в строке, в которой стоит обозначение «Март». Внизу под ней расположен столбик с днями недели, соответствующий марту, числа которого слева. Итак, 31 марта 2006 г. приходится на пятницу. Пример 2 Определить, на какой день недели приходится 1 января 45 г. до н. э. Прежде всего находим число года астрономического счёта: «−44». Далее представляем его в виде «−100+56». На пересечении столбика «56» со строкой «−1» находим вруцелето «Е». Год 45 до н. э. был високосным. Поэтому в правой части таблицы «месяцы» находим «Яв» и напротив числа «1» в колонке, соответствующей вруцелето «Е», находим день — пятница. Пример 3 1 января 1900 г. ст. ст. Год високосный, вруцелето «Ѕ» («00» подчёркнуто). Месяц — «Яв». Суббота. Пример 4 1 января 1900 г. н. ст. Год простой, вруцелето «З» («00» подчёркнуто). Месяц — «Яп». Понедельник. | Пример 1 Определить, на какой день недели приходится 31 марта 2006 г. Слева в колонке нового стиля находим число «20», сверху — число «06». На пересечении строки и столбика стоит буква «Ѕ». Находим эту же букву в строке, в которой стоит обозначение «Март». Внизу под ней расположен столбик с днями недели, соответствующий марту, числа которого слева. Итак, 31 марта 2006 г. приходится на пятницу. Пример 2 Определить, на какой день недели приходится 1 января 45 г. до н. э. Прежде всего находим число года астрономического счёта: «−44». Далее представляем его в виде «−100+56». На пересечении столбика «56» со строкой «−1» находим вруцелето «Е». Год 45 до н. э. был високосным. Поэтому в правой части таблицы «месяцы» находим «Яв» и напротив числа «1» в колонке, соответствующей вруцелето «Е», находим день — пятница. Пример 3 1 января 1900 г. ст. ст. Год високосный, вруцелето «Ѕ» («00» подчёркнуто). Месяц — «Яв». Суббота. Пример 4 1 января 1900 г. н. ст. Год простой, вруцелето «З» («00» подчёркнуто). Месяц — «Яп». Понедельник. | Пример 1 Определить, на какой день недели приходится 31 марта 2006 г. Слева в колонке нового стиля находим число «20», сверху — число «06». На пересечении строки и столбика стоит буква «Ѕ». Находим эту же букву в строке, в которой стоит обозначение «Март». Внизу под ней расположен столбик с днями недели, соответствующий марту, числа которого слева. Итак, 31 марта 2006 г. приходится на пятницу. Пример 2 Определить, на какой день недели приходится 1 января 45 г. до н. э. Прежде всего находим число года астрономического счёта: «−44». Далее представляем его в виде «−100+56». На пересечении столбика «56» со строкой «−1» находим вруцелето «Е». Год 45 до н. э. был високосным. Поэтому в правой части таблицы «месяцы» находим «Яв» и напротив числа «1» в колонке, соответствующей вруцелето «Е», находим день — пятница. Пример 3 1 января 1900 г. ст. ст. Год високосный, вруцелето «Ѕ» («00» подчёркнуто). Месяц — «Яв». Суббота. Пример 4 1 января 1900 г. н. ст. Год простой, вруцелето «З» («00» подчёркнуто). Месяц — «Яп». Понедельник. |
| Правила В левой части таблицы отыскать строку, содержащую число столетий нужного года по старому или новому стилю, а в верхней части таблицы — столбец с двумя последними цифрами номера года. Запомнить букву на пересечении строки и столбца, это — вруцелето года. В таблице с правой стороны найти нужный месяц. В строке, в которой находится этот месяц, отыскать ту же букву. В левой нижней части, в разделе «числа месяца», найти нужное число. Пересечение строки, в которой находится это число, со столбиком дней недели, расположенным под найденной буквой, и даёт искомый день недели. При этом следует различать январь и февраль в простых и високосных годах: они занимают различные положения в графе месяцев (для простых годов они обозначены «Яп» и «Фп», для високосных — «Яв» и «Фв»). Високосные годы выделены полужирным шрифтом. Год «00» подчёркнут, в старом стиле он всегда високосный, а в новом — только, если число столетий делится на 4. | Правила В левой части таблицы отыскать строку, содержащую число столетий нужного года по старому или новому стилю, а в верхней части таблицы — столбец с двумя последними цифрами номера года. Запомнить букву на пересечении строки и столбца, это — вруцелето года. В таблице с правой стороны найти нужный месяц. В строке, в которой находится этот месяц, отыскать ту же букву. В левой нижней части, в разделе «числа месяца», найти нужное число. Пересечение строки, в которой находится это число, со столбиком дней недели, расположенным под найденной буквой, и даёт искомый день недели. При этом следует различать январь и февраль в простых и високосных годах: они занимают различные положения в графе месяцев (для простых годов они обозначены «Яп» и «Фп», для високосных — «Яв» и «Фв»). Високосные годы выделены полужирным шрифтом. Год «00» подчёркнут, в старом стиле он всегда високосный, а в новом — только, если число столетий делится на 4. | Правила В левой части таблицы отыскать строку, содержащую число столетий нужного года по старому или новому стилю, а в верхней части таблицы — столбец с двумя последними цифрами номера года. Запомнить букву на пересечении строки и столбца, это — вруцелето года. В таблице с правой стороны найти нужный месяц. В строке, в которой находится этот месяц, отыскать ту же букву. В левой нижней части, в разделе «числа месяца», найти нужное число. Пересечение строки, в которой находится это число, со столбиком дней недели, расположенным под найденной буквой, и даёт искомый день недели. При этом следует различать январь и февраль в простых и високосных годах: они занимают различные положения в графе месяцев (для простых годов они обозначены «Яп» и «Фп», для високосных — «Яв» и «Фв»). Високосные годы выделены полужирным шрифтом. Год «00» подчёркнут, в старом стиле он всегда високосный, а в новом — только, если число столетий делится на 4. | Правила В левой части таблицы отыскать строку, содержащую число столетий нужного года по старому или новому стилю, а в верхней части таблицы — столбец с двумя последними цифрами номера года. Запомнить букву на пересечении строки и столбца, это — вруцелето года. В таблице с правой стороны найти нужный месяц. В строке, в которой находится этот месяц, отыскать ту же букву. В левой нижней части, в разделе «числа месяца», найти нужное число. Пересечение строки, в которой находится это число, со столбиком дней недели, расположенным под найденной буквой, и даёт искомый день недели. При этом следует различать январь и февраль в простых и високосных годах: они занимают различные положения в графе месяцев (для простых годов они обозначены «Яп» и «Фп», для високосных — «Яв» и «Фв»). Високосные годы выделены полужирным шрифтом. Год «00» подчёркнут, в старом стиле он всегда високосный, а в новом — только, если число столетий делится на 4. | Правила В левой части таблицы отыскать строку, содержащую число столетий нужного года по старому или новому стилю, а в верхней части таблицы — столбец с двумя последними цифрами номера года. Запомнить букву на пересечении строки и столбца, это — вруцелето года. В таблице с правой стороны найти нужный месяц. В строке, в которой находится этот месяц, отыскать ту же букву. В левой нижней части, в разделе «числа месяца», найти нужное число. Пересечение строки, в которой находится это число, со столбиком дней недели, расположенным под найденной буквой, и даёт искомый день недели. При этом следует различать январь и февраль в простых и високосных годах: они занимают различные положения в графе месяцев (для простых годов они обозначены «Яп» и «Фп», для високосных — «Яв» и «Фв»). Високосные годы выделены полужирным шрифтом. Год «00» подчёркнут, в старом стиле он всегда високосный, а в новом — только, если число столетий делится на 4. | Правила В левой части таблицы отыскать строку, содержащую число столетий нужного года по старому или новому стилю, а в верхней части таблицы — столбец с двумя последними цифрами номера года. Запомнить букву на пересечении строки и столбца, это — вруцелето года. В таблице с правой стороны найти нужный месяц. В строке, в которой находится этот месяц, отыскать ту же букву. В левой нижней части, в разделе «числа месяца», найти нужное число. Пересечение строки, в которой находится это число, со столбиком дней недели, расположенным под найденной буквой, и даёт искомый день недели. При этом следует различать январь и февраль в простых и високосных годах: они занимают различные положения в графе месяцев (для простых годов они обозначены «Яп» и «Фп», для високосных — «Яв» и «Фв»). Високосные годы выделены полужирным шрифтом. Год «00» подчёркнут, в старом стиле он всегда високосный, а в новом — только, если число столетий делится на 4. | Правила В левой части таблицы отыскать строку, содержащую число столетий нужного года по старому или новому стилю, а в верхней части таблицы — столбец с двумя последними цифрами номера года. Запомнить букву на пересечении строки и столбца, это — вруцелето года. В таблице с правой стороны найти нужный месяц. В строке, в которой находится этот месяц, отыскать ту же букву. В левой нижней части, в разделе «числа месяца», найти нужное число. Пересечение строки, в которой находится это число, со столбиком дней недели, расположенным под найденной буквой, и даёт искомый день недели. При этом следует различать январь и февраль в простых и високосных годах: они занимают различные положения в графе месяцев (для простых годов они обозначены «Яп» и «Фп», для високосных — «Яв» и «Фв»). Високосные годы выделены полужирным шрифтом. Год «00» подчёркнут, в старом стиле он всегда високосный, а в новом — только, если число столетий делится на 4. | 28                   | 29                   | 30                   | 31                   |                      | 32                   | 33                   | Пример 1 Определить, на какой день недели приходится 31 марта 2006 г. Слева в колонке нового стиля находим число «20», сверху — число «06». На пересечении строки и столбика стоит буква «Ѕ». Находим эту же букву в строке, в которой стоит обозначение «Март». Внизу под ней расположен столбик с днями недели, соответствующий марту, числа которого слева. Итак, 31 марта 2006 г. приходится на пятницу. Пример 2 Определить, на какой день недели приходится 1 января 45 г. до н. э. Прежде всего находим число года астрономического счёта: «−44». Далее представляем его в виде «−100+56». На пересечении столбика «56» со строкой «−1» находим вруцелето «Е». Год 45 до н. э. был високосным. Поэтому в правой части таблицы «месяцы» находим «Яв» и напротив числа «1» в колонке, соответствующей вруцелето «Е», находим день — пятница. Пример 3 1 января 1900 г. ст. ст. Год високосный, вруцелето «Ѕ» («00» подчёркнуто). Месяц — «Яв». Суббота. Пример 4 1 января 1900 г. н. ст. Год простой, вруцелето «З» («00» подчёркнуто). Месяц — «Яп». Понедельник. | Пример 1 Определить, на какой день недели приходится 31 марта 2006 г. Слева в колонке нового стиля находим число «20», сверху — число «06». На пересечении строки и столбика стоит буква «Ѕ». Находим эту же букву в строке, в которой стоит обозначение «Март». Внизу под ней расположен столбик с днями недели, соответствующий марту, числа которого слева. Итак, 31 марта 2006 г. приходится на пятницу. Пример 2 Определить, на какой день недели приходится 1 января 45 г. до н. э. Прежде всего находим число года астрономического счёта: «−44». Далее представляем его в виде «−100+56». На пересечении столбика «56» со строкой «−1» находим вруцелето «Е». Год 45 до н. э. был високосным. Поэтому в правой части таблицы «месяцы» находим «Яв» и напротив числа «1» в колонке, соответствующей вруцелето «Е», находим день — пятница. Пример 3 1 января 1900 г. ст. ст. Год високосный, вруцелето «Ѕ» («00» подчёркнуто). Месяц — «Яв». Суббота. Пример 4 1 января 1900 г. н. ст. Год простой, вруцелето «З» («00» подчёркнуто). Месяц — «Яп». Понедельник. | Пример 1 Определить, на какой день недели приходится 31 марта 2006 г. Слева в колонке нового стиля находим число «20», сверху — число «06». На пересечении строки и столбика стоит буква «Ѕ». Находим эту же букву в строке, в которой стоит обозначение «Март». Внизу под ней расположен столбик с днями недели, соответствующий марту, числа которого слева. Итак, 31 марта 2006 г. приходится на пятницу. Пример 2 Определить, на какой день недели приходится 1 января 45 г. до н. э. Прежде всего находим число года астрономического счёта: «−44». Далее представляем его в виде «−100+56». На пересечении столбика «56» со строкой «−1» находим вруцелето «Е». Год 45 до н. э. был високосным. Поэтому в правой части таблицы «месяцы» находим «Яв» и напротив числа «1» в колонке, соответствующей вруцелето «Е», находим день — пятница. Пример 3 1 января 1900 г. ст. ст. Год високосный, вруцелето «Ѕ» («00» подчёркнуто). Месяц — «Яв». Суббота. Пример 4 1 января 1900 г. н. ст. Год простой, вруцелето «З» («00» подчёркнуто). Месяц — «Яп». Понедельник. | Пример 1 Определить, на какой день недели приходится 31 марта 2006 г. Слева в колонке нового стиля находим число «20», сверху — число «06». На пересечении строки и столбика стоит буква «Ѕ». Находим эту же букву в строке, в которой стоит обозначение «Март». Внизу под ней расположен столбик с днями недели, соответствующий марту, числа которого слева. Итак, 31 марта 2006 г. приходится на пятницу. Пример 2 Определить, на какой день недели приходится 1 января 45 г. до н. э. Прежде всего находим число года астрономического счёта: «−44». Далее представляем его в виде «−100+56». На пересечении столбика «56» со строкой «−1» находим вруцелето «Е». Год 45 до н. э. был високосным. Поэтому в правой части таблицы «месяцы» находим «Яв» и напротив числа «1» в колонке, соответствующей вруцелето «Е», находим день — пятница. Пример 3 1 января 1900 г. ст. ст. Год високосный, вруцелето «Ѕ» («00» подчёркнуто). Месяц — «Яв». Суббота. Пример 4 1 января 1900 г. н. ст. Год простой, вруцелето «З» («00» подчёркнуто). Месяц — «Яп». Понедельник. | Пример 1 Определить, на какой день недели приходится 31 марта 2006 г. Слева в колонке нового стиля находим число «20», сверху — число «06». На пересечении строки и столбика стоит буква «Ѕ». Находим эту же букву в строке, в которой стоит обозначение «Март». Внизу под ней расположен столбик с днями недели, соответствующий марту, числа которого слева. Итак, 31 марта 2006 г. приходится на пятницу. Пример 2 Определить, на какой день недели приходится 1 января 45 г. до н. э. Прежде всего находим число года астрономического счёта: «−44». Далее представляем его в виде «−100+56». На пересечении столбика «56» со строкой «−1» находим вруцелето «Е». Год 45 до н. э. был високосным. Поэтому в правой части таблицы «месяцы» находим «Яв» и напротив числа «1» в колонке, соответствующей вруцелето «Е», находим день — пятница. Пример 3 1 января 1900 г. ст. ст. Год високосный, вруцелето «Ѕ» («00» подчёркнуто). Месяц — «Яв». Суббота. Пример 4 1 января 1900 г. н. ст. Год простой, вруцелето «З» («00» подчёркнуто). Месяц — «Яп». Понедельник. | Пример 1 Определить, на какой день недели приходится 31 марта 2006 г. Слева в колонке нового стиля находим число «20», сверху — число «06». На пересечении строки и столбика стоит буква «Ѕ». Находим эту же букву в строке, в которой стоит обозначение «Март». Внизу под ней расположен столбик с днями недели, соответствующий марту, числа которого слева. Итак, 31 марта 2006 г. приходится на пятницу. Пример 2 Определить, на какой день недели приходится 1 января 45 г. до н. э. Прежде всего находим число года астрономического счёта: «−44». Далее представляем его в виде «−100+56». На пересечении столбика «56» со строкой «−1» находим вруцелето «Е». Год 45 до н. э. был високосным. Поэтому в правой части таблицы «месяцы» находим «Яв» и напротив числа «1» в колонке, соответствующей вруцелето «Е», находим день — пятница. Пример 3 1 января 1900 г. ст. ст. Год високосный, вруцелето «Ѕ» («00» подчёркнуто). Месяц — «Яв». Суббота. Пример 4 1 января 1900 г. н. ст. Год простой, вруцелето «З» («00» подчёркнуто). Месяц — «Яп». Понедельник. |
| Правила В левой части таблицы отыскать строку, содержащую число столетий нужного года по старому или новому стилю, а в верхней части таблицы — столбец с двумя последними цифрами номера года. Запомнить букву на пересечении строки и столбца, это — вруцелето года. В таблице с правой стороны найти нужный месяц. В строке, в которой находится этот месяц, отыскать ту же букву. В левой нижней части, в разделе «числа месяца», найти нужное число. Пересечение строки, в которой находится это число, со столбиком дней недели, расположенным под найденной буквой, и даёт искомый день недели. При этом следует различать январь и февраль в простых и високосных годах: они занимают различные положения в графе месяцев (для простых годов они обозначены «Яп» и «Фп», для високосных — «Яв» и «Фв»). Високосные годы выделены полужирным шрифтом. Год «00» подчёркнут, в старом стиле он всегда високосный, а в новом — только, если число столетий делится на 4. | Правила В левой части таблицы отыскать строку, содержащую число столетий нужного года по старому или новому стилю, а в верхней части таблицы — столбец с двумя последними цифрами номера года. Запомнить букву на пересечении строки и столбца, это — вруцелето года. В таблице с правой стороны найти нужный месяц. В строке, в которой находится этот месяц, отыскать ту же букву. В левой нижней части, в разделе «числа месяца», найти нужное число. Пересечение строки, в которой находится это число, со столбиком дней недели, расположенным под найденной буквой, и даёт искомый день недели. При этом следует различать январь и февраль в простых и високосных годах: они занимают различные положения в графе месяцев (для простых годов они обозначены «Яп» и «Фп», для високосных — «Яв» и «Фв»). Високосные годы выделены полужирным шрифтом. Год «00» подчёркнут, в старом стиле он всегда високосный, а в новом — только, если число столетий делится на 4. | Правила В левой части таблицы отыскать строку, содержащую число столетий нужного года по старому или новому стилю, а в верхней части таблицы — столбец с двумя последними цифрами номера года. Запомнить букву на пересечении строки и столбца, это — вруцелето года. В таблице с правой стороны найти нужный месяц. В строке, в которой находится этот месяц, отыскать ту же букву. В левой нижней части, в разделе «числа месяца», найти нужное число. Пересечение строки, в которой находится это число, со столбиком дней недели, расположенным под найденной буквой, и даёт искомый день недели. При этом следует различать январь и февраль в простых и високосных годах: они занимают различные положения в графе месяцев (для простых годов они обозначены «Яп» и «Фп», для високосных — «Яв» и «Фв»). Високосные годы выделены полужирным шрифтом. Год «00» подчёркнут, в старом стиле он всегда високосный, а в новом — только, если число столетий делится на 4. | Правила В левой части таблицы отыскать строку, содержащую число столетий нужного года по старому или новому стилю, а в верхней части таблицы — столбец с двумя последними цифрами номера года. Запомнить букву на пересечении строки и столбца, это — вруцелето года. В таблице с правой стороны найти нужный месяц. В строке, в которой находится этот месяц, отыскать ту же букву. В левой нижней части, в разделе «числа месяца», найти нужное число. Пересечение строки, в которой находится это число, со столбиком дней недели, расположенным под найденной буквой, и даёт искомый день недели. При этом следует различать январь и февраль в простых и високосных годах: они занимают различные положения в графе месяцев (для простых годов они обозначены «Яп» и «Фп», для високосных — «Яв» и «Фв»). Високосные годы выделены полужирным шрифтом. Год «00» подчёркнут, в старом стиле он всегда високосный, а в новом — только, если число столетий делится на 4. | Правила В левой части таблицы отыскать строку, содержащую число столетий нужного года по старому или новому стилю, а в верхней части таблицы — столбец с двумя последними цифрами номера года. Запомнить букву на пересечении строки и столбца, это — вруцелето года. В таблице с правой стороны найти нужный месяц. В строке, в которой находится этот месяц, отыскать ту же букву. В левой нижней части, в разделе «числа месяца», найти нужное число. Пересечение строки, в которой находится это число, со столбиком дней недели, расположенным под найденной буквой, и даёт искомый день недели. При этом следует различать январь и февраль в простых и високосных годах: они занимают различные положения в графе месяцев (для простых годов они обозначены «Яп» и «Фп», для високосных — «Яв» и «Фв»). Високосные годы выделены полужирным шрифтом. Год «00» подчёркнут, в старом стиле он всегда високосный, а в новом — только, если число столетий делится на 4. | Правила В левой части таблицы отыскать строку, содержащую число столетий нужного года по старому или новому стилю, а в верхней части таблицы — столбец с двумя последними цифрами номера года. Запомнить букву на пересечении строки и столбца, это — вруцелето года. В таблице с правой стороны найти нужный месяц. В строке, в которой находится этот месяц, отыскать ту же букву. В левой нижней части, в разделе «числа месяца», найти нужное число. Пересечение строки, в которой находится это число, со столбиком дней недели, расположенным под найденной буквой, и даёт искомый день недели. При этом следует различать январь и февраль в простых и високосных годах: они занимают различные положения в графе месяцев (для простых годов они обозначены «Яп» и «Фп», для високосных — «Яв» и «Фв»). Високосные годы выделены полужирным шрифтом. Год «00» подчёркнут, в старом стиле он всегда високосный, а в новом — только, если число столетий делится на 4. | Правила В левой части таблицы отыскать строку, содержащую число столетий нужного года по старому или новому стилю, а в верхней части таблицы — столбец с двумя последними цифрами номера года. Запомнить букву на пересечении строки и столбца, это — вруцелето года. В таблице с правой стороны найти нужный месяц. В строке, в которой находится этот месяц, отыскать ту же букву. В левой нижней части, в разделе «числа месяца», найти нужное число. Пересечение строки, в которой находится это число, со столбиком дней недели, расположенным под найденной буквой, и даёт искомый день недели. При этом следует различать январь и февраль в простых и високосных годах: они занимают различные положения в графе месяцев (для простых годов они обозначены «Яп» и «Фп», для високосных — «Яв» и «Фв»). Високосные годы выделены полужирным шрифтом. Год «00» подчёркнут, в старом стиле он всегда високосный, а в новом — только, если число столетий делится на 4. | 34                   | 35                   |                      | 36                   | 37                   | 38                   | 39                   | Пример 1 Определить, на какой день недели приходится 31 марта 2006 г. Слева в колонке нового стиля находим число «20», сверху — число «06». На пересечении строки и столбика стоит буква «Ѕ». Находим эту же букву в строке, в которой стоит обозначение «Март». Внизу под ней расположен столбик с днями недели, соответствующий марту, числа которого слева. Итак, 31 марта 2006 г. приходится на пятницу. Пример 2 Определить, на какой день недели приходится 1 января 45 г. до н. э. Прежде всего находим число года астрономического счёта: «−44». Далее представляем его в виде «−100+56». На пересечении столбика «56» со строкой «−1» находим вруцелето «Е». Год 45 до н. э. был високосным. Поэтому в правой части таблицы «месяцы» находим «Яв» и напротив числа «1» в колонке, соответствующей вруцелето «Е», находим день — пятница. Пример 3 1 января 1900 г. ст. ст. Год високосный, вруцелето «Ѕ» («00» подчёркнуто). Месяц — «Яв». Суббота. Пример 4 1 января 1900 г. н. ст. Год простой, вруцелето «З» («00» подчёркнуто). Месяц — «Яп». Понедельник. | Пример 1 Определить, на какой день недели приходится 31 марта 2006 г. Слева в колонке нового стиля находим число «20», сверху — число «06». На пересечении строки и столбика стоит буква «Ѕ». Находим эту же букву в строке, в которой стоит обозначение «Март». Внизу под ней расположен столбик с днями недели, соответствующий марту, числа которого слева. Итак, 31 марта 2006 г. приходится на пятницу. Пример 2 Определить, на какой день недели приходится 1 января 45 г. до н. э. Прежде всего находим число года астрономического счёта: «−44». Далее представляем его в виде «−100+56». На пересечении столбика «56» со строкой «−1» находим вруцелето «Е». Год 45 до н. э. был високосным. Поэтому в правой части таблицы «месяцы» находим «Яв» и напротив числа «1» в колонке, соответствующей вруцелето «Е», находим день — пятница. Пример 3 1 января 1900 г. ст. ст. Год високосный, вруцелето «Ѕ» («00» подчёркнуто). Месяц — «Яв». Суббота. Пример 4 1 января 1900 г. н. ст. Год простой, вруцелето «З» («00» подчёркнуто). Месяц — «Яп». Понедельник. | Пример 1 Определить, на какой день недели приходится 31 марта 2006 г. Слева в колонке нового стиля находим число «20», сверху — число «06». На пересечении строки и столбика стоит буква «Ѕ». Находим эту же букву в строке, в которой стоит обозначение «Март». Внизу под ней расположен столбик с днями недели, соответствующий марту, числа которого слева. Итак, 31 марта 2006 г. приходится на пятницу. Пример 2 Определить, на какой день недели приходится 1 января 45 г. до н. э. Прежде всего находим число года астрономического счёта: «−44». Далее представляем его в виде «−100+56». На пересечении столбика «56» со строкой «−1» находим вруцелето «Е». Год 45 до н. э. был високосным. Поэтому в правой части таблицы «месяцы» находим «Яв» и напротив числа «1» в колонке, соответствующей вруцелето «Е», находим день — пятница. Пример 3 1 января 1900 г. ст. ст. Год високосный, вруцелето «Ѕ» («00» подчёркнуто). Месяц — «Яв». Суббота. Пример 4 1 января 1900 г. н. ст. Год простой, вруцелето «З» («00» подчёркнуто). Месяц — «Яп». Понедельник. | Пример 1 Определить, на какой день недели приходится 31 марта 2006 г. Слева в колонке нового стиля находим число «20», сверху — число «06». На пересечении строки и столбика стоит буква «Ѕ». Находим эту же букву в строке, в которой стоит обозначение «Март». Внизу под ней расположен столбик с днями недели, соответствующий марту, числа которого слева. Итак, 31 марта 2006 г. приходится на пятницу. Пример 2 Определить, на какой день недели приходится 1 января 45 г. до н. э. Прежде всего находим число года астрономического счёта: «−44». Далее представляем его в виде «−100+56». На пересечении столбика «56» со строкой «−1» находим вруцелето «Е». Год 45 до н. э. был високосным. Поэтому в правой части таблицы «месяцы» находим «Яв» и напротив числа «1» в колонке, соответствующей вруцелето «Е», находим день — пятница. Пример 3 1 января 1900 г. ст. ст. Год високосный, вруцелето «Ѕ» («00» подчёркнуто). Месяц — «Яв». Суббота. Пример 4 1 января 1900 г. н. ст. Год простой, вруцелето «З» («00» подчёркнуто). Месяц — «Яп». Понедельник. | Пример 1 Определить, на какой день недели приходится 31 марта 2006 г. Слева в колонке нового стиля находим число «20», сверху — число «06». На пересечении строки и столбика стоит буква «Ѕ». Находим эту же букву в строке, в которой стоит обозначение «Март». Внизу под ней расположен столбик с днями недели, соответствующий марту, числа которого слева. Итак, 31 марта 2006 г. приходится на пятницу. Пример 2 Определить, на какой день недели приходится 1 января 45 г. до н. э. Прежде всего находим число года астрономического счёта: «−44». Далее представляем его в виде «−100+56». На пересечении столбика «56» со строкой «−1» находим вруцелето «Е». Год 45 до н. э. был високосным. Поэтому в правой части таблицы «месяцы» находим «Яв» и напротив числа «1» в колонке, соответствующей вруцелето «Е», находим день — пятница. Пример 3 1 января 1900 г. ст. ст. Год високосный, вруцелето «Ѕ» («00» подчёркнуто). Месяц — «Яв». Суббота. Пример 4 1 января 1900 г. н. ст. Год простой, вруцелето «З» («00» подчёркнуто). Месяц — «Яп». Понедельник. | Пример 1 Определить, на какой день недели приходится 31 марта 2006 г. Слева в колонке нового стиля находим число «20», сверху — число «06». На пересечении строки и столбика стоит буква «Ѕ». Находим эту же букву в строке, в которой стоит обозначение «Март». Внизу под ней расположен столбик с днями недели, соответствующий марту, числа которого слева. Итак, 31 марта 2006 г. приходится на пятницу. Пример 2 Определить, на какой день недели приходится 1 января 45 г. до н. э. Прежде всего находим число года астрономического счёта: «−44». Далее представляем его в виде «−100+56». На пересечении столбика «56» со строкой «−1» находим вруцелето «Е». Год 45 до н. э. был високосным. Поэтому в правой части таблицы «месяцы» находим «Яв» и напротив числа «1» в колонке, соответствующей вруцелето «Е», находим день — пятница. Пример 3 1 января 1900 г. ст. ст. Год високосный, вруцелето «Ѕ» («00» подчёркнуто). Месяц — «Яв». Суббота. Пример 4 1 января 1900 г. н. ст. Год простой, вруцелето «З» («00» подчёркнуто). Месяц — «Яп». Понедельник. |
| Правила В левой части таблицы отыскать строку, содержащую число столетий нужного года по старому или новому стилю, а в верхней части таблицы — столбец с двумя последними цифрами номера года. Запомнить букву на пересечении строки и столбца, это — вруцелето года. В таблице с правой стороны найти нужный месяц. В строке, в которой находится этот месяц, отыскать ту же букву. В левой нижней части, в разделе «числа месяца», найти нужное число. Пересечение строки, в которой находится это число, со столбиком дней недели, расположенным под найденной буквой, и даёт искомый день недели. При этом следует различать январь и февраль в простых и високосных годах: они занимают различные положения в графе месяцев (для простых годов они обозначены «Яп» и «Фп», для високосных — «Яв» и «Фв»). Високосные годы выделены полужирным шрифтом. Год «00» подчёркнут, в старом стиле он всегда високосный, а в новом — только, если число столетий делится на 4. | Правила В левой части таблицы отыскать строку, содержащую число столетий нужного года по старому или новому стилю, а в верхней части таблицы — столбец с двумя последними цифрами номера года. Запомнить букву на пересечении строки и столбца, это — вруцелето года. В таблице с правой стороны найти нужный месяц. В строке, в которой находится этот месяц, отыскать ту же букву. В левой нижней части, в разделе «числа месяца», найти нужное число. Пересечение строки, в которой находится это число, со столбиком дней недели, расположенным под найденной буквой, и даёт искомый день недели. При этом следует различать январь и февраль в простых и високосных годах: они занимают различные положения в графе месяцев (для простых годов они обозначены «Яп» и «Фп», для високосных — «Яв» и «Фв»). Високосные годы выделены полужирным шрифтом. Год «00» подчёркнут, в старом стиле он всегда високосный, а в новом — только, если число столетий делится на 4. | Правила В левой части таблицы отыскать строку, содержащую число столетий нужного года по старому или новому стилю, а в верхней части таблицы — столбец с двумя последними цифрами номера года. Запомнить букву на пересечении строки и столбца, это — вруцелето года. В таблице с правой стороны найти нужный месяц. В строке, в которой находится этот месяц, отыскать ту же букву. В левой нижней части, в разделе «числа месяца», найти нужное число. Пересечение строки, в которой находится это число, со столбиком дней недели, расположенным под найденной буквой, и даёт искомый день недели. При этом следует различать январь и февраль в простых и високосных годах: они занимают различные положения в графе месяцев (для простых годов они обозначены «Яп» и «Фп», для високосных — «Яв» и «Фв»). Високосные годы выделены полужирным шрифтом. Год «00» подчёркнут, в старом стиле он всегда високосный, а в новом — только, если число столетий делится на 4. | Правила В левой части таблицы отыскать строку, содержащую число столетий нужного года по старому или новому стилю, а в верхней части таблицы — столбец с двумя последними цифрами номера года. Запомнить букву на пересечении строки и столбца, это — вруцелето года. В таблице с правой стороны найти нужный месяц. В строке, в которой находится этот месяц, отыскать ту же букву. В левой нижней части, в разделе «числа месяца», найти нужное число. Пересечение строки, в которой находится это число, со столбиком дней недели, расположенным под найденной буквой, и даёт искомый день недели. При этом следует различать январь и февраль в простых и високосных годах: они занимают различные положения в графе месяцев (для простых годов они обозначены «Яп» и «Фп», для високосных — «Яв» и «Фв»). Високосные годы выделены полужирным шрифтом. Год «00» подчёркнут, в старом стиле он всегда високосный, а в новом — только, если число столетий делится на 4. | Правила В левой части таблицы отыскать строку, содержащую число столетий нужного года по старому или новому стилю, а в верхней части таблицы — столбец с двумя последними цифрами номера года. Запомнить букву на пересечении строки и столбца, это — вруцелето года. В таблице с правой стороны найти нужный месяц. В строке, в которой находится этот месяц, отыскать ту же букву. В левой нижней части, в разделе «числа месяца», найти нужное число. Пересечение строки, в которой находится это число, со столбиком дней недели, расположенным под найденной буквой, и даёт искомый день недели. При этом следует различать январь и февраль в простых и високосных годах: они занимают различные положения в графе месяцев (для простых годов они обозначены «Яп» и «Фп», для високосных — «Яв» и «Фв»). Високосные годы выделены полужирным шрифтом. Год «00» подчёркнут, в старом стиле он всегда високосный, а в новом — только, если число столетий делится на 4. | Правила В левой части таблицы отыскать строку, содержащую число столетий нужного года по старому или новому стилю, а в верхней части таблицы — столбец с двумя последними цифрами номера года. Запомнить букву на пересечении строки и столбца, это — вруцелето года. В таблице с правой стороны найти нужный месяц. В строке, в которой находится этот месяц, отыскать ту же букву. В левой нижней части, в разделе «числа месяца», найти нужное число. Пересечение строки, в которой находится это число, со столбиком дней недели, расположенным под найденной буквой, и даёт искомый день недели. При этом следует различать январь и февраль в простых и високосных годах: они занимают различные положения в графе месяцев (для простых годов они обозначены «Яп» и «Фп», для високосных — «Яв» и «Фв»). Високосные годы выделены полужирным шрифтом. Год «00» подчёркнут, в старом стиле он всегда високосный, а в новом — только, если число столетий делится на 4. | Правила В левой части таблицы отыскать строку, содержащую число столетий нужного года по старому или новому стилю, а в верхней части таблицы — столбец с двумя последними цифрами номера года. Запомнить букву на пересечении строки и столбца, это — вруцелето года. В таблице с правой стороны найти нужный месяц. В строке, в которой находится этот месяц, отыскать ту же букву. В левой нижней части, в разделе «числа месяца», найти нужное число. Пересечение строки, в которой находится это число, со столбиком дней недели, расположенным под найденной буквой, и даёт искомый день недели. При этом следует различать январь и февраль в простых и високосных годах: они занимают различные положения в графе месяцев (для простых годов они обозначены «Яп» и «Фп», для високосных — «Яв» и «Фв»). Високосные годы выделены полужирным шрифтом. Год «00» подчёркнут, в старом стиле он всегда високосный, а в новом — только, если число столетий делится на 4. |                      | 40                   | 41                   | 42                   | 43                   |                      | 44                   | Пример 1 Определить, на какой день недели приходится 31 марта 2006 г. Слева в колонке нового стиля находим число «20», сверху — число «06». На пересечении строки и столбика стоит буква «Ѕ». Находим эту же букву в строке, в которой стоит обозначение «Март». Внизу под ней расположен столбик с днями недели, соответствующий марту, числа которого слева. Итак, 31 марта 2006 г. приходится на пятницу. Пример 2 Определить, на какой день недели приходится 1 января 45 г. до н. э. Прежде всего находим число года астрономического счёта: «−44». Далее представляем его в виде «−100+56». На пересечении столбика «56» со строкой «−1» находим вруцелето «Е». Год 45 до н. э. был високосным. Поэтому в правой части таблицы «месяцы» находим «Яв» и напротив числа «1» в колонке, соответствующей вруцелето «Е», находим день — пятница. Пример 3 1 января 1900 г. ст. ст. Год високосный, вруцелето «Ѕ» («00» подчёркнуто). Месяц — «Яв». Суббота. Пример 4 1 января 1900 г. н. ст. Год простой, вруцелето «З» («00» подчёркнуто). Месяц — «Яп». Понедельник. | Пример 1 Определить, на какой день недели приходится 31 марта 2006 г. Слева в колонке нового стиля находим число «20», сверху — число «06». На пересечении строки и столбика стоит буква «Ѕ». Находим эту же букву в строке, в которой стоит обозначение «Март». Внизу под ней расположен столбик с днями недели, соответствующий марту, числа которого слева. Итак, 31 марта 2006 г. приходится на пятницу. Пример 2 Определить, на какой день недели приходится 1 января 45 г. до н. э. Прежде всего находим число года астрономического счёта: «−44». Далее представляем его в виде «−100+56». На пересечении столбика «56» со строкой «−1» находим вруцелето «Е». Год 45 до н. э. был високосным. Поэтому в правой части таблицы «месяцы» находим «Яв» и напротив числа «1» в колонке, соответствующей вруцелето «Е», находим день — пятница. Пример 3 1 января 1900 г. ст. ст. Год високосный, вруцелето «Ѕ» («00» подчёркнуто). Месяц — «Яв». Суббота. Пример 4 1 января 1900 г. н. ст. Год простой, вруцелето «З» («00» подчёркнуто). Месяц — «Яп». Понедельник. | Пример 1 Определить, на какой день недели приходится 31 марта 2006 г. Слева в колонке нового стиля находим число «20», сверху — число «06». На пересечении строки и столбика стоит буква «Ѕ». Находим эту же букву в строке, в которой стоит обозначение «Март». Внизу под ней расположен столбик с днями недели, соответствующий марту, числа которого слева. Итак, 31 марта 2006 г. приходится на пятницу. Пример 2 Определить, на какой день недели приходится 1 января 45 г. до н. э. Прежде всего находим число года астрономического счёта: «−44». Далее представляем его в виде «−100+56». На пересечении столбика «56» со строкой «−1» находим вруцелето «Е». Год 45 до н. э. был високосным. Поэтому в правой части таблицы «месяцы» находим «Яв» и напротив числа «1» в колонке, соответствующей вруцелето «Е», находим день — пятница. Пример 3 1 января 1900 г. ст. ст. Год високосный, вруцелето «Ѕ» («00» подчёркнуто). Месяц — «Яв». Суббота. Пример 4 1 января 1900 г. н. ст. Год простой, вруцелето «З» («00» подчёркнуто). Месяц — «Яп». Понедельник. | Пример 1 Определить, на какой день недели приходится 31 марта 2006 г. Слева в колонке нового стиля находим число «20», сверху — число «06». На пересечении строки и столбика стоит буква «Ѕ». Находим эту же букву в строке, в которой стоит обозначение «Март». Внизу под ней расположен столбик с днями недели, соответствующий марту, числа которого слева. Итак, 31 марта 2006 г. приходится на пятницу. Пример 2 Определить, на какой день недели приходится 1 января 45 г. до н. э. Прежде всего находим число года астрономического счёта: «−44». Далее представляем его в виде «−100+56». На пересечении столбика «56» со строкой «−1» находим вруцелето «Е». Год 45 до н. э. был високосным. Поэтому в правой части таблицы «месяцы» находим «Яв» и напротив числа «1» в колонке, соответствующей вруцелето «Е», находим день — пятница. Пример 3 1 января 1900 г. ст. ст. Год високосный, вруцелето «Ѕ» («00» подчёркнуто). Месяц — «Яв». Суббота. Пример 4 1 января 1900 г. н. ст. Год простой, вруцелето «З» («00» подчёркнуто). Месяц — «Яп». Понедельник. | Пример 1 Определить, на какой день недели приходится 31 марта 2006 г. Слева в колонке нового стиля находим число «20», сверху — число «06». На пересечении строки и столбика стоит буква «Ѕ». Находим эту же букву в строке, в которой стоит обозначение «Март». Внизу под ней расположен столбик с днями недели, соответствующий марту, числа которого слева. Итак, 31 марта 2006 г. приходится на пятницу. Пример 2 Определить, на какой день недели приходится 1 января 45 г. до н. э. Прежде всего находим число года астрономического счёта: «−44». Далее представляем его в виде «−100+56». На пересечении столбика «56» со строкой «−1» находим вруцелето «Е». Год 45 до н. э. был високосным. Поэтому в правой части таблицы «месяцы» находим «Яв» и напротив числа «1» в колонке, соответствующей вруцелето «Е», находим день — пятница. Пример 3 1 января 1900 г. ст. ст. Год високосный, вруцелето «Ѕ» («00» подчёркнуто). Месяц — «Яв». Суббота. Пример 4 1 января 1900 г. н. ст. Год простой, вруцелето «З» («00» подчёркнуто). Месяц — «Яп». Понедельник. | Пример 1 Определить, на какой день недели приходится 31 марта 2006 г. Слева в колонке нового стиля находим число «20», сверху — число «06». На пересечении строки и столбика стоит буква «Ѕ». Находим эту же букву в строке, в которой стоит обозначение «Март». Внизу под ней расположен столбик с днями недели, соответствующий марту, числа которого слева. Итак, 31 марта 2006 г. приходится на пятницу. Пример 2 Определить, на какой день недели приходится 1 января 45 г. до н. э. Прежде всего находим число года астрономического счёта: «−44». Далее представляем его в виде «−100+56». На пересечении столбика «56» со строкой «−1» находим вруцелето «Е». Год 45 до н. э. был високосным. Поэтому в правой части таблицы «месяцы» находим «Яв» и напротив числа «1» в колонке, соответствующей вруцелето «Е», находим день — пятница. Пример 3 1 января 1900 г. ст. ст. Год високосный, вруцелето «Ѕ» («00» подчёркнуто). Месяц — «Яв». Суббота. Пример 4 1 января 1900 г. н. ст. Год простой, вруцелето «З» («00» подчёркнуто). Месяц — «Яп». Понедельник. |
| Правила В левой части таблицы отыскать строку, содержащую число столетий нужного года по старому или новому стилю, а в верхней части таблицы — столбец с двумя последними цифрами номера года. Запомнить букву на пересечении строки и столбца, это — вруцелето года. В таблице с правой стороны найти нужный месяц. В строке, в которой находится этот месяц, отыскать ту же букву. В левой нижней части, в разделе «числа месяца», найти нужное число. Пересечение строки, в которой находится это число, со столбиком дней недели, расположенным под найденной буквой, и даёт искомый день недели. При этом следует различать январь и февраль в простых и високосных годах: они занимают различные положения в графе месяцев (для простых годов они обозначены «Яп» и «Фп», для високосных — «Яв» и «Фв»). Високосные годы выделены полужирным шрифтом. Год «00» подчёркнут, в старом стиле он всегда високосный, а в новом — только, если число столетий делится на 4. | Правила В левой части таблицы отыскать строку, содержащую число столетий нужного года по старому или новому стилю, а в верхней части таблицы — столбец с двумя последними цифрами номера года. Запомнить букву на пересечении строки и столбца, это — вруцелето года. В таблице с правой стороны найти нужный месяц. В строке, в которой находится этот месяц, отыскать ту же букву. В левой нижней части, в разделе «числа месяца», найти нужное число. Пересечение строки, в которой находится это число, со столбиком дней недели, расположенным под найденной буквой, и даёт искомый день недели. При этом следует различать январь и февраль в простых и високосных годах: они занимают различные положения в графе месяцев (для простых годов они обозначены «Яп» и «Фп», для високосных — «Яв» и «Фв»). Високосные годы выделены полужирным шрифтом. Год «00» подчёркнут, в старом стиле он всегда високосный, а в новом — только, если число столетий делится на 4. | Правила В левой части таблицы отыскать строку, содержащую число столетий нужного года по старому или новому стилю, а в верхней части таблицы — столбец с двумя последними цифрами номера года. Запомнить букву на пересечении строки и столбца, это — вруцелето года. В таблице с правой стороны найти нужный месяц. В строке, в которой находится этот месяц, отыскать ту же букву. В левой нижней части, в разделе «числа месяца», найти нужное число. Пересечение строки, в которой находится это число, со столбиком дней недели, расположенным под найденной буквой, и даёт искомый день недели. При этом следует различать январь и февраль в простых и високосных годах: они занимают различные положения в графе месяцев (для простых годов они обозначены «Яп» и «Фп», для високосных — «Яв» и «Фв»). Високосные годы выделены полужирным шрифтом. Год «00» подчёркнут, в старом стиле он всегда високосный, а в новом — только, если число столетий делится на 4. | Правила В левой части таблицы отыскать строку, содержащую число столетий нужного года по старому или новому стилю, а в верхней части таблицы — столбец с двумя последними цифрами номера года. Запомнить букву на пересечении строки и столбца, это — вруцелето года. В таблице с правой стороны найти нужный месяц. В строке, в которой находится этот месяц, отыскать ту же букву. В левой нижней части, в разделе «числа месяца», найти нужное число. Пересечение строки, в которой находится это число, со столбиком дней недели, расположенным под найденной буквой, и даёт искомый день недели. При этом следует различать январь и февраль в простых и високосных годах: они занимают различные положения в графе месяцев (для простых годов они обозначены «Яп» и «Фп», для високосных — «Яв» и «Фв»). Високосные годы выделены полужирным шрифтом. Год «00» подчёркнут, в старом стиле он всегда високосный, а в новом — только, если число столетий делится на 4. | Правила В левой части таблицы отыскать строку, содержащую число столетий нужного года по старому или новому стилю, а в верхней части таблицы — столбец с двумя последними цифрами номера года. Запомнить букву на пересечении строки и столбца, это — вруцелето года. В таблице с правой стороны найти нужный месяц. В строке, в которой находится этот месяц, отыскать ту же букву. В левой нижней части, в разделе «числа месяца», найти нужное число. Пересечение строки, в которой находится это число, со столбиком дней недели, расположенным под найденной буквой, и даёт искомый день недели. При этом следует различать январь и февраль в простых и високосных годах: они занимают различные положения в графе месяцев (для простых годов они обозначены «Яп» и «Фп», для високосных — «Яв» и «Фв»). Високосные годы выделены полужирным шрифтом. Год «00» подчёркнут, в старом стиле он всегда високосный, а в новом — только, если число столетий делится на 4. | Правила В левой части таблицы отыскать строку, содержащую число столетий нужного года по старому или новому стилю, а в верхней части таблицы — столбец с двумя последними цифрами номера года. Запомнить букву на пересечении строки и столбца, это — вруцелето года. В таблице с правой стороны найти нужный месяц. В строке, в которой находится этот месяц, отыскать ту же букву. В левой нижней части, в разделе «числа месяца», найти нужное число. Пересечение строки, в которой находится это число, со столбиком дней недели, расположенным под найденной буквой, и даёт искомый день недели. При этом следует различать январь и февраль в простых и високосных годах: они занимают различные положения в графе месяцев (для простых годов они обозначены «Яп» и «Фп», для високосных — «Яв» и «Фв»). Високосные годы выделены полужирным шрифтом. Год «00» подчёркнут, в старом стиле он всегда високосный, а в новом — только, если число столетий делится на 4. | Правила В левой части таблицы отыскать строку, содержащую число столетий нужного года по старому или новому стилю, а в верхней части таблицы — столбец с двумя последними цифрами номера года. Запомнить букву на пересечении строки и столбца, это — вруцелето года. В таблице с правой стороны найти нужный месяц. В строке, в которой находится этот месяц, отыскать ту же букву. В левой нижней части, в разделе «числа месяца», найти нужное число. Пересечение строки, в которой находится это число, со столбиком дней недели, расположенным под найденной буквой, и даёт искомый день недели. При этом следует различать январь и февраль в простых и високосных годах: они занимают различные положения в графе месяцев (для простых годов они обозначены «Яп» и «Фп», для високосных — «Яв» и «Фв»). Високосные годы выделены полужирным шрифтом. Год «00» подчёркнут, в старом стиле он всегда високосный, а в новом — только, если число столетий делится на 4. | 45                   | 46                   | 47                   |                      | 48                   | 49                   | 50                   | Пример 1 Определить, на какой день недели приходится 31 марта 2006 г. Слева в колонке нового стиля находим число «20», сверху — число «06». На пересечении строки и столбика стоит буква «Ѕ». Находим эту же букву в строке, в которой стоит обозначение «Март». Внизу под ней расположен столбик с днями недели, соответствующий марту, числа которого слева. Итак, 31 марта 2006 г. приходится на пятницу. Пример 2 Определить, на какой день недели приходится 1 января 45 г. до н. э. Прежде всего находим число года астрономического счёта: «−44». Далее представляем его в виде «−100+56». На пересечении столбика «56» со строкой «−1» находим вруцелето «Е». Год 45 до н. э. был високосным. Поэтому в правой части таблицы «месяцы» находим «Яв» и напротив числа «1» в колонке, соответствующей вруцелето «Е», находим день — пятница. Пример 3 1 января 1900 г. ст. ст. Год високосный, вруцелето «Ѕ» («00» подчёркнуто). Месяц — «Яв». Суббота. Пример 4 1 января 1900 г. н. ст. Год простой, вруцелето «З» («00» подчёркнуто). Месяц — «Яп». Понедельник. | Пример 1 Определить, на какой день недели приходится 31 марта 2006 г. Слева в колонке нового стиля находим число «20», сверху — число «06». На пересечении строки и столбика стоит буква «Ѕ». Находим эту же букву в строке, в которой стоит обозначение «Март». Внизу под ней расположен столбик с днями недели, соответствующий марту, числа которого слева. Итак, 31 марта 2006 г. приходится на пятницу. Пример 2 Определить, на какой день недели приходится 1 января 45 г. до н. э. Прежде всего находим число года астрономического счёта: «−44». Далее представляем его в виде «−100+56». На пересечении столбика «56» со строкой «−1» находим вруцелето «Е». Год 45 до н. э. был високосным. Поэтому в правой части таблицы «месяцы» находим «Яв» и напротив числа «1» в колонке, соответствующей вруцелето «Е», находим день — пятница. Пример 3 1 января 1900 г. ст. ст. Год високосный, вруцелето «Ѕ» («00» подчёркнуто). Месяц — «Яв». Суббота. Пример 4 1 января 1900 г. н. ст. Год простой, вруцелето «З» («00» подчёркнуто). Месяц — «Яп». Понедельник. | Пример 1 Определить, на какой день недели приходится 31 марта 2006 г. Слева в колонке нового стиля находим число «20», сверху — число «06». На пересечении строки и столбика стоит буква «Ѕ». Находим эту же букву в строке, в которой стоит обозначение «Март». Внизу под ней расположен столбик с днями недели, соответствующий марту, числа которого слева. Итак, 31 марта 2006 г. приходится на пятницу. Пример 2 Определить, на какой день недели приходится 1 января 45 г. до н. э. Прежде всего находим число года астрономического счёта: «−44». Далее представляем его в виде «−100+56». На пересечении столбика «56» со строкой «−1» находим вруцелето «Е». Год 45 до н. э. был високосным. Поэтому в правой части таблицы «месяцы» находим «Яв» и напротив числа «1» в колонке, соответствующей вруцелето «Е», находим день — пятница. Пример 3 1 января 1900 г. ст. ст. Год високосный, вруцелето «Ѕ» («00» подчёркнуто). Месяц — «Яв». Суббота. Пример 4 1 января 1900 г. н. ст. Год простой, вруцелето «З» («00» подчёркнуто). Месяц — «Яп». Понедельник. | Пример 1 Определить, на какой день недели приходится 31 марта 2006 г. Слева в колонке нового стиля находим число «20», сверху — число «06». На пересечении строки и столбика стоит буква «Ѕ». Находим эту же букву в строке, в которой стоит обозначение «Март». Внизу под ней расположен столбик с днями недели, соответствующий марту, числа которого слева. Итак, 31 марта 2006 г. приходится на пятницу. Пример 2 Определить, на какой день недели приходится 1 января 45 г. до н. э. Прежде всего находим число года астрономического счёта: «−44». Далее представляем его в виде «−100+56». На пересечении столбика «56» со строкой «−1» находим вруцелето «Е». Год 45 до н. э. был високосным. Поэтому в правой части таблицы «месяцы» находим «Яв» и напротив числа «1» в колонке, соответствующей вруцелето «Е», находим день — пятница. Пример 3 1 января 1900 г. ст. ст. Год високосный, вруцелето «Ѕ» («00» подчёркнуто). Месяц — «Яв». Суббота. Пример 4 1 января 1900 г. н. ст. Год простой, вруцелето «З» («00» подчёркнуто). Месяц — «Яп». Понедельник. | Пример 1 Определить, на какой день недели приходится 31 марта 2006 г. Слева в колонке нового стиля находим число «20», сверху — число «06». На пересечении строки и столбика стоит буква «Ѕ». Находим эту же букву в строке, в которой стоит обозначение «Март». Внизу под ней расположен столбик с днями недели, соответствующий марту, числа которого слева. Итак, 31 марта 2006 г. приходится на пятницу. Пример 2 Определить, на какой день недели приходится 1 января 45 г. до н. э. Прежде всего находим число года астрономического счёта: «−44». Далее представляем его в виде «−100+56». На пересечении столбика «56» со строкой «−1» находим вруцелето «Е». Год 45 до н. э. был високосным. Поэтому в правой части таблицы «месяцы» находим «Яв» и напротив числа «1» в колонке, соответствующей вруцелето «Е», находим день — пятница. Пример 3 1 января 1900 г. ст. ст. Год високосный, вруцелето «Ѕ» («00» подчёркнуто). Месяц — «Яв». Суббота. Пример 4 1 января 1900 г. н. ст. Год простой, вруцелето «З» («00» подчёркнуто). Месяц — «Яп». Понедельник. | Пример 1 Определить, на какой день недели приходится 31 марта 2006 г. Слева в колонке нового стиля находим число «20», сверху — число «06». На пересечении строки и столбика стоит буква «Ѕ». Находим эту же букву в строке, в которой стоит обозначение «Март». Внизу под ней расположен столбик с днями недели, соответствующий марту, числа которого слева. Итак, 31 марта 2006 г. приходится на пятницу. Пример 2 Определить, на какой день недели приходится 1 января 45 г. до н. э. Прежде всего находим число года астрономического счёта: «−44». Далее представляем его в виде «−100+56». На пересечении столбика «56» со строкой «−1» находим вруцелето «Е». Год 45 до н. э. был високосным. Поэтому в правой части таблицы «месяцы» находим «Яв» и напротив числа «1» в колонке, соответствующей вруцелето «Е», находим день — пятница. Пример 3 1 января 1900 г. ст. ст. Год високосный, вруцелето «Ѕ» («00» подчёркнуто). Месяц — «Яв». Суббота. Пример 4 1 января 1900 г. н. ст. Год простой, вруцелето «З» («00» подчёркнуто). Месяц — «Яп». Понедельник. |
| Правила В левой части таблицы отыскать строку, содержащую число столетий нужного года по старому или новому стилю, а в верхней части таблицы — столбец с двумя последними цифрами номера года. Запомнить букву на пересечении строки и столбца, это — вруцелето года. В таблице с правой стороны найти нужный месяц. В строке, в которой находится этот месяц, отыскать ту же букву. В левой нижней части, в разделе «числа месяца», найти нужное число. Пересечение строки, в которой находится это число, со столбиком дней недели, расположенным под найденной буквой, и даёт искомый день недели. При этом следует различать январь и февраль в простых и високосных годах: они занимают различные положения в графе месяцев (для простых годов они обозначены «Яп» и «Фп», для високосных — «Яв» и «Фв»). Високосные годы выделены полужирным шрифтом. Год «00» подчёркнут, в старом стиле он всегда високосный, а в новом — только, если число столетий делится на 4. | Правила В левой части таблицы отыскать строку, содержащую число столетий нужного года по старому или новому стилю, а в верхней части таблицы — столбец с двумя последними цифрами номера года. Запомнить букву на пересечении строки и столбца, это — вруцелето года. В таблице с правой стороны найти нужный месяц. В строке, в которой находится этот месяц, отыскать ту же букву. В левой нижней части, в разделе «числа месяца», найти нужное число. Пересечение строки, в которой находится это число, со столбиком дней недели, расположенным под найденной буквой, и даёт искомый день недели. При этом следует различать январь и февраль в простых и високосных годах: они занимают различные положения в графе месяцев (для простых годов они обозначены «Яп» и «Фп», для високосных — «Яв» и «Фв»). Високосные годы выделены полужирным шрифтом. Год «00» подчёркнут, в старом стиле он всегда високосный, а в новом — только, если число столетий делится на 4. | Правила В левой части таблицы отыскать строку, содержащую число столетий нужного года по старому или новому стилю, а в верхней части таблицы — столбец с двумя последними цифрами номера года. Запомнить букву на пересечении строки и столбца, это — вруцелето года. В таблице с правой стороны найти нужный месяц. В строке, в которой находится этот месяц, отыскать ту же букву. В левой нижней части, в разделе «числа месяца», найти нужное число. Пересечение строки, в которой находится это число, со столбиком дней недели, расположенным под найденной буквой, и даёт искомый день недели. При этом следует различать январь и февраль в простых и високосных годах: они занимают различные положения в графе месяцев (для простых годов они обозначены «Яп» и «Фп», для високосных — «Яв» и «Фв»). Високосные годы выделены полужирным шрифтом. Год «00» подчёркнут, в старом стиле он всегда високосный, а в новом — только, если число столетий делится на 4. | Правила В левой части таблицы отыскать строку, содержащую число столетий нужного года по старому или новому стилю, а в верхней части таблицы — столбец с двумя последними цифрами номера года. Запомнить букву на пересечении строки и столбца, это — вруцелето года. В таблице с правой стороны найти нужный месяц. В строке, в которой находится этот месяц, отыскать ту же букву. В левой нижней части, в разделе «числа месяца», найти нужное число. Пересечение строки, в которой находится это число, со столбиком дней недели, расположенным под найденной буквой, и даёт искомый день недели. При этом следует различать январь и февраль в простых и високосных годах: они занимают различные положения в графе месяцев (для простых годов они обозначены «Яп» и «Фп», для високосных — «Яв» и «Фв»). Високосные годы выделены полужирным шрифтом. Год «00» подчёркнут, в старом стиле он всегда високосный, а в новом — только, если число столетий делится на 4. | Правила В левой части таблицы отыскать строку, содержащую число столетий нужного года по старому или новому стилю, а в верхней части таблицы — столбец с двумя последними цифрами номера года. Запомнить букву на пересечении строки и столбца, это — вруцелето года. В таблице с правой стороны найти нужный месяц. В строке, в которой находится этот месяц, отыскать ту же букву. В левой нижней части, в разделе «числа месяца», найти нужное число. Пересечение строки, в которой находится это число, со столбиком дней недели, расположенным под найденной буквой, и даёт искомый день недели. При этом следует различать январь и февраль в простых и високосных годах: они занимают различные положения в графе месяцев (для простых годов они обозначены «Яп» и «Фп», для високосных — «Яв» и «Фв»). Високосные годы выделены полужирным шрифтом. Год «00» подчёркнут, в старом стиле он всегда високосный, а в новом — только, если число столетий делится на 4. | Правила В левой части таблицы отыскать строку, содержащую число столетий нужного года по старому или новому стилю, а в верхней части таблицы — столбец с двумя последними цифрами номера года. Запомнить букву на пересечении строки и столбца, это — вруцелето года. В таблице с правой стороны найти нужный месяц. В строке, в которой находится этот месяц, отыскать ту же букву. В левой нижней части, в разделе «числа месяца», найти нужное число. Пересечение строки, в которой находится это число, со столбиком дней недели, расположенным под найденной буквой, и даёт искомый день недели. При этом следует различать январь и февраль в простых и високосных годах: они занимают различные положения в графе месяцев (для простых годов они обозначены «Яп» и «Фп», для високосных — «Яв» и «Фв»). Високосные годы выделены полужирным шрифтом. Год «00» подчёркнут, в старом стиле он всегда високосный, а в новом — только, если число столетий делится на 4. | Правила В левой части таблицы отыскать строку, содержащую число столетий нужного года по старому или новому стилю, а в верхней части таблицы — столбец с двумя последними цифрами номера года. Запомнить букву на пересечении строки и столбца, это — вруцелето года. В таблице с правой стороны найти нужный месяц. В строке, в которой находится этот месяц, отыскать ту же букву. В левой нижней части, в разделе «числа месяца», найти нужное число. Пересечение строки, в которой находится это число, со столбиком дней недели, расположенным под найденной буквой, и даёт искомый день недели. При этом следует различать январь и февраль в простых и високосных годах: они занимают различные положения в графе месяцев (для простых годов они обозначены «Яп» и «Фп», для високосных — «Яв» и «Фв»). Високосные годы выделены полужирным шрифтом. Год «00» подчёркнут, в старом стиле он всегда високосный, а в новом — только, если число столетий делится на 4. | 51                   |                      | 52                   | 53                   | 54                   | 55                   |                      | Пример 1 Определить, на какой день недели приходится 31 марта 2006 г. Слева в колонке нового стиля находим число «20», сверху — число «06». На пересечении строки и столбика стоит буква «Ѕ». Находим эту же букву в строке, в которой стоит обозначение «Март». Внизу под ней расположен столбик с днями недели, соответствующий марту, числа которого слева. Итак, 31 марта 2006 г. приходится на пятницу. Пример 2 Определить, на какой день недели приходится 1 января 45 г. до н. э. Прежде всего находим число года астрономического счёта: «−44». Далее представляем его в виде «−100+56». На пересечении столбика «56» со строкой «−1» находим вруцелето «Е». Год 45 до н. э. был високосным. Поэтому в правой части таблицы «месяцы» находим «Яв» и напротив числа «1» в колонке, соответствующей вруцелето «Е», находим день — пятница. Пример 3 1 января 1900 г. ст. ст. Год високосный, вруцелето «Ѕ» («00» подчёркнуто). Месяц — «Яв». Суббота. Пример 4 1 января 1900 г. н. ст. Год простой, вруцелето «З» («00» подчёркнуто). Месяц — «Яп». Понедельник. | Пример 1 Определить, на какой день недели приходится 31 марта 2006 г. Слева в колонке нового стиля находим число «20», сверху — число «06». На пересечении строки и столбика стоит буква «Ѕ». Находим эту же букву в строке, в которой стоит обозначение «Март». Внизу под ней расположен столбик с днями недели, соответствующий марту, числа которого слева. Итак, 31 марта 2006 г. приходится на пятницу. Пример 2 Определить, на какой день недели приходится 1 января 45 г. до н. э. Прежде всего находим число года астрономического счёта: «−44». Далее представляем его в виде «−100+56». На пересечении столбика «56» со строкой «−1» находим вруцелето «Е». Год 45 до н. э. был високосным. Поэтому в правой части таблицы «месяцы» находим «Яв» и напротив числа «1» в колонке, соответствующей вруцелето «Е», находим день — пятница. Пример 3 1 января 1900 г. ст. ст. Год високосный, вруцелето «Ѕ» («00» подчёркнуто). Месяц — «Яв». Суббота. Пример 4 1 января 1900 г. н. ст. Год простой, вруцелето «З» («00» подчёркнуто). Месяц — «Яп». Понедельник. | Пример 1 Определить, на какой день недели приходится 31 марта 2006 г. Слева в колонке нового стиля находим число «20», сверху — число «06». На пересечении строки и столбика стоит буква «Ѕ». Находим эту же букву в строке, в которой стоит обозначение «Март». Внизу под ней расположен столбик с днями недели, соответствующий марту, числа которого слева. Итак, 31 марта 2006 г. приходится на пятницу. Пример 2 Определить, на какой день недели приходится 1 января 45 г. до н. э. Прежде всего находим число года астрономического счёта: «−44». Далее представляем его в виде «−100+56». На пересечении столбика «56» со строкой «−1» находим вруцелето «Е». Год 45 до н. э. был високосным. Поэтому в правой части таблицы «месяцы» находим «Яв» и напротив числа «1» в колонке, соответствующей вруцелето «Е», находим день — пятница. Пример 3 1 января 1900 г. ст. ст. Год високосный, вруцелето «Ѕ» («00» подчёркнуто). Месяц — «Яв». Суббота. Пример 4 1 января 1900 г. н. ст. Год простой, вруцелето «З» («00» подчёркнуто). Месяц — «Яп». Понедельник. | Пример 1 Определить, на какой день недели приходится 31 марта 2006 г. Слева в колонке нового стиля находим число «20», сверху — число «06». На пересечении строки и столбика стоит буква «Ѕ». Находим эту же букву в строке, в которой стоит обозначение «Март». Внизу под ней расположен столбик с днями недели, соответствующий марту, числа которого слева. Итак, 31 марта 2006 г. приходится на пятницу. Пример 2 Определить, на какой день недели приходится 1 января 45 г. до н. э. Прежде всего находим число года астрономического счёта: «−44». Далее представляем его в виде «−100+56». На пересечении столбика «56» со строкой «−1» находим вруцелето «Е». Год 45 до н. э. был високосным. Поэтому в правой части таблицы «месяцы» находим «Яв» и напротив числа «1» в колонке, соответствующей вруцелето «Е», находим день — пятница. Пример 3 1 января 1900 г. ст. ст. Год високосный, вруцелето «Ѕ» («00» подчёркнуто). Месяц — «Яв». Суббота. Пример 4 1 января 1900 г. н. ст. Год простой, вруцелето «З» («00» подчёркнуто). Месяц — «Яп». Понедельник. | Пример 1 Определить, на какой день недели приходится 31 марта 2006 г. Слева в колонке нового стиля находим число «20», сверху — число «06». На пересечении строки и столбика стоит буква «Ѕ». Находим эту же букву в строке, в которой стоит обозначение «Март». Внизу под ней расположен столбик с днями недели, соответствующий марту, числа которого слева. Итак, 31 марта 2006 г. приходится на пятницу. Пример 2 Определить, на какой день недели приходится 1 января 45 г. до н. э. Прежде всего находим число года астрономического счёта: «−44». Далее представляем его в виде «−100+56». На пересечении столбика «56» со строкой «−1» находим вруцелето «Е». Год 45 до н. э. был високосным. Поэтому в правой части таблицы «месяцы» находим «Яв» и напротив числа «1» в колонке, соответствующей вруцелето «Е», находим день — пятница. Пример 3 1 января 1900 г. ст. ст. Год високосный, вруцелето «Ѕ» («00» подчёркнуто). Месяц — «Яв». Суббота. Пример 4 1 января 1900 г. н. ст. Год простой, вруцелето «З» («00» подчёркнуто). Месяц — «Яп». Понедельник. | Пример 1 Определить, на какой день недели приходится 31 марта 2006 г. Слева в колонке нового стиля находим число «20», сверху — число «06». На пересечении строки и столбика стоит буква «Ѕ». Находим эту же букву в строке, в которой стоит обозначение «Март». Внизу под ней расположен столбик с днями недели, соответствующий марту, числа которого слева. Итак, 31 марта 2006 г. приходится на пятницу. Пример 2 Определить, на какой день недели приходится 1 января 45 г. до н. э. Прежде всего находим число года астрономического счёта: «−44». Далее представляем его в виде «−100+56». На пересечении столбика «56» со строкой «−1» находим вруцелето «Е». Год 45 до н. э. был високосным. Поэтому в правой части таблицы «месяцы» находим «Яв» и напротив числа «1» в колонке, соответствующей вруцелето «Е», находим день — пятница. Пример 3 1 января 1900 г. ст. ст. Год високосный, вруцелето «Ѕ» («00» подчёркнуто). Месяц — «Яв». Суббота. Пример 4 1 января 1900 г. н. ст. Год простой, вруцелето «З» («00» подчёркнуто). Месяц — «Яп». Понедельник. |
| Правила В левой части таблицы отыскать строку, содержащую число столетий нужного года по старому или новому стилю, а в верхней части таблицы — столбец с двумя последними цифрами номера года. Запомнить букву на пересечении строки и столбца, это — вруцелето года. В таблице с правой стороны найти нужный месяц. В строке, в которой находится этот месяц, отыскать ту же букву. В левой нижней части, в разделе «числа месяца», найти нужное число. Пересечение строки, в которой находится это число, со столбиком дней недели, расположенным под найденной буквой, и даёт искомый день недели. При этом следует различать январь и февраль в простых и високосных годах: они занимают различные положения в графе месяцев (для простых годов они обозначены «Яп» и «Фп», для високосных — «Яв» и «Фв»). Високосные годы выделены полужирным шрифтом. Год «00» подчёркнут, в старом стиле он всегда високосный, а в новом — только, если число столетий делится на 4. | Правила В левой части таблицы отыскать строку, содержащую число столетий нужного года по старому или новому стилю, а в верхней части таблицы — столбец с двумя последними цифрами номера года. Запомнить букву на пересечении строки и столбца, это — вруцелето года. В таблице с правой стороны найти нужный месяц. В строке, в которой находится этот месяц, отыскать ту же букву. В левой нижней части, в разделе «числа месяца», найти нужное число. Пересечение строки, в которой находится это число, со столбиком дней недели, расположенным под найденной буквой, и даёт искомый день недели. При этом следует различать январь и февраль в простых и високосных годах: они занимают различные положения в графе месяцев (для простых годов они обозначены «Яп» и «Фп», для високосных — «Яв» и «Фв»). Високосные годы выделены полужирным шрифтом. Год «00» подчёркнут, в старом стиле он всегда високосный, а в новом — только, если число столетий делится на 4. | Правила В левой части таблицы отыскать строку, содержащую число столетий нужного года по старому или новому стилю, а в верхней части таблицы — столбец с двумя последними цифрами номера года. Запомнить букву на пересечении строки и столбца, это — вруцелето года. В таблице с правой стороны найти нужный месяц. В строке, в которой находится этот месяц, отыскать ту же букву. В левой нижней части, в разделе «числа месяца», найти нужное число. Пересечение строки, в которой находится это число, со столбиком дней недели, расположенным под найденной буквой, и даёт искомый день недели. При этом следует различать январь и февраль в простых и високосных годах: они занимают различные положения в графе месяцев (для простых годов они обозначены «Яп» и «Фп», для високосных — «Яв» и «Фв»). Високосные годы выделены полужирным шрифтом. Год «00» подчёркнут, в старом стиле он всегда високосный, а в новом — только, если число столетий делится на 4. | Правила В левой части таблицы отыскать строку, содержащую число столетий нужного года по старому или новому стилю, а в верхней части таблицы — столбец с двумя последними цифрами номера года. Запомнить букву на пересечении строки и столбца, это — вруцелето года. В таблице с правой стороны найти нужный месяц. В строке, в которой находится этот месяц, отыскать ту же букву. В левой нижней части, в разделе «числа месяца», найти нужное число. Пересечение строки, в которой находится это число, со столбиком дней недели, расположенным под найденной буквой, и даёт искомый день недели. При этом следует различать январь и февраль в простых и високосных годах: они занимают различные положения в графе месяцев (для простых годов они обозначены «Яп» и «Фп», для високосных — «Яв» и «Фв»). Високосные годы выделены полужирным шрифтом. Год «00» подчёркнут, в старом стиле он всегда високосный, а в новом — только, если число столетий делится на 4. | Правила В левой части таблицы отыскать строку, содержащую число столетий нужного года по старому или новому стилю, а в верхней части таблицы — столбец с двумя последними цифрами номера года. Запомнить букву на пересечении строки и столбца, это — вруцелето года. В таблице с правой стороны найти нужный месяц. В строке, в которой находится этот месяц, отыскать ту же букву. В левой нижней части, в разделе «числа месяца», найти нужное число. Пересечение строки, в которой находится это число, со столбиком дней недели, расположенным под найденной буквой, и даёт искомый день недели. При этом следует различать январь и февраль в простых и високосных годах: они занимают различные положения в графе месяцев (для простых годов они обозначены «Яп» и «Фп», для високосных — «Яв» и «Фв»). Високосные годы выделены полужирным шрифтом. Год «00» подчёркнут, в старом стиле он всегда високосный, а в новом — только, если число столетий делится на 4. | Правила В левой части таблицы отыскать строку, содержащую число столетий нужного года по старому или новому стилю, а в верхней части таблицы — столбец с двумя последними цифрами номера года. Запомнить букву на пересечении строки и столбца, это — вруцелето года. В таблице с правой стороны найти нужный месяц. В строке, в которой находится этот месяц, отыскать ту же букву. В левой нижней части, в разделе «числа месяца», найти нужное число. Пересечение строки, в которой находится это число, со столбиком дней недели, расположенным под найденной буквой, и даёт искомый день недели. При этом следует различать январь и февраль в простых и високосных годах: они занимают различные положения в графе месяцев (для простых годов они обозначены «Яп» и «Фп», для високосных — «Яв» и «Фв»). Високосные годы выделены полужирным шрифтом. Год «00» подчёркнут, в старом стиле он всегда високосный, а в новом — только, если число столетий делится на 4. | Правила В левой части таблицы отыскать строку, содержащую число столетий нужного года по старому или новому стилю, а в верхней части таблицы — столбец с двумя последними цифрами номера года. Запомнить букву на пересечении строки и столбца, это — вруцелето года. В таблице с правой стороны найти нужный месяц. В строке, в которой находится этот месяц, отыскать ту же букву. В левой нижней части, в разделе «числа месяца», найти нужное число. Пересечение строки, в которой находится это число, со столбиком дней недели, расположенным под найденной буквой, и даёт искомый день недели. При этом следует различать январь и февраль в простых и високосных годах: они занимают различные положения в графе месяцев (для простых годов они обозначены «Яп» и «Фп», для високосных — «Яв» и «Фв»). Високосные годы выделены полужирным шрифтом. Год «00» подчёркнут, в старом стиле он всегда високосный, а в новом — только, если число столетий делится на 4. | 56                   | 57                   | 58                   | 59                   |                      | 60                   | 61                   | Пример 1 Определить, на какой день недели приходится 31 марта 2006 г. Слева в колонке нового стиля находим число «20», сверху — число «06». На пересечении строки и столбика стоит буква «Ѕ». Находим эту же букву в строке, в которой стоит обозначение «Март». Внизу под ней расположен столбик с днями недели, соответствующий марту, числа которого слева. Итак, 31 марта 2006 г. приходится на пятницу. Пример 2 Определить, на какой день недели приходится 1 января 45 г. до н. э. Прежде всего находим число года астрономического счёта: «−44». Далее представляем его в виде «−100+56». На пересечении столбика «56» со строкой «−1» находим вруцелето «Е». Год 45 до н. э. был високосным. Поэтому в правой части таблицы «месяцы» находим «Яв» и напротив числа «1» в колонке, соответствующей вруцелето «Е», находим день — пятница. Пример 3 1 января 1900 г. ст. ст. Год високосный, вруцелето «Ѕ» («00» подчёркнуто). Месяц — «Яв». Суббота. Пример 4 1 января 1900 г. н. ст. Год простой, вруцелето «З» («00» подчёркнуто). Месяц — «Яп». Понедельник. | Пример 1 Определить, на какой день недели приходится 31 марта 2006 г. Слева в колонке нового стиля находим число «20», сверху — число «06». На пересечении строки и столбика стоит буква «Ѕ». Находим эту же букву в строке, в которой стоит обозначение «Март». Внизу под ней расположен столбик с днями недели, соответствующий марту, числа которого слева. Итак, 31 марта 2006 г. приходится на пятницу. Пример 2 Определить, на какой день недели приходится 1 января 45 г. до н. э. Прежде всего находим число года астрономического счёта: «−44». Далее представляем его в виде «−100+56». На пересечении столбика «56» со строкой «−1» находим вруцелето «Е». Год 45 до н. э. был високосным. Поэтому в правой части таблицы «месяцы» находим «Яв» и напротив числа «1» в колонке, соответствующей вруцелето «Е», находим день — пятница. Пример 3 1 января 1900 г. ст. ст. Год високосный, вруцелето «Ѕ» («00» подчёркнуто). Месяц — «Яв». Суббота. Пример 4 1 января 1900 г. н. ст. Год простой, вруцелето «З» («00» подчёркнуто). Месяц — «Яп». Понедельник. | Пример 1 Определить, на какой день недели приходится 31 марта 2006 г. Слева в колонке нового стиля находим число «20», сверху — число «06». На пересечении строки и столбика стоит буква «Ѕ». Находим эту же букву в строке, в которой стоит обозначение «Март». Внизу под ней расположен столбик с днями недели, соответствующий марту, числа которого слева. Итак, 31 марта 2006 г. приходится на пятницу. Пример 2 Определить, на какой день недели приходится 1 января 45 г. до н. э. Прежде всего находим число года астрономического счёта: «−44». Далее представляем его в виде «−100+56». На пересечении столбика «56» со строкой «−1» находим вруцелето «Е». Год 45 до н. э. был високосным. Поэтому в правой части таблицы «месяцы» находим «Яв» и напротив числа «1» в колонке, соответствующей вруцелето «Е», находим день — пятница. Пример 3 1 января 1900 г. ст. ст. Год високосный, вруцелето «Ѕ» («00» подчёркнуто). Месяц — «Яв». Суббота. Пример 4 1 января 1900 г. н. ст. Год простой, вруцелето «З» («00» подчёркнуто). Месяц — «Яп». Понедельник. | Пример 1 Определить, на какой день недели приходится 31 марта 2006 г. Слева в колонке нового стиля находим число «20», сверху — число «06». На пересечении строки и столбика стоит буква «Ѕ». Находим эту же букву в строке, в которой стоит обозначение «Март». Внизу под ней расположен столбик с днями недели, соответствующий марту, числа которого слева. Итак, 31 марта 2006 г. приходится на пятницу. Пример 2 Определить, на какой день недели приходится 1 января 45 г. до н. э. Прежде всего находим число года астрономического счёта: «−44». Далее представляем его в виде «−100+56». На пересечении столбика «56» со строкой «−1» находим вруцелето «Е». Год 45 до н. э. был високосным. Поэтому в правой части таблицы «месяцы» находим «Яв» и напротив числа «1» в колонке, соответствующей вруцелето «Е», находим день — пятница. Пример 3 1 января 1900 г. ст. ст. Год високосный, вруцелето «Ѕ» («00» подчёркнуто). Месяц — «Яв». Суббота. Пример 4 1 января 1900 г. н. ст. Год простой, вруцелето «З» («00» подчёркнуто). Месяц — «Яп». Понедельник. | Пример 1 Определить, на какой день недели приходится 31 марта 2006 г. Слева в колонке нового стиля находим число «20», сверху — число «06». На пересечении строки и столбика стоит буква «Ѕ». Находим эту же букву в строке, в которой стоит обозначение «Март». Внизу под ней расположен столбик с днями недели, соответствующий марту, числа которого слева. Итак, 31 марта 2006 г. приходится на пятницу. Пример 2 Определить, на какой день недели приходится 1 января 45 г. до н. э. Прежде всего находим число года астрономического счёта: «−44». Далее представляем его в виде «−100+56». На пересечении столбика «56» со строкой «−1» находим вруцелето «Е». Год 45 до н. э. был високосным. Поэтому в правой части таблицы «месяцы» находим «Яв» и напротив числа «1» в колонке, соответствующей вруцелето «Е», находим день — пятница. Пример 3 1 января 1900 г. ст. ст. Год високосный, вруцелето «Ѕ» («00» подчёркнуто). Месяц — «Яв». Суббота. Пример 4 1 января 1900 г. н. ст. Год простой, вруцелето «З» («00» подчёркнуто). Месяц — «Яп». Понедельник. | Пример 1 Определить, на какой день недели приходится 31 марта 2006 г. Слева в колонке нового стиля находим число «20», сверху — число «06». На пересечении строки и столбика стоит буква «Ѕ». Находим эту же букву в строке, в которой стоит обозначение «Март». Внизу под ней расположен столбик с днями недели, соответствующий марту, числа которого слева. Итак, 31 марта 2006 г. приходится на пятницу. Пример 2 Определить, на какой день недели приходится 1 января 45 г. до н. э. Прежде всего находим число года астрономического счёта: «−44». Далее представляем его в виде «−100+56». На пересечении столбика «56» со строкой «−1» находим вруцелето «Е». Год 45 до н. э. был високосным. Поэтому в правой части таблицы «месяцы» находим «Яв» и напротив числа «1» в колонке, соответствующей вруцелето «Е», находим день — пятница. Пример 3 1 января 1900 г. ст. ст. Год високосный, вруцелето «Ѕ» («00» подчёркнуто). Месяц — «Яв». Суббота. Пример 4 1 января 1900 г. н. ст. Год простой, вруцелето «З» («00» подчёркнуто). Месяц — «Яп». Понедельник. |
| Правила В левой части таблицы отыскать строку, содержащую число столетий нужного года по старому или новому стилю, а в верхней части таблицы — столбец с двумя последними цифрами номера года. Запомнить букву на пересечении строки и столбца, это — вруцелето года. В таблице с правой стороны найти нужный месяц. В строке, в которой находится этот месяц, отыскать ту же букву. В левой нижней части, в разделе «числа месяца», найти нужное число. Пересечение строки, в которой находится это число, со столбиком дней недели, расположенным под найденной буквой, и даёт искомый день недели. При этом следует различать январь и февраль в простых и високосных годах: они занимают различные положения в графе месяцев (для простых годов они обозначены «Яп» и «Фп», для високосных — «Яв» и «Фв»). Високосные годы выделены полужирным шрифтом. Год «00» подчёркнут, в старом стиле он всегда високосный, а в новом — только, если число столетий делится на 4. | Правила В левой части таблицы отыскать строку, содержащую число столетий нужного года по старому или новому стилю, а в верхней части таблицы — столбец с двумя последними цифрами номера года. Запомнить букву на пересечении строки и столбца, это — вруцелето года. В таблице с правой стороны найти нужный месяц. В строке, в которой находится этот месяц, отыскать ту же букву. В левой нижней части, в разделе «числа месяца», найти нужное число. Пересечение строки, в которой находится это число, со столбиком дней недели, расположенным под найденной буквой, и даёт искомый день недели. При этом следует различать январь и февраль в простых и високосных годах: они занимают различные положения в графе месяцев (для простых годов они обозначены «Яп» и «Фп», для високосных — «Яв» и «Фв»). Високосные годы выделены полужирным шрифтом. Год «00» подчёркнут, в старом стиле он всегда високосный, а в новом — только, если число столетий делится на 4. | Правила В левой части таблицы отыскать строку, содержащую число столетий нужного года по старому или новому стилю, а в верхней части таблицы — столбец с двумя последними цифрами номера года. Запомнить букву на пересечении строки и столбца, это — вруцелето года. В таблице с правой стороны найти нужный месяц. В строке, в которой находится этот месяц, отыскать ту же букву. В левой нижней части, в разделе «числа месяца», найти нужное число. Пересечение строки, в которой находится это число, со столбиком дней недели, расположенным под найденной буквой, и даёт искомый день недели. При этом следует различать январь и февраль в простых и високосных годах: они занимают различные положения в графе месяцев (для простых годов они обозначены «Яп» и «Фп», для високосных — «Яв» и «Фв»). Високосные годы выделены полужирным шрифтом. Год «00» подчёркнут, в старом стиле он всегда високосный, а в новом — только, если число столетий делится на 4. | Правила В левой части таблицы отыскать строку, содержащую число столетий нужного года по старому или новому стилю, а в верхней части таблицы — столбец с двумя последними цифрами номера года. Запомнить букву на пересечении строки и столбца, это — вруцелето года. В таблице с правой стороны найти нужный месяц. В строке, в которой находится этот месяц, отыскать ту же букву. В левой нижней части, в разделе «числа месяца», найти нужное число. Пересечение строки, в которой находится это число, со столбиком дней недели, расположенным под найденной буквой, и даёт искомый день недели. При этом следует различать январь и февраль в простых и високосных годах: они занимают различные положения в графе месяцев (для простых годов они обозначены «Яп» и «Фп», для високосных — «Яв» и «Фв»). Високосные годы выделены полужирным шрифтом. Год «00» подчёркнут, в старом стиле он всегда високосный, а в новом — только, если число столетий делится на 4. | Правила В левой части таблицы отыскать строку, содержащую число столетий нужного года по старому или новому стилю, а в верхней части таблицы — столбец с двумя последними цифрами номера года. Запомнить букву на пересечении строки и столбца, это — вруцелето года. В таблице с правой стороны найти нужный месяц. В строке, в которой находится этот месяц, отыскать ту же букву. В левой нижней части, в разделе «числа месяца», найти нужное число. Пересечение строки, в которой находится это число, со столбиком дней недели, расположенным под найденной буквой, и даёт искомый день недели. При этом следует различать январь и февраль в простых и високосных годах: они занимают различные положения в графе месяцев (для простых годов они обозначены «Яп» и «Фп», для високосных — «Яв» и «Фв»). Високосные годы выделены полужирным шрифтом. Год «00» подчёркнут, в старом стиле он всегда високосный, а в новом — только, если число столетий делится на 4. | Правила В левой части таблицы отыскать строку, содержащую число столетий нужного года по старому или новому стилю, а в верхней части таблицы — столбец с двумя последними цифрами номера года. Запомнить букву на пересечении строки и столбца, это — вруцелето года. В таблице с правой стороны найти нужный месяц. В строке, в которой находится этот месяц, отыскать ту же букву. В левой нижней части, в разделе «числа месяца», найти нужное число. Пересечение строки, в которой находится это число, со столбиком дней недели, расположенным под найденной буквой, и даёт искомый день недели. При этом следует различать январь и февраль в простых и високосных годах: они занимают различные положения в графе месяцев (для простых годов они обозначены «Яп» и «Фп», для високосных — «Яв» и «Фв»). Високосные годы выделены полужирным шрифтом. Год «00» подчёркнут, в старом стиле он всегда високосный, а в новом — только, если число столетий делится на 4. | Правила В левой части таблицы отыскать строку, содержащую число столетий нужного года по старому или новому стилю, а в верхней части таблицы — столбец с двумя последними цифрами номера года. Запомнить букву на пересечении строки и столбца, это — вруцелето года. В таблице с правой стороны найти нужный месяц. В строке, в которой находится этот месяц, отыскать ту же букву. В левой нижней части, в разделе «числа месяца», найти нужное число. Пересечение строки, в которой находится это число, со столбиком дней недели, расположенным под найденной буквой, и даёт искомый день недели. При этом следует различать январь и февраль в простых и високосных годах: они занимают различные положения в графе месяцев (для простых годов они обозначены «Яп» и «Фп», для високосных — «Яв» и «Фв»). Високосные годы выделены полужирным шрифтом. Год «00» подчёркнут, в старом стиле он всегда високосный, а в новом — только, если число столетий делится на 4. | 62                   | 63                   |                      | 64                   | 65                   | 66                   | 67                   | Пример 1 Определить, на какой день недели приходится 31 марта 2006 г. Слева в колонке нового стиля находим число «20», сверху — число «06». На пересечении строки и столбика стоит буква «Ѕ». Находим эту же букву в строке, в которой стоит обозначение «Март». Внизу под ней расположен столбик с днями недели, соответствующий марту, числа которого слева. Итак, 31 марта 2006 г. приходится на пятницу. Пример 2 Определить, на какой день недели приходится 1 января 45 г. до н. э. Прежде всего находим число года астрономического счёта: «−44». Далее представляем его в виде «−100+56». На пересечении столбика «56» со строкой «−1» находим вруцелето «Е». Год 45 до н. э. был високосным. Поэтому в правой части таблицы «месяцы» находим «Яв» и напротив числа «1» в колонке, соответствующей вруцелето «Е», находим день — пятница. Пример 3 1 января 1900 г. ст. ст. Год високосный, вруцелето «Ѕ» («00» подчёркнуто). Месяц — «Яв». Суббота. Пример 4 1 января 1900 г. н. ст. Год простой, вруцелето «З» («00» подчёркнуто). Месяц — «Яп». Понедельник. | Пример 1 Определить, на какой день недели приходится 31 марта 2006 г. Слева в колонке нового стиля находим число «20», сверху — число «06». На пересечении строки и столбика стоит буква «Ѕ». Находим эту же букву в строке, в которой стоит обозначение «Март». Внизу под ней расположен столбик с днями недели, соответствующий марту, числа которого слева. Итак, 31 марта 2006 г. приходится на пятницу. Пример 2 Определить, на какой день недели приходится 1 января 45 г. до н. э. Прежде всего находим число года астрономического счёта: «−44». Далее представляем его в виде «−100+56». На пересечении столбика «56» со строкой «−1» находим вруцелето «Е». Год 45 до н. э. был високосным. Поэтому в правой части таблицы «месяцы» находим «Яв» и напротив числа «1» в колонке, соответствующей вруцелето «Е», находим день — пятница. Пример 3 1 января 1900 г. ст. ст. Год високосный, вруцелето «Ѕ» («00» подчёркнуто). Месяц — «Яв». Суббота. Пример 4 1 января 1900 г. н. ст. Год простой, вруцелето «З» («00» подчёркнуто). Месяц — «Яп». Понедельник. | Пример 1 Определить, на какой день недели приходится 31 марта 2006 г. Слева в колонке нового стиля находим число «20», сверху — число «06». На пересечении строки и столбика стоит буква «Ѕ». Находим эту же букву в строке, в которой стоит обозначение «Март». Внизу под ней расположен столбик с днями недели, соответствующий марту, числа которого слева. Итак, 31 марта 2006 г. приходится на пятницу. Пример 2 Определить, на какой день недели приходится 1 января 45 г. до н. э. Прежде всего находим число года астрономического счёта: «−44». Далее представляем его в виде «−100+56». На пересечении столбика «56» со строкой «−1» находим вруцелето «Е». Год 45 до н. э. был високосным. Поэтому в правой части таблицы «месяцы» находим «Яв» и напротив числа «1» в колонке, соответствующей вруцелето «Е», находим день — пятница. Пример 3 1 января 1900 г. ст. ст. Год високосный, вруцелето «Ѕ» («00» подчёркнуто). Месяц — «Яв». Суббота. Пример 4 1 января 1900 г. н. ст. Год простой, вруцелето «З» («00» подчёркнуто). Месяц — «Яп». Понедельник. | Пример 1 Определить, на какой день недели приходится 31 марта 2006 г. Слева в колонке нового стиля находим число «20», сверху — число «06». На пересечении строки и столбика стоит буква «Ѕ». Находим эту же букву в строке, в которой стоит обозначение «Март». Внизу под ней расположен столбик с днями недели, соответствующий марту, числа которого слева. Итак, 31 марта 2006 г. приходится на пятницу. Пример 2 Определить, на какой день недели приходится 1 января 45 г. до н. э. Прежде всего находим число года астрономического счёта: «−44». Далее представляем его в виде «−100+56». На пересечении столбика «56» со строкой «−1» находим вруцелето «Е». Год 45 до н. э. был високосным. Поэтому в правой части таблицы «месяцы» находим «Яв» и напротив числа «1» в колонке, соответствующей вруцелето «Е», находим день — пятница. Пример 3 1 января 1900 г. ст. ст. Год високосный, вруцелето «Ѕ» («00» подчёркнуто). Месяц — «Яв». Суббота. Пример 4 1 января 1900 г. н. ст. Год простой, вруцелето «З» («00» подчёркнуто). Месяц — «Яп». Понедельник. | Пример 1 Определить, на какой день недели приходится 31 марта 2006 г. Слева в колонке нового стиля находим число «20», сверху — число «06». На пересечении строки и столбика стоит буква «Ѕ». Находим эту же букву в строке, в которой стоит обозначение «Март». Внизу под ней расположен столбик с днями недели, соответствующий марту, числа которого слева. Итак, 31 марта 2006 г. приходится на пятницу. Пример 2 Определить, на какой день недели приходится 1 января 45 г. до н. э. Прежде всего находим число года астрономического счёта: «−44». Далее представляем его в виде «−100+56». На пересечении столбика «56» со строкой «−1» находим вруцелето «Е». Год 45 до н. э. был високосным. Поэтому в правой части таблицы «месяцы» находим «Яв» и напротив числа «1» в колонке, соответствующей вруцелето «Е», находим день — пятница. Пример 3 1 января 1900 г. ст. ст. Год високосный, вруцелето «Ѕ» («00» подчёркнуто). Месяц — «Яв». Суббота. Пример 4 1 января 1900 г. н. ст. Год простой, вруцелето «З» («00» подчёркнуто). Месяц — «Яп». Понедельник. | Пример 1 Определить, на какой день недели приходится 31 марта 2006 г. Слева в колонке нового стиля находим число «20», сверху — число «06». На пересечении строки и столбика стоит буква «Ѕ». Находим эту же букву в строке, в которой стоит обозначение «Март». Внизу под ней расположен столбик с днями недели, соответствующий марту, числа которого слева. Итак, 31 марта 2006 г. приходится на пятницу. Пример 2 Определить, на какой день недели приходится 1 января 45 г. до н. э. Прежде всего находим число года астрономического счёта: «−44». Далее представляем его в виде «−100+56». На пересечении столбика «56» со строкой «−1» находим вруцелето «Е». Год 45 до н. э. был високосным. Поэтому в правой части таблицы «месяцы» находим «Яв» и напротив числа «1» в колонке, соответствующей вруцелето «Е», находим день — пятница. Пример 3 1 января 1900 г. ст. ст. Год високосный, вруцелето «Ѕ» («00» подчёркнуто). Месяц — «Яв». Суббота. Пример 4 1 января 1900 г. н. ст. Год простой, вруцелето «З» («00» подчёркнуто). Месяц — «Яп». Понедельник. |
| Правила В левой части таблицы отыскать строку, содержащую число столетий нужного года по старому или новому стилю, а в верхней части таблицы — столбец с двумя последними цифрами номера года. Запомнить букву на пересечении строки и столбца, это — вруцелето года. В таблице с правой стороны найти нужный месяц. В строке, в которой находится этот месяц, отыскать ту же букву. В левой нижней части, в разделе «числа месяца», найти нужное число. Пересечение строки, в которой находится это число, со столбиком дней недели, расположенным под найденной буквой, и даёт искомый день недели. При этом следует различать январь и февраль в простых и високосных годах: они занимают различные положения в графе месяцев (для простых годов они обозначены «Яп» и «Фп», для високосных — «Яв» и «Фв»). Високосные годы выделены полужирным шрифтом. Год «00» подчёркнут, в старом стиле он всегда високосный, а в новом — только, если число столетий делится на 4. | Правила В левой части таблицы отыскать строку, содержащую число столетий нужного года по старому или новому стилю, а в верхней части таблицы — столбец с двумя последними цифрами номера года. Запомнить букву на пересечении строки и столбца, это — вруцелето года. В таблице с правой стороны найти нужный месяц. В строке, в которой находится этот месяц, отыскать ту же букву. В левой нижней части, в разделе «числа месяца», найти нужное число. Пересечение строки, в которой находится это число, со столбиком дней недели, расположенным под найденной буквой, и даёт искомый день недели. При этом следует различать январь и февраль в простых и високосных годах: они занимают различные положения в графе месяцев (для простых годов они обозначены «Яп» и «Фп», для високосных — «Яв» и «Фв»). Високосные годы выделены полужирным шрифтом. Год «00» подчёркнут, в старом стиле он всегда високосный, а в новом — только, если число столетий делится на 4. | Правила В левой части таблицы отыскать строку, содержащую число столетий нужного года по старому или новому стилю, а в верхней части таблицы — столбец с двумя последними цифрами номера года. Запомнить букву на пересечении строки и столбца, это — вруцелето года. В таблице с правой стороны найти нужный месяц. В строке, в которой находится этот месяц, отыскать ту же букву. В левой нижней части, в разделе «числа месяца», найти нужное число. Пересечение строки, в которой находится это число, со столбиком дней недели, расположенным под найденной буквой, и даёт искомый день недели. При этом следует различать январь и февраль в простых и високосных годах: они занимают различные положения в графе месяцев (для простых годов они обозначены «Яп» и «Фп», для високосных — «Яв» и «Фв»). Високосные годы выделены полужирным шрифтом. Год «00» подчёркнут, в старом стиле он всегда високосный, а в новом — только, если число столетий делится на 4. | Правила В левой части таблицы отыскать строку, содержащую число столетий нужного года по старому или новому стилю, а в верхней части таблицы — столбец с двумя последними цифрами номера года. Запомнить букву на пересечении строки и столбца, это — вруцелето года. В таблице с правой стороны найти нужный месяц. В строке, в которой находится этот месяц, отыскать ту же букву. В левой нижней части, в разделе «числа месяца», найти нужное число. Пересечение строки, в которой находится это число, со столбиком дней недели, расположенным под найденной буквой, и даёт искомый день недели. При этом следует различать январь и февраль в простых и високосных годах: они занимают различные положения в графе месяцев (для простых годов они обозначены «Яп» и «Фп», для високосных — «Яв» и «Фв»). Високосные годы выделены полужирным шрифтом. Год «00» подчёркнут, в старом стиле он всегда високосный, а в новом — только, если число столетий делится на 4. | Правила В левой части таблицы отыскать строку, содержащую число столетий нужного года по старому или новому стилю, а в верхней части таблицы — столбец с двумя последними цифрами номера года. Запомнить букву на пересечении строки и столбца, это — вруцелето года. В таблице с правой стороны найти нужный месяц. В строке, в которой находится этот месяц, отыскать ту же букву. В левой нижней части, в разделе «числа месяца», найти нужное число. Пересечение строки, в которой находится это число, со столбиком дней недели, расположенным под найденной буквой, и даёт искомый день недели. При этом следует различать январь и февраль в простых и високосных годах: они занимают различные положения в графе месяцев (для простых годов они обозначены «Яп» и «Фп», для високосных — «Яв» и «Фв»). Високосные годы выделены полужирным шрифтом. Год «00» подчёркнут, в старом стиле он всегда високосный, а в новом — только, если число столетий делится на 4. | Правила В левой части таблицы отыскать строку, содержащую число столетий нужного года по старому или новому стилю, а в верхней части таблицы — столбец с двумя последними цифрами номера года. Запомнить букву на пересечении строки и столбца, это — вруцелето года. В таблице с правой стороны найти нужный месяц. В строке, в которой находится этот месяц, отыскать ту же букву. В левой нижней части, в разделе «числа месяца», найти нужное число. Пересечение строки, в которой находится это число, со столбиком дней недели, расположенным под найденной буквой, и даёт искомый день недели. При этом следует различать январь и февраль в простых и високосных годах: они занимают различные положения в графе месяцев (для простых годов они обозначены «Яп» и «Фп», для високосных — «Яв» и «Фв»). Високосные годы выделены полужирным шрифтом. Год «00» подчёркнут, в старом стиле он всегда високосный, а в новом — только, если число столетий делится на 4. | Правила В левой части таблицы отыскать строку, содержащую число столетий нужного года по старому или новому стилю, а в верхней части таблицы — столбец с двумя последними цифрами номера года. Запомнить букву на пересечении строки и столбца, это — вруцелето года. В таблице с правой стороны найти нужный месяц. В строке, в которой находится этот месяц, отыскать ту же букву. В левой нижней части, в разделе «числа месяца», найти нужное число. Пересечение строки, в которой находится это число, со столбиком дней недели, расположенным под найденной буквой, и даёт искомый день недели. При этом следует различать январь и февраль в простых и високосных годах: они занимают различные положения в графе месяцев (для простых годов они обозначены «Яп» и «Фп», для високосных — «Яв» и «Фв»). Високосные годы выделены полужирным шрифтом. Год «00» подчёркнут, в старом стиле он всегда високосный, а в новом — только, если число столетий делится на 4. |                      | 68                   | 69                   | 70                   | 71                   |                      | 72                   | Пример 1 Определить, на какой день недели приходится 31 марта 2006 г. Слева в колонке нового стиля находим число «20», сверху — число «06». На пересечении строки и столбика стоит буква «Ѕ». Находим эту же букву в строке, в которой стоит обозначение «Март». Внизу под ней расположен столбик с днями недели, соответствующий марту, числа которого слева. Итак, 31 марта 2006 г. приходится на пятницу. Пример 2 Определить, на какой день недели приходится 1 января 45 г. до н. э. Прежде всего находим число года астрономического счёта: «−44». Далее представляем его в виде «−100+56». На пересечении столбика «56» со строкой «−1» находим вруцелето «Е». Год 45 до н. э. был високосным. Поэтому в правой части таблицы «месяцы» находим «Яв» и напротив числа «1» в колонке, соответствующей вруцелето «Е», находим день — пятница. Пример 3 1 января 1900 г. ст. ст. Год високосный, вруцелето «Ѕ» («00» подчёркнуто). Месяц — «Яв». Суббота. Пример 4 1 января 1900 г. н. ст. Год простой, вруцелето «З» («00» подчёркнуто). Месяц — «Яп». Понедельник. | Пример 1 Определить, на какой день недели приходится 31 марта 2006 г. Слева в колонке нового стиля находим число «20», сверху — число «06». На пересечении строки и столбика стоит буква «Ѕ». Находим эту же букву в строке, в которой стоит обозначение «Март». Внизу под ней расположен столбик с днями недели, соответствующий марту, числа которого слева. Итак, 31 марта 2006 г. приходится на пятницу. Пример 2 Определить, на какой день недели приходится 1 января 45 г. до н. э. Прежде всего находим число года астрономического счёта: «−44». Далее представляем его в виде «−100+56». На пересечении столбика «56» со строкой «−1» находим вруцелето «Е». Год 45 до н. э. был високосным. Поэтому в правой части таблицы «месяцы» находим «Яв» и напротив числа «1» в колонке, соответствующей вруцелето «Е», находим день — пятница. Пример 3 1 января 1900 г. ст. ст. Год високосный, вруцелето «Ѕ» («00» подчёркнуто). Месяц — «Яв». Суббота. Пример 4 1 января 1900 г. н. ст. Год простой, вруцелето «З» («00» подчёркнуто). Месяц — «Яп». Понедельник. | Пример 1 Определить, на какой день недели приходится 31 марта 2006 г. Слева в колонке нового стиля находим число «20», сверху — число «06». На пересечении строки и столбика стоит буква «Ѕ». Находим эту же букву в строке, в которой стоит обозначение «Март». Внизу под ней расположен столбик с днями недели, соответствующий марту, числа которого слева. Итак, 31 марта 2006 г. приходится на пятницу. Пример 2 Определить, на какой день недели приходится 1 января 45 г. до н. э. Прежде всего находим число года астрономического счёта: «−44». Далее представляем его в виде «−100+56». На пересечении столбика «56» со строкой «−1» находим вруцелето «Е». Год 45 до н. э. был високосным. Поэтому в правой части таблицы «месяцы» находим «Яв» и напротив числа «1» в колонке, соответствующей вруцелето «Е», находим день — пятница. Пример 3 1 января 1900 г. ст. ст. Год високосный, вруцелето «Ѕ» («00» подчёркнуто). Месяц — «Яв». Суббота. Пример 4 1 января 1900 г. н. ст. Год простой, вруцелето «З» («00» подчёркнуто). Месяц — «Яп». Понедельник. | Пример 1 Определить, на какой день недели приходится 31 марта 2006 г. Слева в колонке нового стиля находим число «20», сверху — число «06». На пересечении строки и столбика стоит буква «Ѕ». Находим эту же букву в строке, в которой стоит обозначение «Март». Внизу под ней расположен столбик с днями недели, соответствующий марту, числа которого слева. Итак, 31 марта 2006 г. приходится на пятницу. Пример 2 Определить, на какой день недели приходится 1 января 45 г. до н. э. Прежде всего находим число года астрономического счёта: «−44». Далее представляем его в виде «−100+56». На пересечении столбика «56» со строкой «−1» находим вруцелето «Е». Год 45 до н. э. был високосным. Поэтому в правой части таблицы «месяцы» находим «Яв» и напротив числа «1» в колонке, соответствующей вруцелето «Е», находим день — пятница. Пример 3 1 января 1900 г. ст. ст. Год високосный, вруцелето «Ѕ» («00» подчёркнуто). Месяц — «Яв». Суббота. Пример 4 1 января 1900 г. н. ст. Год простой, вруцелето «З» («00» подчёркнуто). Месяц — «Яп». Понедельник. | Пример 1 Определить, на какой день недели приходится 31 марта 2006 г. Слева в колонке нового стиля находим число «20», сверху — число «06». На пересечении строки и столбика стоит буква «Ѕ». Находим эту же букву в строке, в которой стоит обозначение «Март». Внизу под ней расположен столбик с днями недели, соответствующий марту, числа которого слева. Итак, 31 марта 2006 г. приходится на пятницу. Пример 2 Определить, на какой день недели приходится 1 января 45 г. до н. э. Прежде всего находим число года астрономического счёта: «−44». Далее представляем его в виде «−100+56». На пересечении столбика «56» со строкой «−1» находим вруцелето «Е». Год 45 до н. э. был високосным. Поэтому в правой части таблицы «месяцы» находим «Яв» и напротив числа «1» в колонке, соответствующей вруцелето «Е», находим день — пятница. Пример 3 1 января 1900 г. ст. ст. Год високосный, вруцелето «Ѕ» («00» подчёркнуто). Месяц — «Яв». Суббота. Пример 4 1 января 1900 г. н. ст. Год простой, вруцелето «З» («00» подчёркнуто). Месяц — «Яп». Понедельник. | Пример 1 Определить, на какой день недели приходится 31 марта 2006 г. Слева в колонке нового стиля находим число «20», сверху — число «06». На пересечении строки и столбика стоит буква «Ѕ». Находим эту же букву в строке, в которой стоит обозначение «Март». Внизу под ней расположен столбик с днями недели, соответствующий марту, числа которого слева. Итак, 31 марта 2006 г. приходится на пятницу. Пример 2 Определить, на какой день недели приходится 1 января 45 г. до н. э. Прежде всего находим число года астрономического счёта: «−44». Далее представляем его в виде «−100+56». На пересечении столбика «56» со строкой «−1» находим вруцелето «Е». Год 45 до н. э. был високосным. Поэтому в правой части таблицы «месяцы» находим «Яв» и напротив числа «1» в колонке, соответствующей вруцелето «Е», находим день — пятница. Пример 3 1 января 1900 г. ст. ст. Год високосный, вруцелето «Ѕ» («00» подчёркнуто). Месяц — «Яв». Суббота. Пример 4 1 января 1900 г. н. ст. Год простой, вруцелето «З» («00» подчёркнуто). Месяц — «Яп». Понедельник. |
| Правила В левой части таблицы отыскать строку, содержащую число столетий нужного года по старому или новому стилю, а в верхней части таблицы — столбец с двумя последними цифрами номера года. Запомнить букву на пересечении строки и столбца, это — вруцелето года. В таблице с правой стороны найти нужный месяц. В строке, в которой находится этот месяц, отыскать ту же букву. В левой нижней части, в разделе «числа месяца», найти нужное число. Пересечение строки, в которой находится это число, со столбиком дней недели, расположенным под найденной буквой, и даёт искомый день недели. При этом следует различать январь и февраль в простых и високосных годах: они занимают различные положения в графе месяцев (для простых годов они обозначены «Яп» и «Фп», для високосных — «Яв» и «Фв»). Високосные годы выделены полужирным шрифтом. Год «00» подчёркнут, в старом стиле он всегда високосный, а в новом — только, если число столетий делится на 4. | Правила В левой части таблицы отыскать строку, содержащую число столетий нужного года по старому или новому стилю, а в верхней части таблицы — столбец с двумя последними цифрами номера года. Запомнить букву на пересечении строки и столбца, это — вруцелето года. В таблице с правой стороны найти нужный месяц. В строке, в которой находится этот месяц, отыскать ту же букву. В левой нижней части, в разделе «числа месяца», найти нужное число. Пересечение строки, в которой находится это число, со столбиком дней недели, расположенным под найденной буквой, и даёт искомый день недели. При этом следует различать январь и февраль в простых и високосных годах: они занимают различные положения в графе месяцев (для простых годов они обозначены «Яп» и «Фп», для високосных — «Яв» и «Фв»). Високосные годы выделены полужирным шрифтом. Год «00» подчёркнут, в старом стиле он всегда високосный, а в новом — только, если число столетий делится на 4. | Правила В левой части таблицы отыскать строку, содержащую число столетий нужного года по старому или новому стилю, а в верхней части таблицы — столбец с двумя последними цифрами номера года. Запомнить букву на пересечении строки и столбца, это — вруцелето года. В таблице с правой стороны найти нужный месяц. В строке, в которой находится этот месяц, отыскать ту же букву. В левой нижней части, в разделе «числа месяца», найти нужное число. Пересечение строки, в которой находится это число, со столбиком дней недели, расположенным под найденной буквой, и даёт искомый день недели. При этом следует различать январь и февраль в простых и високосных годах: они занимают различные положения в графе месяцев (для простых годов они обозначены «Яп» и «Фп», для високосных — «Яв» и «Фв»). Високосные годы выделены полужирным шрифтом. Год «00» подчёркнут, в старом стиле он всегда високосный, а в новом — только, если число столетий делится на 4. | Правила В левой части таблицы отыскать строку, содержащую число столетий нужного года по старому или новому стилю, а в верхней части таблицы — столбец с двумя последними цифрами номера года. Запомнить букву на пересечении строки и столбца, это — вруцелето года. В таблице с правой стороны найти нужный месяц. В строке, в которой находится этот месяц, отыскать ту же букву. В левой нижней части, в разделе «числа месяца», найти нужное число. Пересечение строки, в которой находится это число, со столбиком дней недели, расположенным под найденной буквой, и даёт искомый день недели. При этом следует различать январь и февраль в простых и високосных годах: они занимают различные положения в графе месяцев (для простых годов они обозначены «Яп» и «Фп», для високосных — «Яв» и «Фв»). Високосные годы выделены полужирным шрифтом. Год «00» подчёркнут, в старом стиле он всегда високосный, а в новом — только, если число столетий делится на 4. | Правила В левой части таблицы отыскать строку, содержащую число столетий нужного года по старому или новому стилю, а в верхней части таблицы — столбец с двумя последними цифрами номера года. Запомнить букву на пересечении строки и столбца, это — вруцелето года. В таблице с правой стороны найти нужный месяц. В строке, в которой находится этот месяц, отыскать ту же букву. В левой нижней части, в разделе «числа месяца», найти нужное число. Пересечение строки, в которой находится это число, со столбиком дней недели, расположенным под найденной буквой, и даёт искомый день недели. При этом следует различать январь и февраль в простых и високосных годах: они занимают различные положения в графе месяцев (для простых годов они обозначены «Яп» и «Фп», для високосных — «Яв» и «Фв»). Високосные годы выделены полужирным шрифтом. Год «00» подчёркнут, в старом стиле он всегда високосный, а в новом — только, если число столетий делится на 4. | Правила В левой части таблицы отыскать строку, содержащую число столетий нужного года по старому или новому стилю, а в верхней части таблицы — столбец с двумя последними цифрами номера года. Запомнить букву на пересечении строки и столбца, это — вруцелето года. В таблице с правой стороны найти нужный месяц. В строке, в которой находится этот месяц, отыскать ту же букву. В левой нижней части, в разделе «числа месяца», найти нужное число. Пересечение строки, в которой находится это число, со столбиком дней недели, расположенным под найденной буквой, и даёт искомый день недели. При этом следует различать январь и февраль в простых и високосных годах: они занимают различные положения в графе месяцев (для простых годов они обозначены «Яп» и «Фп», для високосных — «Яв» и «Фв»). Високосные годы выделены полужирным шрифтом. Год «00» подчёркнут, в старом стиле он всегда високосный, а в новом — только, если число столетий делится на 4. | Правила В левой части таблицы отыскать строку, содержащую число столетий нужного года по старому или новому стилю, а в верхней части таблицы — столбец с двумя последними цифрами номера года. Запомнить букву на пересечении строки и столбца, это — вруцелето года. В таблице с правой стороны найти нужный месяц. В строке, в которой находится этот месяц, отыскать ту же букву. В левой нижней части, в разделе «числа месяца», найти нужное число. Пересечение строки, в которой находится это число, со столбиком дней недели, расположенным под найденной буквой, и даёт искомый день недели. При этом следует различать январь и февраль в простых и високосных годах: они занимают различные положения в графе месяцев (для простых годов они обозначены «Яп» и «Фп», для високосных — «Яв» и «Фв»). Високосные годы выделены полужирным шрифтом. Год «00» подчёркнут, в старом стиле он всегда високосный, а в новом — только, если число столетий делится на 4. | 73                   | 74                   | 75                   |                      | 76                   | 77                   | 78                   | Пример 1 Определить, на какой день недели приходится 31 марта 2006 г. Слева в колонке нового стиля находим число «20», сверху — число «06». На пересечении строки и столбика стоит буква «Ѕ». Находим эту же букву в строке, в которой стоит обозначение «Март». Внизу под ней расположен столбик с днями недели, соответствующий марту, числа которого слева. Итак, 31 марта 2006 г. приходится на пятницу. Пример 2 Определить, на какой день недели приходится 1 января 45 г. до н. э. Прежде всего находим число года астрономического счёта: «−44». Далее представляем его в виде «−100+56». На пересечении столбика «56» со строкой «−1» находим вруцелето «Е». Год 45 до н. э. был високосным. Поэтому в правой части таблицы «месяцы» находим «Яв» и напротив числа «1» в колонке, соответствующей вруцелето «Е», находим день — пятница. Пример 3 1 января 1900 г. ст. ст. Год високосный, вруцелето «Ѕ» («00» подчёркнуто). Месяц — «Яв». Суббота. Пример 4 1 января 1900 г. н. ст. Год простой, вруцелето «З» («00» подчёркнуто). Месяц — «Яп». Понедельник. | Пример 1 Определить, на какой день недели приходится 31 марта 2006 г. Слева в колонке нового стиля находим число «20», сверху — число «06». На пересечении строки и столбика стоит буква «Ѕ». Находим эту же букву в строке, в которой стоит обозначение «Март». Внизу под ней расположен столбик с днями недели, соответствующий марту, числа которого слева. Итак, 31 марта 2006 г. приходится на пятницу. Пример 2 Определить, на какой день недели приходится 1 января 45 г. до н. э. Прежде всего находим число года астрономического счёта: «−44». Далее представляем его в виде «−100+56». На пересечении столбика «56» со строкой «−1» находим вруцелето «Е». Год 45 до н. э. был високосным. Поэтому в правой части таблицы «месяцы» находим «Яв» и напротив числа «1» в колонке, соответствующей вруцелето «Е», находим день — пятница. Пример 3 1 января 1900 г. ст. ст. Год високосный, вруцелето «Ѕ» («00» подчёркнуто). Месяц — «Яв». Суббота. Пример 4 1 января 1900 г. н. ст. Год простой, вруцелето «З» («00» подчёркнуто). Месяц — «Яп». Понедельник. | Пример 1 Определить, на какой день недели приходится 31 марта 2006 г. Слева в колонке нового стиля находим число «20», сверху — число «06». На пересечении строки и столбика стоит буква «Ѕ». Находим эту же букву в строке, в которой стоит обозначение «Март». Внизу под ней расположен столбик с днями недели, соответствующий марту, числа которого слева. Итак, 31 марта 2006 г. приходится на пятницу. Пример 2 Определить, на какой день недели приходится 1 января 45 г. до н. э. Прежде всего находим число года астрономического счёта: «−44». Далее представляем его в виде «−100+56». На пересечении столбика «56» со строкой «−1» находим вруцелето «Е». Год 45 до н. э. был високосным. Поэтому в правой части таблицы «месяцы» находим «Яв» и напротив числа «1» в колонке, соответствующей вруцелето «Е», находим день — пятница. Пример 3 1 января 1900 г. ст. ст. Год високосный, вруцелето «Ѕ» («00» подчёркнуто). Месяц — «Яв». Суббота. Пример 4 1 января 1900 г. н. ст. Год простой, вруцелето «З» («00» подчёркнуто). Месяц — «Яп». Понедельник. | Пример 1 Определить, на какой день недели приходится 31 марта 2006 г. Слева в колонке нового стиля находим число «20», сверху — число «06». На пересечении строки и столбика стоит буква «Ѕ». Находим эту же букву в строке, в которой стоит обозначение «Март». Внизу под ней расположен столбик с днями недели, соответствующий марту, числа которого слева. Итак, 31 марта 2006 г. приходится на пятницу. Пример 2 Определить, на какой день недели приходится 1 января 45 г. до н. э. Прежде всего находим число года астрономического счёта: «−44». Далее представляем его в виде «−100+56». На пересечении столбика «56» со строкой «−1» находим вруцелето «Е». Год 45 до н. э. был високосным. Поэтому в правой части таблицы «месяцы» находим «Яв» и напротив числа «1» в колонке, соответствующей вруцелето «Е», находим день — пятница. Пример 3 1 января 1900 г. ст. ст. Год високосный, вруцелето «Ѕ» («00» подчёркнуто). Месяц — «Яв». Суббота. Пример 4 1 января 1900 г. н. ст. Год простой, вруцелето «З» («00» подчёркнуто). Месяц — «Яп». Понедельник. | Пример 1 Определить, на какой день недели приходится 31 марта 2006 г. Слева в колонке нового стиля находим число «20», сверху — число «06». На пересечении строки и столбика стоит буква «Ѕ». Находим эту же букву в строке, в которой стоит обозначение «Март». Внизу под ней расположен столбик с днями недели, соответствующий марту, числа которого слева. Итак, 31 марта 2006 г. приходится на пятницу. Пример 2 Определить, на какой день недели приходится 1 января 45 г. до н. э. Прежде всего находим число года астрономического счёта: «−44». Далее представляем его в виде «−100+56». На пересечении столбика «56» со строкой «−1» находим вруцелето «Е». Год 45 до н. э. был високосным. Поэтому в правой части таблицы «месяцы» находим «Яв» и напротив числа «1» в колонке, соответствующей вруцелето «Е», находим день — пятница. Пример 3 1 января 1900 г. ст. ст. Год високосный, вруцелето «Ѕ» («00» подчёркнуто). Месяц — «Яв». Суббота. Пример 4 1 января 1900 г. н. ст. Год простой, вруцелето «З» («00» подчёркнуто). Месяц — «Яп». Понедельник. | Пример 1 Определить, на какой день недели приходится 31 марта 2006 г. Слева в колонке нового стиля находим число «20», сверху — число «06». На пересечении строки и столбика стоит буква «Ѕ». Находим эту же букву в строке, в которой стоит обозначение «Март». Внизу под ней расположен столбик с днями недели, соответствующий марту, числа которого слева. Итак, 31 марта 2006 г. приходится на пятницу. Пример 2 Определить, на какой день недели приходится 1 января 45 г. до н. э. Прежде всего находим число года астрономического счёта: «−44». Далее представляем его в виде «−100+56». На пересечении столбика «56» со строкой «−1» находим вруцелето «Е». Год 45 до н. э. был високосным. Поэтому в правой части таблицы «месяцы» находим «Яв» и напротив числа «1» в колонке, соответствующей вруцелето «Е», находим день — пятница. Пример 3 1 января 1900 г. ст. ст. Год високосный, вруцелето «Ѕ» («00» подчёркнуто). Месяц — «Яв». Суббота. Пример 4 1 января 1900 г. н. ст. Год простой, вруцелето «З» («00» подчёркнуто). Месяц — «Яп». Понедельник. |
| Правила В левой части таблицы отыскать строку, содержащую число столетий нужного года по старому или новому стилю, а в верхней части таблицы — столбец с двумя последними цифрами номера года. Запомнить букву на пересечении строки и столбца, это — вруцелето года. В таблице с правой стороны найти нужный месяц. В строке, в которой находится этот месяц, отыскать ту же букву. В левой нижней части, в разделе «числа месяца», найти нужное число. Пересечение строки, в которой находится это число, со столбиком дней недели, расположенным под найденной буквой, и даёт искомый день недели. При этом следует различать январь и февраль в простых и високосных годах: они занимают различные положения в графе месяцев (для простых годов они обозначены «Яп» и «Фп», для високосных — «Яв» и «Фв»). Високосные годы выделены полужирным шрифтом. Год «00» подчёркнут, в старом стиле он всегда високосный, а в новом — только, если число столетий делится на 4. | Правила В левой части таблицы отыскать строку, содержащую число столетий нужного года по старому или новому стилю, а в верхней части таблицы — столбец с двумя последними цифрами номера года. Запомнить букву на пересечении строки и столбца, это — вруцелето года. В таблице с правой стороны найти нужный месяц. В строке, в которой находится этот месяц, отыскать ту же букву. В левой нижней части, в разделе «числа месяца», найти нужное число. Пересечение строки, в которой находится это число, со столбиком дней недели, расположенным под найденной буквой, и даёт искомый день недели. При этом следует различать январь и февраль в простых и високосных годах: они занимают различные положения в графе месяцев (для простых годов они обозначены «Яп» и «Фп», для високосных — «Яв» и «Фв»). Високосные годы выделены полужирным шрифтом. Год «00» подчёркнут, в старом стиле он всегда високосный, а в новом — только, если число столетий делится на 4. | Правила В левой части таблицы отыскать строку, содержащую число столетий нужного года по старому или новому стилю, а в верхней части таблицы — столбец с двумя последними цифрами номера года. Запомнить букву на пересечении строки и столбца, это — вруцелето года. В таблице с правой стороны найти нужный месяц. В строке, в которой находится этот месяц, отыскать ту же букву. В левой нижней части, в разделе «числа месяца», найти нужное число. Пересечение строки, в которой находится это число, со столбиком дней недели, расположенным под найденной буквой, и даёт искомый день недели. При этом следует различать январь и февраль в простых и високосных годах: они занимают различные положения в графе месяцев (для простых годов они обозначены «Яп» и «Фп», для високосных — «Яв» и «Фв»). Високосные годы выделены полужирным шрифтом. Год «00» подчёркнут, в старом стиле он всегда високосный, а в новом — только, если число столетий делится на 4. | Правила В левой части таблицы отыскать строку, содержащую число столетий нужного года по старому или новому стилю, а в верхней части таблицы — столбец с двумя последними цифрами номера года. Запомнить букву на пересечении строки и столбца, это — вруцелето года. В таблице с правой стороны найти нужный месяц. В строке, в которой находится этот месяц, отыскать ту же букву. В левой нижней части, в разделе «числа месяца», найти нужное число. Пересечение строки, в которой находится это число, со столбиком дней недели, расположенным под найденной буквой, и даёт искомый день недели. При этом следует различать январь и февраль в простых и високосных годах: они занимают различные положения в графе месяцев (для простых годов они обозначены «Яп» и «Фп», для високосных — «Яв» и «Фв»). Високосные годы выделены полужирным шрифтом. Год «00» подчёркнут, в старом стиле он всегда високосный, а в новом — только, если число столетий делится на 4. | Правила В левой части таблицы отыскать строку, содержащую число столетий нужного года по старому или новому стилю, а в верхней части таблицы — столбец с двумя последними цифрами номера года. Запомнить букву на пересечении строки и столбца, это — вруцелето года. В таблице с правой стороны найти нужный месяц. В строке, в которой находится этот месяц, отыскать ту же букву. В левой нижней части, в разделе «числа месяца», найти нужное число. Пересечение строки, в которой находится это число, со столбиком дней недели, расположенным под найденной буквой, и даёт искомый день недели. При этом следует различать январь и февраль в простых и високосных годах: они занимают различные положения в графе месяцев (для простых годов они обозначены «Яп» и «Фп», для високосных — «Яв» и «Фв»). Високосные годы выделены полужирным шрифтом. Год «00» подчёркнут, в старом стиле он всегда високосный, а в новом — только, если число столетий делится на 4. | Правила В левой части таблицы отыскать строку, содержащую число столетий нужного года по старому или новому стилю, а в верхней части таблицы — столбец с двумя последними цифрами номера года. Запомнить букву на пересечении строки и столбца, это — вруцелето года. В таблице с правой стороны найти нужный месяц. В строке, в которой находится этот месяц, отыскать ту же букву. В левой нижней части, в разделе «числа месяца», найти нужное число. Пересечение строки, в которой находится это число, со столбиком дней недели, расположенным под найденной буквой, и даёт искомый день недели. При этом следует различать январь и февраль в простых и високосных годах: они занимают различные положения в графе месяцев (для простых годов они обозначены «Яп» и «Фп», для високосных — «Яв» и «Фв»). Високосные годы выделены полужирным шрифтом. Год «00» подчёркнут, в старом стиле он всегда високосный, а в новом — только, если число столетий делится на 4. | Правила В левой части таблицы отыскать строку, содержащую число столетий нужного года по старому или новому стилю, а в верхней части таблицы — столбец с двумя последними цифрами номера года. Запомнить букву на пересечении строки и столбца, это — вруцелето года. В таблице с правой стороны найти нужный месяц. В строке, в которой находится этот месяц, отыскать ту же букву. В левой нижней части, в разделе «числа месяца», найти нужное число. Пересечение строки, в которой находится это число, со столбиком дней недели, расположенным под найденной буквой, и даёт искомый день недели. При этом следует различать январь и февраль в простых и високосных годах: они занимают различные положения в графе месяцев (для простых годов они обозначены «Яп» и «Фп», для високосных — «Яв» и «Фв»). Високосные годы выделены полужирным шрифтом. Год «00» подчёркнут, в старом стиле он всегда високосный, а в новом — только, если число столетий делится на 4. | 79                   |                      | 80                   | 81                   | 82                   | 83                   |                      | Пример 1 Определить, на какой день недели приходится 31 марта 2006 г. Слева в колонке нового стиля находим число «20», сверху — число «06». На пересечении строки и столбика стоит буква «Ѕ». Находим эту же букву в строке, в которой стоит обозначение «Март». Внизу под ней расположен столбик с днями недели, соответствующий марту, числа которого слева. Итак, 31 марта 2006 г. приходится на пятницу. Пример 2 Определить, на какой день недели приходится 1 января 45 г. до н. э. Прежде всего находим число года астрономического счёта: «−44». Далее представляем его в виде «−100+56». На пересечении столбика «56» со строкой «−1» находим вруцелето «Е». Год 45 до н. э. был високосным. Поэтому в правой части таблицы «месяцы» находим «Яв» и напротив числа «1» в колонке, соответствующей вруцелето «Е», находим день — пятница. Пример 3 1 января 1900 г. ст. ст. Год високосный, вруцелето «Ѕ» («00» подчёркнуто). Месяц — «Яв». Суббота. Пример 4 1 января 1900 г. н. ст. Год простой, вруцелето «З» («00» подчёркнуто). Месяц — «Яп». Понедельник. | Пример 1 Определить, на какой день недели приходится 31 марта 2006 г. Слева в колонке нового стиля находим число «20», сверху — число «06». На пересечении строки и столбика стоит буква «Ѕ». Находим эту же букву в строке, в которой стоит обозначение «Март». Внизу под ней расположен столбик с днями недели, соответствующий марту, числа которого слева. Итак, 31 марта 2006 г. приходится на пятницу. Пример 2 Определить, на какой день недели приходится 1 января 45 г. до н. э. Прежде всего находим число года астрономического счёта: «−44». Далее представляем его в виде «−100+56». На пересечении столбика «56» со строкой «−1» находим вруцелето «Е». Год 45 до н. э. был високосным. Поэтому в правой части таблицы «месяцы» находим «Яв» и напротив числа «1» в колонке, соответствующей вруцелето «Е», находим день — пятница. Пример 3 1 января 1900 г. ст. ст. Год високосный, вруцелето «Ѕ» («00» подчёркнуто). Месяц — «Яв». Суббота. Пример 4 1 января 1900 г. н. ст. Год простой, вруцелето «З» («00» подчёркнуто). Месяц — «Яп». Понедельник. | Пример 1 Определить, на какой день недели приходится 31 марта 2006 г. Слева в колонке нового стиля находим число «20», сверху — число «06». На пересечении строки и столбика стоит буква «Ѕ». Находим эту же букву в строке, в которой стоит обозначение «Март». Внизу под ней расположен столбик с днями недели, соответствующий марту, числа которого слева. Итак, 31 марта 2006 г. приходится на пятницу. Пример 2 Определить, на какой день недели приходится 1 января 45 г. до н. э. Прежде всего находим число года астрономического счёта: «−44». Далее представляем его в виде «−100+56». На пересечении столбика «56» со строкой «−1» находим вруцелето «Е». Год 45 до н. э. был високосным. Поэтому в правой части таблицы «месяцы» находим «Яв» и напротив числа «1» в колонке, соответствующей вруцелето «Е», находим день — пятница. Пример 3 1 января 1900 г. ст. ст. Год високосный, вруцелето «Ѕ» («00» подчёркнуто). Месяц — «Яв». Суббота. Пример 4 1 января 1900 г. н. ст. Год простой, вруцелето «З» («00» подчёркнуто). Месяц — «Яп». Понедельник. | Пример 1 Определить, на какой день недели приходится 31 марта 2006 г. Слева в колонке нового стиля находим число «20», сверху — число «06». На пересечении строки и столбика стоит буква «Ѕ». Находим эту же букву в строке, в которой стоит обозначение «Март». Внизу под ней расположен столбик с днями недели, соответствующий марту, числа которого слева. Итак, 31 марта 2006 г. приходится на пятницу. Пример 2 Определить, на какой день недели приходится 1 января 45 г. до н. э. Прежде всего находим число года астрономического счёта: «−44». Далее представляем его в виде «−100+56». На пересечении столбика «56» со строкой «−1» находим вруцелето «Е». Год 45 до н. э. был високосным. Поэтому в правой части таблицы «месяцы» находим «Яв» и напротив числа «1» в колонке, соответствующей вруцелето «Е», находим день — пятница. Пример 3 1 января 1900 г. ст. ст. Год високосный, вруцелето «Ѕ» («00» подчёркнуто). Месяц — «Яв». Суббота. Пример 4 1 января 1900 г. н. ст. Год простой, вруцелето «З» («00» подчёркнуто). Месяц — «Яп». Понедельник. | Пример 1 Определить, на какой день недели приходится 31 марта 2006 г. Слева в колонке нового стиля находим число «20», сверху — число «06». На пересечении строки и столбика стоит буква «Ѕ». Находим эту же букву в строке, в которой стоит обозначение «Март». Внизу под ней расположен столбик с днями недели, соответствующий марту, числа которого слева. Итак, 31 марта 2006 г. приходится на пятницу. Пример 2 Определить, на какой день недели приходится 1 января 45 г. до н. э. Прежде всего находим число года астрономического счёта: «−44». Далее представляем его в виде «−100+56». На пересечении столбика «56» со строкой «−1» находим вруцелето «Е». Год 45 до н. э. был високосным. Поэтому в правой части таблицы «месяцы» находим «Яв» и напротив числа «1» в колонке, соответствующей вруцелето «Е», находим день — пятница. Пример 3 1 января 1900 г. ст. ст. Год високосный, вруцелето «Ѕ» («00» подчёркнуто). Месяц — «Яв». Суббота. Пример 4 1 января 1900 г. н. ст. Год простой, вруцелето «З» («00» подчёркнуто). Месяц — «Яп». Понедельник. | Пример 1 Определить, на какой день недели приходится 31 марта 2006 г. Слева в колонке нового стиля находим число «20», сверху — число «06». На пересечении строки и столбика стоит буква «Ѕ». Находим эту же букву в строке, в которой стоит обозначение «Март». Внизу под ней расположен столбик с днями недели, соответствующий марту, числа которого слева. Итак, 31 марта 2006 г. приходится на пятницу. Пример 2 Определить, на какой день недели приходится 1 января 45 г. до н. э. Прежде всего находим число года астрономического счёта: «−44». Далее представляем его в виде «−100+56». На пересечении столбика «56» со строкой «−1» находим вруцелето «Е». Год 45 до н. э. был високосным. Поэтому в правой части таблицы «месяцы» находим «Яв» и напротив числа «1» в колонке, соответствующей вруцелето «Е», находим день — пятница. Пример 3 1 января 1900 г. ст. ст. Год високосный, вруцелето «Ѕ» («00» подчёркнуто). Месяц — «Яв». Суббота. Пример 4 1 января 1900 г. н. ст. Год простой, вруцелето «З» («00» подчёркнуто). Месяц — «Яп». Понедельник. |
| Правила В левой части таблицы отыскать строку, содержащую число столетий нужного года по старому или новому стилю, а в верхней части таблицы — столбец с двумя последними цифрами номера года. Запомнить букву на пересечении строки и столбца, это — вруцелето года. В таблице с правой стороны найти нужный месяц. В строке, в которой находится этот месяц, отыскать ту же букву. В левой нижней части, в разделе «числа месяца», найти нужное число. Пересечение строки, в которой находится это число, со столбиком дней недели, расположенным под найденной буквой, и даёт искомый день недели. При этом следует различать январь и февраль в простых и високосных годах: они занимают различные положения в графе месяцев (для простых годов они обозначены «Яп» и «Фп», для високосных — «Яв» и «Фв»). Високосные годы выделены полужирным шрифтом. Год «00» подчёркнут, в старом стиле он всегда високосный, а в новом — только, если число столетий делится на 4. | Правила В левой части таблицы отыскать строку, содержащую число столетий нужного года по старому или новому стилю, а в верхней части таблицы — столбец с двумя последними цифрами номера года. Запомнить букву на пересечении строки и столбца, это — вруцелето года. В таблице с правой стороны найти нужный месяц. В строке, в которой находится этот месяц, отыскать ту же букву. В левой нижней части, в разделе «числа месяца», найти нужное число. Пересечение строки, в которой находится это число, со столбиком дней недели, расположенным под найденной буквой, и даёт искомый день недели. При этом следует различать январь и февраль в простых и високосных годах: они занимают различные положения в графе месяцев (для простых годов они обозначены «Яп» и «Фп», для високосных — «Яв» и «Фв»). Високосные годы выделены полужирным шрифтом. Год «00» подчёркнут, в старом стиле он всегда високосный, а в новом — только, если число столетий делится на 4. | Правила В левой части таблицы отыскать строку, содержащую число столетий нужного года по старому или новому стилю, а в верхней части таблицы — столбец с двумя последними цифрами номера года. Запомнить букву на пересечении строки и столбца, это — вруцелето года. В таблице с правой стороны найти нужный месяц. В строке, в которой находится этот месяц, отыскать ту же букву. В левой нижней части, в разделе «числа месяца», найти нужное число. Пересечение строки, в которой находится это число, со столбиком дней недели, расположенным под найденной буквой, и даёт искомый день недели. При этом следует различать январь и февраль в простых и високосных годах: они занимают различные положения в графе месяцев (для простых годов они обозначены «Яп» и «Фп», для високосных — «Яв» и «Фв»). Високосные годы выделены полужирным шрифтом. Год «00» подчёркнут, в старом стиле он всегда високосный, а в новом — только, если число столетий делится на 4. | Правила В левой части таблицы отыскать строку, содержащую число столетий нужного года по старому или новому стилю, а в верхней части таблицы — столбец с двумя последними цифрами номера года. Запомнить букву на пересечении строки и столбца, это — вруцелето года. В таблице с правой стороны найти нужный месяц. В строке, в которой находится этот месяц, отыскать ту же букву. В левой нижней части, в разделе «числа месяца», найти нужное число. Пересечение строки, в которой находится это число, со столбиком дней недели, расположенным под найденной буквой, и даёт искомый день недели. При этом следует различать январь и февраль в простых и високосных годах: они занимают различные положения в графе месяцев (для простых годов они обозначены «Яп» и «Фп», для високосных — «Яв» и «Фв»). Високосные годы выделены полужирным шрифтом. Год «00» подчёркнут, в старом стиле он всегда високосный, а в новом — только, если число столетий делится на 4. | Правила В левой части таблицы отыскать строку, содержащую число столетий нужного года по старому или новому стилю, а в верхней части таблицы — столбец с двумя последними цифрами номера года. Запомнить букву на пересечении строки и столбца, это — вруцелето года. В таблице с правой стороны найти нужный месяц. В строке, в которой находится этот месяц, отыскать ту же букву. В левой нижней части, в разделе «числа месяца», найти нужное число. Пересечение строки, в которой находится это число, со столбиком дней недели, расположенным под найденной буквой, и даёт искомый день недели. При этом следует различать январь и февраль в простых и високосных годах: они занимают различные положения в графе месяцев (для простых годов они обозначены «Яп» и «Фп», для високосных — «Яв» и «Фв»). Високосные годы выделены полужирным шрифтом. Год «00» подчёркнут, в старом стиле он всегда високосный, а в новом — только, если число столетий делится на 4. | Правила В левой части таблицы отыскать строку, содержащую число столетий нужного года по старому или новому стилю, а в верхней части таблицы — столбец с двумя последними цифрами номера года. Запомнить букву на пересечении строки и столбца, это — вруцелето года. В таблице с правой стороны найти нужный месяц. В строке, в которой находится этот месяц, отыскать ту же букву. В левой нижней части, в разделе «числа месяца», найти нужное число. Пересечение строки, в которой находится это число, со столбиком дней недели, расположенным под найденной буквой, и даёт искомый день недели. При этом следует различать январь и февраль в простых и високосных годах: они занимают различные положения в графе месяцев (для простых годов они обозначены «Яп» и «Фп», для високосных — «Яв» и «Фв»). Високосные годы выделены полужирным шрифтом. Год «00» подчёркнут, в старом стиле он всегда високосный, а в новом — только, если число столетий делится на 4. | Правила В левой части таблицы отыскать строку, содержащую число столетий нужного года по старому или новому стилю, а в верхней части таблицы — столбец с двумя последними цифрами номера года. Запомнить букву на пересечении строки и столбца, это — вруцелето года. В таблице с правой стороны найти нужный месяц. В строке, в которой находится этот месяц, отыскать ту же букву. В левой нижней части, в разделе «числа месяца», найти нужное число. Пересечение строки, в которой находится это число, со столбиком дней недели, расположенным под найденной буквой, и даёт искомый день недели. При этом следует различать январь и февраль в простых и високосных годах: они занимают различные положения в графе месяцев (для простых годов они обозначены «Яп» и «Фп», для високосных — «Яв» и «Фв»). Високосные годы выделены полужирным шрифтом. Год «00» подчёркнут, в старом стиле он всегда високосный, а в новом — только, если число столетий делится на 4. | 84                   | 85                   | 86                   | 87                   |                      | 88                   | 89                   | Пример 1 Определить, на какой день недели приходится 31 марта 2006 г. Слева в колонке нового стиля находим число «20», сверху — число «06». На пересечении строки и столбика стоит буква «Ѕ». Находим эту же букву в строке, в которой стоит обозначение «Март». Внизу под ней расположен столбик с днями недели, соответствующий марту, числа которого слева. Итак, 31 марта 2006 г. приходится на пятницу. Пример 2 Определить, на какой день недели приходится 1 января 45 г. до н. э. Прежде всего находим число года астрономического счёта: «−44». Далее представляем его в виде «−100+56». На пересечении столбика «56» со строкой «−1» находим вруцелето «Е». Год 45 до н. э. был високосным. Поэтому в правой части таблицы «месяцы» находим «Яв» и напротив числа «1» в колонке, соответствующей вруцелето «Е», находим день — пятница. Пример 3 1 января 1900 г. ст. ст. Год високосный, вруцелето «Ѕ» («00» подчёркнуто). Месяц — «Яв». Суббота. Пример 4 1 января 1900 г. н. ст. Год простой, вруцелето «З» («00» подчёркнуто). Месяц — «Яп». Понедельник. | Пример 1 Определить, на какой день недели приходится 31 марта 2006 г. Слева в колонке нового стиля находим число «20», сверху — число «06». На пересечении строки и столбика стоит буква «Ѕ». Находим эту же букву в строке, в которой стоит обозначение «Март». Внизу под ней расположен столбик с днями недели, соответствующий марту, числа которого слева. Итак, 31 марта 2006 г. приходится на пятницу. Пример 2 Определить, на какой день недели приходится 1 января 45 г. до н. э. Прежде всего находим число года астрономического счёта: «−44». Далее представляем его в виде «−100+56». На пересечении столбика «56» со строкой «−1» находим вруцелето «Е». Год 45 до н. э. был високосным. Поэтому в правой части таблицы «месяцы» находим «Яв» и напротив числа «1» в колонке, соответствующей вруцелето «Е», находим день — пятница. Пример 3 1 января 1900 г. ст. ст. Год високосный, вруцелето «Ѕ» («00» подчёркнуто). Месяц — «Яв». Суббота. Пример 4 1 января 1900 г. н. ст. Год простой, вруцелето «З» («00» подчёркнуто). Месяц — «Яп». Понедельник. | Пример 1 Определить, на какой день недели приходится 31 марта 2006 г. Слева в колонке нового стиля находим число «20», сверху — число «06». На пересечении строки и столбика стоит буква «Ѕ». Находим эту же букву в строке, в которой стоит обозначение «Март». Внизу под ней расположен столбик с днями недели, соответствующий марту, числа которого слева. Итак, 31 марта 2006 г. приходится на пятницу. Пример 2 Определить, на какой день недели приходится 1 января 45 г. до н. э. Прежде всего находим число года астрономического счёта: «−44». Далее представляем его в виде «−100+56». На пересечении столбика «56» со строкой «−1» находим вруцелето «Е». Год 45 до н. э. был високосным. Поэтому в правой части таблицы «месяцы» находим «Яв» и напротив числа «1» в колонке, соответствующей вруцелето «Е», находим день — пятница. Пример 3 1 января 1900 г. ст. ст. Год високосный, вруцелето «Ѕ» («00» подчёркнуто). Месяц — «Яв». Суббота. Пример 4 1 января 1900 г. н. ст. Год простой, вруцелето «З» («00» подчёркнуто). Месяц — «Яп». Понедельник. | Пример 1 Определить, на какой день недели приходится 31 марта 2006 г. Слева в колонке нового стиля находим число «20», сверху — число «06». На пересечении строки и столбика стоит буква «Ѕ». Находим эту же букву в строке, в которой стоит обозначение «Март». Внизу под ней расположен столбик с днями недели, соответствующий марту, числа которого слева. Итак, 31 марта 2006 г. приходится на пятницу. Пример 2 Определить, на какой день недели приходится 1 января 45 г. до н. э. Прежде всего находим число года астрономического счёта: «−44». Далее представляем его в виде «−100+56». На пересечении столбика «56» со строкой «−1» находим вруцелето «Е». Год 45 до н. э. был високосным. Поэтому в правой части таблицы «месяцы» находим «Яв» и напротив числа «1» в колонке, соответствующей вруцелето «Е», находим день — пятница. Пример 3 1 января 1900 г. ст. ст. Год високосный, вруцелето «Ѕ» («00» подчёркнуто). Месяц — «Яв». Суббота. Пример 4 1 января 1900 г. н. ст. Год простой, вруцелето «З» («00» подчёркнуто). Месяц — «Яп». Понедельник. | Пример 1 Определить, на какой день недели приходится 31 марта 2006 г. Слева в колонке нового стиля находим число «20», сверху — число «06». На пересечении строки и столбика стоит буква «Ѕ». Находим эту же букву в строке, в которой стоит обозначение «Март». Внизу под ней расположен столбик с днями недели, соответствующий марту, числа которого слева. Итак, 31 марта 2006 г. приходится на пятницу. Пример 2 Определить, на какой день недели приходится 1 января 45 г. до н. э. Прежде всего находим число года астрономического счёта: «−44». Далее представляем его в виде «−100+56». На пересечении столбика «56» со строкой «−1» находим вруцелето «Е». Год 45 до н. э. был високосным. Поэтому в правой части таблицы «месяцы» находим «Яв» и напротив числа «1» в колонке, соответствующей вруцелето «Е», находим день — пятница. Пример 3 1 января 1900 г. ст. ст. Год високосный, вруцелето «Ѕ» («00» подчёркнуто). Месяц — «Яв». Суббота. Пример 4 1 января 1900 г. н. ст. Год простой, вруцелето «З» («00» подчёркнуто). Месяц — «Яп». Понедельник. | Пример 1 Определить, на какой день недели приходится 31 марта 2006 г. Слева в колонке нового стиля находим число «20», сверху — число «06». На пересечении строки и столбика стоит буква «Ѕ». Находим эту же букву в строке, в которой стоит обозначение «Март». Внизу под ней расположен столбик с днями недели, соответствующий марту, числа которого слева. Итак, 31 марта 2006 г. приходится на пятницу. Пример 2 Определить, на какой день недели приходится 1 января 45 г. до н. э. Прежде всего находим число года астрономического счёта: «−44». Далее представляем его в виде «−100+56». На пересечении столбика «56» со строкой «−1» находим вруцелето «Е». Год 45 до н. э. был високосным. Поэтому в правой части таблицы «месяцы» находим «Яв» и напротив числа «1» в колонке, соответствующей вруцелето «Е», находим день — пятница. Пример 3 1 января 1900 г. ст. ст. Год високосный, вруцелето «Ѕ» («00» подчёркнуто). Месяц — «Яв». Суббота. Пример 4 1 января 1900 г. н. ст. Год простой, вруцелето «З» («00» подчёркнуто). Месяц — «Яп». Понедельник. |
| Правила В левой части таблицы отыскать строку, содержащую число столетий нужного года по старому или новому стилю, а в верхней части таблицы — столбец с двумя последними цифрами номера года. Запомнить букву на пересечении строки и столбца, это — вруцелето года. В таблице с правой стороны найти нужный месяц. В строке, в которой находится этот месяц, отыскать ту же букву. В левой нижней части, в разделе «числа месяца», найти нужное число. Пересечение строки, в которой находится это число, со столбиком дней недели, расположенным под найденной буквой, и даёт искомый день недели. При этом следует различать январь и февраль в простых и високосных годах: они занимают различные положения в графе месяцев (для простых годов они обозначены «Яп» и «Фп», для високосных — «Яв» и «Фв»). Високосные годы выделены полужирным шрифтом. Год «00» подчёркнут, в старом стиле он всегда високосный, а в новом — только, если число столетий делится на 4. | Правила В левой части таблицы отыскать строку, содержащую число столетий нужного года по старому или новому стилю, а в верхней части таблицы — столбец с двумя последними цифрами номера года. Запомнить букву на пересечении строки и столбца, это — вруцелето года. В таблице с правой стороны найти нужный месяц. В строке, в которой находится этот месяц, отыскать ту же букву. В левой нижней части, в разделе «числа месяца», найти нужное число. Пересечение строки, в которой находится это число, со столбиком дней недели, расположенным под найденной буквой, и даёт искомый день недели. При этом следует различать январь и февраль в простых и високосных годах: они занимают различные положения в графе месяцев (для простых годов они обозначены «Яп» и «Фп», для високосных — «Яв» и «Фв»). Високосные годы выделены полужирным шрифтом. Год «00» подчёркнут, в старом стиле он всегда високосный, а в новом — только, если число столетий делится на 4. | Правила В левой части таблицы отыскать строку, содержащую число столетий нужного года по старому или новому стилю, а в верхней части таблицы — столбец с двумя последними цифрами номера года. Запомнить букву на пересечении строки и столбца, это — вруцелето года. В таблице с правой стороны найти нужный месяц. В строке, в которой находится этот месяц, отыскать ту же букву. В левой нижней части, в разделе «числа месяца», найти нужное число. Пересечение строки, в которой находится это число, со столбиком дней недели, расположенным под найденной буквой, и даёт искомый день недели. При этом следует различать январь и февраль в простых и високосных годах: они занимают различные положения в графе месяцев (для простых годов они обозначены «Яп» и «Фп», для високосных — «Яв» и «Фв»). Високосные годы выделены полужирным шрифтом. Год «00» подчёркнут, в старом стиле он всегда високосный, а в новом — только, если число столетий делится на 4. | Правила В левой части таблицы отыскать строку, содержащую число столетий нужного года по старому или новому стилю, а в верхней части таблицы — столбец с двумя последними цифрами номера года. Запомнить букву на пересечении строки и столбца, это — вруцелето года. В таблице с правой стороны найти нужный месяц. В строке, в которой находится этот месяц, отыскать ту же букву. В левой нижней части, в разделе «числа месяца», найти нужное число. Пересечение строки, в которой находится это число, со столбиком дней недели, расположенным под найденной буквой, и даёт искомый день недели. При этом следует различать январь и февраль в простых и високосных годах: они занимают различные положения в графе месяцев (для простых годов они обозначены «Яп» и «Фп», для високосных — «Яв» и «Фв»). Високосные годы выделены полужирным шрифтом. Год «00» подчёркнут, в старом стиле он всегда високосный, а в новом — только, если число столетий делится на 4. | Правила В левой части таблицы отыскать строку, содержащую число столетий нужного года по старому или новому стилю, а в верхней части таблицы — столбец с двумя последними цифрами номера года. Запомнить букву на пересечении строки и столбца, это — вруцелето года. В таблице с правой стороны найти нужный месяц. В строке, в которой находится этот месяц, отыскать ту же букву. В левой нижней части, в разделе «числа месяца», найти нужное число. Пересечение строки, в которой находится это число, со столбиком дней недели, расположенным под найденной буквой, и даёт искомый день недели. При этом следует различать январь и февраль в простых и високосных годах: они занимают различные положения в графе месяцев (для простых годов они обозначены «Яп» и «Фп», для високосных — «Яв» и «Фв»). Високосные годы выделены полужирным шрифтом. Год «00» подчёркнут, в старом стиле он всегда високосный, а в новом — только, если число столетий делится на 4. | Правила В левой части таблицы отыскать строку, содержащую число столетий нужного года по старому или новому стилю, а в верхней части таблицы — столбец с двумя последними цифрами номера года. Запомнить букву на пересечении строки и столбца, это — вруцелето года. В таблице с правой стороны найти нужный месяц. В строке, в которой находится этот месяц, отыскать ту же букву. В левой нижней части, в разделе «числа месяца», найти нужное число. Пересечение строки, в которой находится это число, со столбиком дней недели, расположенным под найденной буквой, и даёт искомый день недели. При этом следует различать январь и февраль в простых и високосных годах: они занимают различные положения в графе месяцев (для простых годов они обозначены «Яп» и «Фп», для високосных — «Яв» и «Фв»). Високосные годы выделены полужирным шрифтом. Год «00» подчёркнут, в старом стиле он всегда високосный, а в новом — только, если число столетий делится на 4. | Правила В левой части таблицы отыскать строку, содержащую число столетий нужного года по старому или новому стилю, а в верхней части таблицы — столбец с двумя последними цифрами номера года. Запомнить букву на пересечении строки и столбца, это — вруцелето года. В таблице с правой стороны найти нужный месяц. В строке, в которой находится этот месяц, отыскать ту же букву. В левой нижней части, в разделе «числа месяца», найти нужное число. Пересечение строки, в которой находится это число, со столбиком дней недели, расположенным под найденной буквой, и даёт искомый день недели. При этом следует различать январь и февраль в простых и високосных годах: они занимают различные положения в графе месяцев (для простых годов они обозначены «Яп» и «Фп», для високосных — «Яв» и «Фв»). Високосные годы выделены полужирным шрифтом. Год «00» подчёркнут, в старом стиле он всегда високосный, а в новом — только, если число столетий делится на 4. | 90                   | 91                   |                      | 92                   | 93                   | 94                   | 95                   | Пример 1 Определить, на какой день недели приходится 31 марта 2006 г. Слева в колонке нового стиля находим число «20», сверху — число «06». На пересечении строки и столбика стоит буква «Ѕ». Находим эту же букву в строке, в которой стоит обозначение «Март». Внизу под ней расположен столбик с днями недели, соответствующий марту, числа которого слева. Итак, 31 марта 2006 г. приходится на пятницу. Пример 2 Определить, на какой день недели приходится 1 января 45 г. до н. э. Прежде всего находим число года астрономического счёта: «−44». Далее представляем его в виде «−100+56». На пересечении столбика «56» со строкой «−1» находим вруцелето «Е». Год 45 до н. э. был високосным. Поэтому в правой части таблицы «месяцы» находим «Яв» и напротив числа «1» в колонке, соответствующей вруцелето «Е», находим день — пятница. Пример 3 1 января 1900 г. ст. ст. Год високосный, вруцелето «Ѕ» («00» подчёркнуто). Месяц — «Яв». Суббота. Пример 4 1 января 1900 г. н. ст. Год простой, вруцелето «З» («00» подчёркнуто). Месяц — «Яп». Понедельник. | Пример 1 Определить, на какой день недели приходится 31 марта 2006 г. Слева в колонке нового стиля находим число «20», сверху — число «06». На пересечении строки и столбика стоит буква «Ѕ». Находим эту же букву в строке, в которой стоит обозначение «Март». Внизу под ней расположен столбик с днями недели, соответствующий марту, числа которого слева. Итак, 31 марта 2006 г. приходится на пятницу. Пример 2 Определить, на какой день недели приходится 1 января 45 г. до н. э. Прежде всего находим число года астрономического счёта: «−44». Далее представляем его в виде «−100+56». На пересечении столбика «56» со строкой «−1» находим вруцелето «Е». Год 45 до н. э. был високосным. Поэтому в правой части таблицы «месяцы» находим «Яв» и напротив числа «1» в колонке, соответствующей вруцелето «Е», находим день — пятница. Пример 3 1 января 1900 г. ст. ст. Год високосный, вруцелето «Ѕ» («00» подчёркнуто). Месяц — «Яв». Суббота. Пример 4 1 января 1900 г. н. ст. Год простой, вруцелето «З» («00» подчёркнуто). Месяц — «Яп». Понедельник. | Пример 1 Определить, на какой день недели приходится 31 марта 2006 г. Слева в колонке нового стиля находим число «20», сверху — число «06». На пересечении строки и столбика стоит буква «Ѕ». Находим эту же букву в строке, в которой стоит обозначение «Март». Внизу под ней расположен столбик с днями недели, соответствующий марту, числа которого слева. Итак, 31 марта 2006 г. приходится на пятницу. Пример 2 Определить, на какой день недели приходится 1 января 45 г. до н. э. Прежде всего находим число года астрономического счёта: «−44». Далее представляем его в виде «−100+56». На пересечении столбика «56» со строкой «−1» находим вруцелето «Е». Год 45 до н. э. был високосным. Поэтому в правой части таблицы «месяцы» находим «Яв» и напротив числа «1» в колонке, соответствующей вруцелето «Е», находим день — пятница. Пример 3 1 января 1900 г. ст. ст. Год високосный, вруцелето «Ѕ» («00» подчёркнуто). Месяц — «Яв». Суббота. Пример 4 1 января 1900 г. н. ст. Год простой, вруцелето «З» («00» подчёркнуто). Месяц — «Яп». Понедельник. | Пример 1 Определить, на какой день недели приходится 31 марта 2006 г. Слева в колонке нового стиля находим число «20», сверху — число «06». На пересечении строки и столбика стоит буква «Ѕ». Находим эту же букву в строке, в которой стоит обозначение «Март». Внизу под ней расположен столбик с днями недели, соответствующий марту, числа которого слева. Итак, 31 марта 2006 г. приходится на пятницу. Пример 2 Определить, на какой день недели приходится 1 января 45 г. до н. э. Прежде всего находим число года астрономического счёта: «−44». Далее представляем его в виде «−100+56». На пересечении столбика «56» со строкой «−1» находим вруцелето «Е». Год 45 до н. э. был високосным. Поэтому в правой части таблицы «месяцы» находим «Яв» и напротив числа «1» в колонке, соответствующей вруцелето «Е», находим день — пятница. Пример 3 1 января 1900 г. ст. ст. Год високосный, вруцелето «Ѕ» («00» подчёркнуто). Месяц — «Яв». Суббота. Пример 4 1 января 1900 г. н. ст. Год простой, вруцелето «З» («00» подчёркнуто). Месяц — «Яп». Понедельник. | Пример 1 Определить, на какой день недели приходится 31 марта 2006 г. Слева в колонке нового стиля находим число «20», сверху — число «06». На пересечении строки и столбика стоит буква «Ѕ». Находим эту же букву в строке, в которой стоит обозначение «Март». Внизу под ней расположен столбик с днями недели, соответствующий марту, числа которого слева. Итак, 31 марта 2006 г. приходится на пятницу. Пример 2 Определить, на какой день недели приходится 1 января 45 г. до н. э. Прежде всего находим число года астрономического счёта: «−44». Далее представляем его в виде «−100+56». На пересечении столбика «56» со строкой «−1» находим вруцелето «Е». Год 45 до н. э. был високосным. Поэтому в правой части таблицы «месяцы» находим «Яв» и напротив числа «1» в колонке, соответствующей вруцелето «Е», находим день — пятница. Пример 3 1 января 1900 г. ст. ст. Год високосный, вруцелето «Ѕ» («00» подчёркнуто). Месяц — «Яв». Суббота. Пример 4 1 января 1900 г. н. ст. Год простой, вруцелето «З» («00» подчёркнуто). Месяц — «Яп». Понедельник. | Пример 1 Определить, на какой день недели приходится 31 марта 2006 г. Слева в колонке нового стиля находим число «20», сверху — число «06». На пересечении строки и столбика стоит буква «Ѕ». Находим эту же букву в строке, в которой стоит обозначение «Март». Внизу под ней расположен столбик с днями недели, соответствующий марту, числа которого слева. Итак, 31 марта 2006 г. приходится на пятницу. Пример 2 Определить, на какой день недели приходится 1 января 45 г. до н. э. Прежде всего находим число года астрономического счёта: «−44». Далее представляем его в виде «−100+56». На пересечении столбика «56» со строкой «−1» находим вруцелето «Е». Год 45 до н. э. был високосным. Поэтому в правой части таблицы «месяцы» находим «Яв» и напротив числа «1» в колонке, соответствующей вруцелето «Е», находим день — пятница. Пример 3 1 января 1900 г. ст. ст. Год високосный, вруцелето «Ѕ» («00» подчёркнуто). Месяц — «Яв». Суббота. Пример 4 1 января 1900 г. н. ст. Год простой, вруцелето «З» («00» подчёркнуто). Месяц — «Яп». Понедельник. |
| Правила В левой части таблицы отыскать строку, содержащую число столетий нужного года по старому или новому стилю, а в верхней части таблицы — столбец с двумя последними цифрами номера года. Запомнить букву на пересечении строки и столбца, это — вруцелето года. В таблице с правой стороны найти нужный месяц. В строке, в которой находится этот месяц, отыскать ту же букву. В левой нижней части, в разделе «числа месяца», найти нужное число. Пересечение строки, в которой находится это число, со столбиком дней недели, расположенным под найденной буквой, и даёт искомый день недели. При этом следует различать январь и февраль в простых и високосных годах: они занимают различные положения в графе месяцев (для простых годов они обозначены «Яп» и «Фп», для високосных — «Яв» и «Фв»). Високосные годы выделены полужирным шрифтом. Год «00» подчёркнут, в старом стиле он всегда високосный, а в новом — только, если число столетий делится на 4. | Правила В левой части таблицы отыскать строку, содержащую число столетий нужного года по старому или новому стилю, а в верхней части таблицы — столбец с двумя последними цифрами номера года. Запомнить букву на пересечении строки и столбца, это — вруцелето года. В таблице с правой стороны найти нужный месяц. В строке, в которой находится этот месяц, отыскать ту же букву. В левой нижней части, в разделе «числа месяца», найти нужное число. Пересечение строки, в которой находится это число, со столбиком дней недели, расположенным под найденной буквой, и даёт искомый день недели. При этом следует различать январь и февраль в простых и високосных годах: они занимают различные положения в графе месяцев (для простых годов они обозначены «Яп» и «Фп», для високосных — «Яв» и «Фв»). Високосные годы выделены полужирным шрифтом. Год «00» подчёркнут, в старом стиле он всегда високосный, а в новом — только, если число столетий делится на 4. | Правила В левой части таблицы отыскать строку, содержащую число столетий нужного года по старому или новому стилю, а в верхней части таблицы — столбец с двумя последними цифрами номера года. Запомнить букву на пересечении строки и столбца, это — вруцелето года. В таблице с правой стороны найти нужный месяц. В строке, в которой находится этот месяц, отыскать ту же букву. В левой нижней части, в разделе «числа месяца», найти нужное число. Пересечение строки, в которой находится это число, со столбиком дней недели, расположенным под найденной буквой, и даёт искомый день недели. При этом следует различать январь и февраль в простых и високосных годах: они занимают различные положения в графе месяцев (для простых годов они обозначены «Яп» и «Фп», для високосных — «Яв» и «Фв»). Високосные годы выделены полужирным шрифтом. Год «00» подчёркнут, в старом стиле он всегда високосный, а в новом — только, если число столетий делится на 4. | Правила В левой части таблицы отыскать строку, содержащую число столетий нужного года по старому или новому стилю, а в верхней части таблицы — столбец с двумя последними цифрами номера года. Запомнить букву на пересечении строки и столбца, это — вруцелето года. В таблице с правой стороны найти нужный месяц. В строке, в которой находится этот месяц, отыскать ту же букву. В левой нижней части, в разделе «числа месяца», найти нужное число. Пересечение строки, в которой находится это число, со столбиком дней недели, расположенным под найденной буквой, и даёт искомый день недели. При этом следует различать январь и февраль в простых и високосных годах: они занимают различные положения в графе месяцев (для простых годов они обозначены «Яп» и «Фп», для високосных — «Яв» и «Фв»). Високосные годы выделены полужирным шрифтом. Год «00» подчёркнут, в старом стиле он всегда високосный, а в новом — только, если число столетий делится на 4. | Правила В левой части таблицы отыскать строку, содержащую число столетий нужного года по старому или новому стилю, а в верхней части таблицы — столбец с двумя последними цифрами номера года. Запомнить букву на пересечении строки и столбца, это — вруцелето года. В таблице с правой стороны найти нужный месяц. В строке, в которой находится этот месяц, отыскать ту же букву. В левой нижней части, в разделе «числа месяца», найти нужное число. Пересечение строки, в которой находится это число, со столбиком дней недели, расположенным под найденной буквой, и даёт искомый день недели. При этом следует различать январь и февраль в простых и високосных годах: они занимают различные положения в графе месяцев (для простых годов они обозначены «Яп» и «Фп», для високосных — «Яв» и «Фв»). Високосные годы выделены полужирным шрифтом. Год «00» подчёркнут, в старом стиле он всегда високосный, а в новом — только, если число столетий делится на 4. | Правила В левой части таблицы отыскать строку, содержащую число столетий нужного года по старому или новому стилю, а в верхней части таблицы — столбец с двумя последними цифрами номера года. Запомнить букву на пересечении строки и столбца, это — вруцелето года. В таблице с правой стороны найти нужный месяц. В строке, в которой находится этот месяц, отыскать ту же букву. В левой нижней части, в разделе «числа месяца», найти нужное число. Пересечение строки, в которой находится это число, со столбиком дней недели, расположенным под найденной буквой, и даёт искомый день недели. При этом следует различать январь и февраль в простых и високосных годах: они занимают различные положения в графе месяцев (для простых годов они обозначены «Яп» и «Фп», для високосных — «Яв» и «Фв»). Високосные годы выделены полужирным шрифтом. Год «00» подчёркнут, в старом стиле он всегда високосный, а в новом — только, если число столетий делится на 4. | Правила В левой части таблицы отыскать строку, содержащую число столетий нужного года по старому или новому стилю, а в верхней части таблицы — столбец с двумя последними цифрами номера года. Запомнить букву на пересечении строки и столбца, это — вруцелето года. В таблице с правой стороны найти нужный месяц. В строке, в которой находится этот месяц, отыскать ту же букву. В левой нижней части, в разделе «числа месяца», найти нужное число. Пересечение строки, в которой находится это число, со столбиком дней недели, расположенным под найденной буквой, и даёт искомый день недели. При этом следует различать январь и февраль в простых и високосных годах: они занимают различные положения в графе месяцев (для простых годов они обозначены «Яп» и «Фп», для високосных — «Яв» и «Фв»). Високосные годы выделены полужирным шрифтом. Год «00» подчёркнут, в старом стиле он всегда високосный, а в новом — только, если число столетий делится на 4. |                      | 96                   | 97                   | 98                   | 99                   |                      |                      | Пример 1 Определить, на какой день недели приходится 31 марта 2006 г. Слева в колонке нового стиля находим число «20», сверху — число «06». На пересечении строки и столбика стоит буква «Ѕ». Находим эту же букву в строке, в которой стоит обозначение «Март». Внизу под ней расположен столбик с днями недели, соответствующий марту, числа которого слева. Итак, 31 марта 2006 г. приходится на пятницу. Пример 2 Определить, на какой день недели приходится 1 января 45 г. до н. э. Прежде всего находим число года астрономического счёта: «−44». Далее представляем его в виде «−100+56». На пересечении столбика «56» со строкой «−1» находим вруцелето «Е». Год 45 до н. э. был високосным. Поэтому в правой части таблицы «месяцы» находим «Яв» и напротив числа «1» в колонке, соответствующей вруцелето «Е», находим день — пятница. Пример 3 1 января 1900 г. ст. ст. Год високосный, вруцелето «Ѕ» («00» подчёркнуто). Месяц — «Яв». Суббота. Пример 4 1 января 1900 г. н. ст. Год простой, вруцелето «З» («00» подчёркнуто). Месяц — «Яп». Понедельник. | Пример 1 Определить, на какой день недели приходится 31 марта 2006 г. Слева в колонке нового стиля находим число «20», сверху — число «06». На пересечении строки и столбика стоит буква «Ѕ». Находим эту же букву в строке, в которой стоит обозначение «Март». Внизу под ней расположен столбик с днями недели, соответствующий марту, числа которого слева. Итак, 31 марта 2006 г. приходится на пятницу. Пример 2 Определить, на какой день недели приходится 1 января 45 г. до н. э. Прежде всего находим число года астрономического счёта: «−44». Далее представляем его в виде «−100+56». На пересечении столбика «56» со строкой «−1» находим вруцелето «Е». Год 45 до н. э. был високосным. Поэтому в правой части таблицы «месяцы» находим «Яв» и напротив числа «1» в колонке, соответствующей вруцелето «Е», находим день — пятница. Пример 3 1 января 1900 г. ст. ст. Год високосный, вруцелето «Ѕ» («00» подчёркнуто). Месяц — «Яв». Суббота. Пример 4 1 января 1900 г. н. ст. Год простой, вруцелето «З» («00» подчёркнуто). Месяц — «Яп». Понедельник. | Пример 1 Определить, на какой день недели приходится 31 марта 2006 г. Слева в колонке нового стиля находим число «20», сверху — число «06». На пересечении строки и столбика стоит буква «Ѕ». Находим эту же букву в строке, в которой стоит обозначение «Март». Внизу под ней расположен столбик с днями недели, соответствующий марту, числа которого слева. Итак, 31 марта 2006 г. приходится на пятницу. Пример 2 Определить, на какой день недели приходится 1 января 45 г. до н. э. Прежде всего находим число года астрономического счёта: «−44». Далее представляем его в виде «−100+56». На пересечении столбика «56» со строкой «−1» находим вруцелето «Е». Год 45 до н. э. был високосным. Поэтому в правой части таблицы «месяцы» находим «Яв» и напротив числа «1» в колонке, соответствующей вруцелето «Е», находим день — пятница. Пример 3 1 января 1900 г. ст. ст. Год високосный, вруцелето «Ѕ» («00» подчёркнуто). Месяц — «Яв». Суббота. Пример 4 1 января 1900 г. н. ст. Год простой, вруцелето «З» («00» подчёркнуто). Месяц — «Яп». Понедельник. | Пример 1 Определить, на какой день недели приходится 31 марта 2006 г. Слева в колонке нового стиля находим число «20», сверху — число «06». На пересечении строки и столбика стоит буква «Ѕ». Находим эту же букву в строке, в которой стоит обозначение «Март». Внизу под ней расположен столбик с днями недели, соответствующий марту, числа которого слева. Итак, 31 марта 2006 г. приходится на пятницу. Пример 2 Определить, на какой день недели приходится 1 января 45 г. до н. э. Прежде всего находим число года астрономического счёта: «−44». Далее представляем его в виде «−100+56». На пересечении столбика «56» со строкой «−1» находим вруцелето «Е». Год 45 до н. э. был високосным. Поэтому в правой части таблицы «месяцы» находим «Яв» и напротив числа «1» в колонке, соответствующей вруцелето «Е», находим день — пятница. Пример 3 1 января 1900 г. ст. ст. Год високосный, вруцелето «Ѕ» («00» подчёркнуто). Месяц — «Яв». Суббота. Пример 4 1 января 1900 г. н. ст. Год простой, вруцелето «З» («00» подчёркнуто). Месяц — «Яп». Понедельник. | Пример 1 Определить, на какой день недели приходится 31 марта 2006 г. Слева в колонке нового стиля находим число «20», сверху — число «06». На пересечении строки и столбика стоит буква «Ѕ». Находим эту же букву в строке, в которой стоит обозначение «Март». Внизу под ней расположен столбик с днями недели, соответствующий марту, числа которого слева. Итак, 31 марта 2006 г. приходится на пятницу. Пример 2 Определить, на какой день недели приходится 1 января 45 г. до н. э. Прежде всего находим число года астрономического счёта: «−44». Далее представляем его в виде «−100+56». На пересечении столбика «56» со строкой «−1» находим вруцелето «Е». Год 45 до н. э. был високосным. Поэтому в правой части таблицы «месяцы» находим «Яв» и напротив числа «1» в колонке, соответствующей вруцелето «Е», находим день — пятница. Пример 3 1 января 1900 г. ст. ст. Год високосный, вруцелето «Ѕ» («00» подчёркнуто). Месяц — «Яв». Суббота. Пример 4 1 января 1900 г. н. ст. Год простой, вруцелето «З» («00» подчёркнуто). Месяц — «Яп». Понедельник. | Пример 1 Определить, на какой день недели приходится 31 марта 2006 г. Слева в колонке нового стиля находим число «20», сверху — число «06». На пересечении строки и столбика стоит буква «Ѕ». Находим эту же букву в строке, в которой стоит обозначение «Март». Внизу под ней расположен столбик с днями недели, соответствующий марту, числа которого слева. Итак, 31 марта 2006 г. приходится на пятницу. Пример 2 Определить, на какой день недели приходится 1 января 45 г. до н. э. Прежде всего находим число года астрономического счёта: «−44». Далее представляем его в виде «−100+56». На пересечении столбика «56» со строкой «−1» находим вруцелето «Е». Год 45 до н. э. был високосным. Поэтому в правой части таблицы «месяцы» находим «Яв» и напротив числа «1» в колонке, соответствующей вруцелето «Е», находим день — пятница. Пример 3 1 января 1900 г. ст. ст. Год високосный, вруцелето «Ѕ» («00» подчёркнуто). Месяц — «Яв». Суббота. Пример 4 1 января 1900 г. н. ст. Год простой, вруцелето «З» («00» подчёркнуто). Месяц — «Яп». Понедельник. |
| число столетий | число столетий | число столетий | число столетий | число столетий | число столетий | | Вруцелето            | Вруцелето            | Вруцелето            | Вруцелето            | Вруцелето            | Вруцелето            | Вруцелето            | | месяцы | месяцы | месяцы | месяцы | месяцы |
| ст. ст. | ст. ст. | ст. ст. | ст. ст. | н. ст. | н. ст. | | Вруцелето            | Вруцелето            | Вруцелето            | Вруцелето            | Вруцелето            | Вруцелето            | Вруцелето            | | месяцы | месяцы | месяцы | месяцы | месяцы |
| −4 | 3 | 10 | 17 | — | — | А | В                    | Г                    | Д                    | Е                    | Ѕ                    | З                    | Яв                   | Апр. | Июль | | | | |
| −3 | 4 | 11 | 18 | 15 | 19 | З | А                    | В                    | Г                    | Д                    | Е                    | Ѕ                    | Яп                   | | | Окт. | | | |
| −2 | 5 | 12 | 19 | 16 | 20 | Ѕ | З                    | А                    | В                    | Г                    | Д                    | Е                    |                      | Май | | | | | |
| −1 | 6 | 13 | 20 | — | — | Е | Ѕ                    | З                    | А                    | В                    | Г                    | Д                    | Фв                   | | Авг. | | | | |
| 0 | 7 | 14 | 21 | 17 | 21 | Д | Е                    | Ѕ                    | З                    | А                    | В                    | Г                    | Фп                   | Март | | Нояб. | | | |
| 1 | 8 | 15 | 22 | — | — | Г | Д                    | Е                    | Ѕ                    | З                    | А                    | В                    |                      | Июнь | | | | | |
| 2 | 9 | 16 | 23 | 18 | 22 | В | Г                    | Д                    | Е                    | Ѕ                    | З                    | А                    |                      | | Сент. | Дек. | | | |
| | Числа месяца | Числа месяца | Числа месяца | Числа месяца | Числа месяца | | Дни недели           | Дни недели           | Дни недели           | Дни недели           | Дни недели           | Дни недели           | Дни недели           | | 31 — январь 28/29 — февраль простой/високосный 31 — март 30 — апрель 31 — май 30 — июнь 31 — июль 31 — август 30 — сентябрь 31 — октябрь 30 — ноябрь 31 — декабрь | 31 — январь 28/29 — февраль простой/високосный 31 — март 30 — апрель 31 — май 30 — июнь 31 — июль 31 — август 30 — сентябрь 31 — октябрь 30 — ноябрь 31 — декабрь | 31 — январь 28/29 — февраль простой/високосный 31 — март 30 — апрель 31 — май 30 — июнь 31 — июль 31 — август 30 — сентябрь 31 — октябрь 30 — ноябрь 31 — декабрь | 31 — январь 28/29 — февраль простой/високосный 31 — март 30 — апрель 31 — май 30 — июнь 31 — июль 31 — август 30 — сентябрь 31 — октябрь 30 — ноябрь 31 — декабрь | |
| 1 | 8 | 15 | 22 | 29 | пн | вт | ср                   | чт                   | пт                   | сб                   | вс                   |                      |                      | | 31 — январь 28/29 — февраль простой/високосный 31 — март 30 — апрель 31 — май 30 — июнь 31 — июль 31 — август 30 — сентябрь 31 — октябрь 30 — ноябрь 31 — декабрь | 31 — январь 28/29 — февраль простой/високосный 31 — март 30 — апрель 31 — май 30 — июнь 31 — июль 31 — август 30 — сентябрь 31 — октябрь 30 — ноябрь 31 — декабрь | 31 — январь 28/29 — февраль простой/високосный 31 — март 30 — апрель 31 — май 30 — июнь 31 — июль 31 — август 30 — сентябрь 31 — октябрь 30 — ноябрь 31 — декабрь | 31 — январь 28/29 — февраль простой/високосный 31 — март 30 — апрель 31 — май 30 — июнь 31 — июль 31 — август 30 — сентябрь 31 — октябрь 30 — ноябрь 31 — декабрь | |
| 2 | 9 | 16 | 23 | 30 | вт | ср | чт                   | пт                   | сб                   | вс                   | пн                   |                      |                      | | 31 — январь 28/29 — февраль простой/високосный 31 — март 30 — апрель 31 — май 30 — июнь 31 — июль 31 — август 30 — сентябрь 31 — октябрь 30 — ноябрь 31 — декабрь | 31 — январь 28/29 — февраль простой/високосный 31 — март 30 — апрель 31 — май 30 — июнь 31 — июль 31 — август 30 — сентябрь 31 — октябрь 30 — ноябрь 31 — декабрь | 31 — январь 28/29 — февраль простой/високосный 31 — март 30 — апрель 31 — май 30 — июнь 31 — июль 31 — август 30 — сентябрь 31 — октябрь 30 — ноябрь 31 — декабрь | 31 — январь 28/29 — февраль простой/високосный 31 — март 30 — апрель 31 — май 30 — июнь 31 — июль 31 — август 30 — сентябрь 31 — октябрь 30 — ноябрь 31 — декабрь | |
| 3 | 10 | 17 | 24 | 31 | ср | чт | пт                   | сб                   | вс                   | пн                   | вт                   |                      |                      | | 31 — январь 28/29 — февраль простой/високосный 31 — март 30 — апрель 31 — май 30 — июнь 31 — июль 31 — август 30 — сентябрь 31 — октябрь 30 — ноябрь 31 — декабрь | 31 — январь 28/29 — февраль простой/високосный 31 — март 30 — апрель 31 — май 30 — июнь 31 — июль 31 — август 30 — сентябрь 31 — октябрь 30 — ноябрь 31 — декабрь | 31 — январь 28/29 — февраль простой/високосный 31 — март 30 — апрель 31 — май 30 — июнь 31 — июль 31 — август 30 — сентябрь 31 — октябрь 30 — ноябрь 31 — декабрь | 31 — январь 28/29 — февраль простой/високосный 31 — март 30 — апрель 31 — май 30 — июнь 31 — июль 31 — август 30 — сентябрь 31 — октябрь 30 — ноябрь 31 — декабрь | |
| 4 | 11 | 18 | 25 | | чт | пт | сб                   | вс                   | пн                   | вт                   | ср                   |                      |                      | | 31 — январь 28/29 — февраль простой/високосный 31 — март 30 — апрель 31 — май 30 — июнь 31 — июль 31 — август 30 — сентябрь 31 — октябрь 30 — ноябрь 31 — декабрь | 31 — январь 28/29 — февраль простой/високосный 31 — март 30 — апрель 31 — май 30 — июнь 31 — июль 31 — август 30 — сентябрь 31 — октябрь 30 — ноябрь 31 — декабрь | 31 — январь 28/29 — февраль простой/високосный 31 — март 30 — апрель 31 — май 30 — июнь 31 — июль 31 — август 30 — сентябрь 31 — октябрь 30 — ноябрь 31 — декабрь | 31 — январь 28/29 — февраль простой/високосный 31 — март 30 — апрель 31 — май 30 — июнь 31 — июль 31 — август 30 — сентябрь 31 — октябрь 30 — ноябрь 31 — декабрь | |
| 5 | 12 | 19 | 26 | | пт | сб | вс                   | пн                   | вт                   | ср                   | чт                   |                      |                      | | 31 — январь 28/29 — февраль простой/високосный 31 — март 30 — апрель 31 — май 30 — июнь 31 — июль 31 — август 30 — сентябрь 31 — октябрь 30 — ноябрь 31 — декабрь | 31 — январь 28/29 — февраль простой/високосный 31 — март 30 — апрель 31 — май 30 — июнь 31 — июль 31 — август 30 — сентябрь 31 — октябрь 30 — ноябрь 31 — декабрь | 31 — январь 28/29 — февраль простой/високосный 31 — март 30 — апрель 31 — май 30 — июнь 31 — июль 31 — август 30 — сентябрь 31 — октябрь 30 — ноябрь 31 — декабрь | 31 — январь 28/29 — февраль простой/високосный 31 — март 30 — апрель 31 — май 30 — июнь 31 — июль 31 — август 30 — сентябрь 31 — октябрь 30 — ноябрь 31 — декабрь | |
| 6 | 13 | 20 | 27 | | сб | вс | пн                   | вт                   | ср                   | чт                   | пт                   |                      |                      | | 31 — январь 28/29 — февраль простой/високосный 31 — март 30 — апрель 31 — май 30 — июнь 31 — июль 31 — август 30 — сентябрь 31 — октябрь 30 — ноябрь 31 — декабрь | 31 — январь 28/29 — февраль простой/високосный 31 — март 30 — апрель 31 — май 30 — июнь 31 — июль 31 — август 30 — сентябрь 31 — октябрь 30 — ноябрь 31 — декабрь | 31 — январь 28/29 — февраль простой/високосный 31 — март 30 — апрель 31 — май 30 — июнь 31 — июль 31 — август 30 — сентябрь 31 — октябрь 30 — ноябрь 31 — декабрь | 31 — январь 28/29 — февраль простой/високосный 31 — март 30 — апрель 31 — май 30 — июнь 31 — июль 31 — август 30 — сентябрь 31 — октябрь 30 — ноябрь 31 — декабрь | |
| 7 | 14 | 21 | 28 | | вс | пн | вт                   | ср                   | чт                   | пт                   | сб                   |                      |                      | | 31 — январь 28/29 — февраль простой/високосный 31 — март 30 — апрель 31 — май 30 — июнь 31 — июль 31 — август 30 — сентябрь 31 — октябрь 30 — ноябрь 31 — декабрь | 31 — январь 28/29 — февраль простой/високосный 31 — март 30 — апрель 31 — май 30 — июнь 31 — июль 31 — август 30 — сентябрь 31 — октябрь 30 — ноябрь 31 — декабрь | 31 — январь 28/29 — февраль простой/високосный 31 — март 30 — апрель 31 — май 30 — июнь 31 — июль 31 — август 30 — сентябрь 31 — октябрь 30 — ноябрь 31 — декабрь | 31 — январь 28/29 — февраль простой/високосный 31 — март 30 — апрель 31 — май 30 — июнь 31 — июль 31 — август 30 — сентябрь 31 — октябрь 30 — ноябрь 31 — декабрь | |

Примечание:
Оригинал похож на «Табель-календарь вожатого на XX век, 1957 г.» и на «таблицу В. Богатырёва, 1931 г.».
Этот календарь занимал мало места и часто включался в записные книжки и публиковался в книгах.

### Дисковый вечный календарь

Дисковый вечный календарь на 28 лет (2001—2028). Високосные годы выделены жирным шрифтом

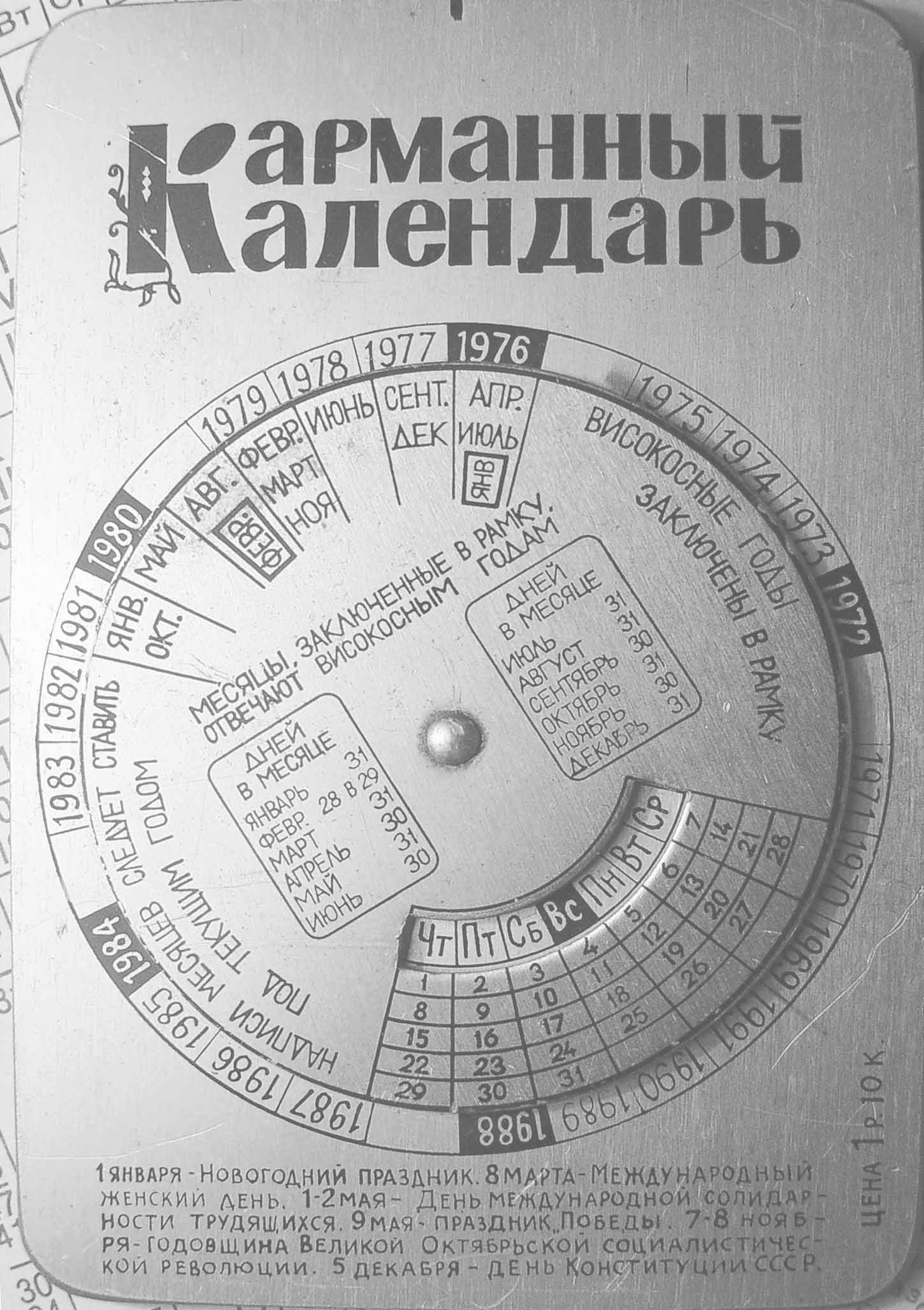
Дисковый вечный календарь из алюминия на 1969—1991 годы, изготовленный в Челябинске

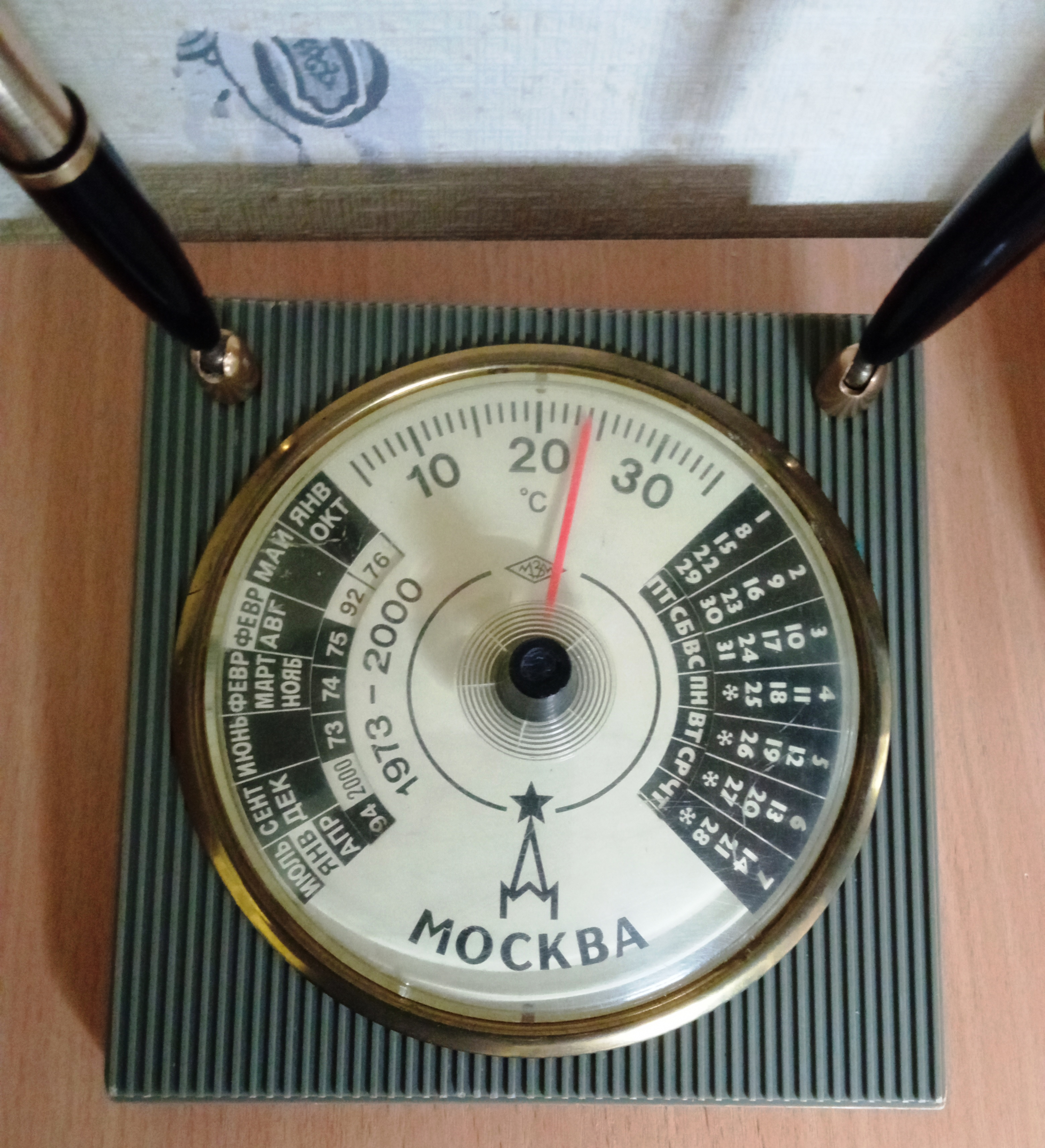
Популярный в СССР сувенирный дисковый вечный календарь «Москва». На фото показан календарь на 1973—2000 годы, у которого также есть термометр и подставки для перьевых ручек

Дисковый вечный календарь представляет собой конструкцию, в которую вставлен диск, на внешний радиус которого нанесены номера годов (при этом високосные годы выделяются особым шрифтом или цветом), а на внутренний — дни недели. При выборе месяца требуется повернуть диск так, чтобы номер текущего года и название месяца совпали. В результате дни недели расположатся таким образом, что будет получена сетка календаря на выбранный месяц.
Как правило, диск таких календарей делится на 28 частей, а сами календари рассчитаны на 23—28 лет, однако возможны и другие модификации.
Иногда на диск наносятся не дни недели, а сами числа месяца, что позволяет получить календарную сетку в более привычной форме — неделя всегда начинается с понедельника или воскресенья, в зависимости от страны, где используется календарь. Но такие календари производились редко, в основном из-за сложности нанесения цифр месяца по спирали.
На календаре остаётся много свободного пространства, которое очень часто заполняется различными изображениями, инструкцией по применению, списками праздников и т. п.)

### В программировании
Существуют разнообразные методы вычисления дня недели. Некоторые из них основываются на заранее просчитанных таблицах сдвигов, а некоторые вычисляют все необходимые значения «с нуля» при каждом запуске. Иногда алгоритмы представляют собой автоматизированные версии табличных календарей.
Как правило, каждый метод имеет две модификации — для юлианского и для григорианского календаря.

## Вечный календарь — набор таблиц
В григорианском календаре годы есть високосные и невисокосные; годы начинаются с понедельника по воскресенье. В совокупности это даёт (2×7=14) 14 вариантов календаря.

## Применение
До начала XX века календари не применялись в целях планирования времени. Основное значение таких приспособлений было религиозным — они использовались для вычисления праздников и знаменательных дат.
Во времена СССР вечные календари можно было найти почти во всех учреждениях и во многих квартирах — календарь не занимал много места и мог использоваться несколько десятков лет. Однако лишь немногие календари прослужили весь свой срок.
Сейчас многие из календарей используются детьми в качестве игрушек. Иногда вечные календари до сих пор используют для получения дней недели (хотя экземпляры, сохраняющие работоспособность после 2000 года, очень редки). Иногда они являются предметом коллекционирования.
Несмотря на то, что с появлением компьютеров необходимость в вечных календарях отпала, подобные устройства до сих пор встречаются в механических наручных часах.
Существуют так же специальные онлайн сервисы для определения дня недели по дате.